# Skierniewice
Skierniewice – miasto na prawach powiatu, położone na Równinie Łowicko-Błońskiej, w połowie drogi między Warszawą a Łodzią, w województwie łódzkim. Miasto było stolicą województwa skierniewickiego w latach 1975–1998.
Miasto położone jest w dorzeczu Wisły, na Nizinie Środkowomazowieckiej, w południowej części Równiny Łowicko-Błońskiej. Skierniewice były miastem duchownym arcybiskupstwa gnieźnieńskiego w ziemi rawskiej województwa rawskiego w 1792 roku.
Miasto należy do Związku Miast Polskich.
Według danych Głównego Urzędu Statystycznego z 31 grudnia 2023 roku w Skierniewicach mieszkały 45 184 osoby.

## Nazwa miasta
Istnieją dwie wersje pochodzenia nazwy miasta, jednak najbardziej prawdopodobne jest pochodzenie od nazwy „skwierczącego” kwiczoła – łownego ptaka z rodziny drozdów.
Pierwszy, historyczny zapis nazwy z 1359 r. - Skierniewice (Sqirnyewicze lub Squierniewicze) po raz pierwszy pojawił się w przywileju księcia Siemowita III podczas jego wizyty w drewnianym dworze w Skierniewicach u arcybiskupa Jarosława Bogorii ze Skotnik.

## Położenie
Skierniewice są otoczone od północy przez Puszczę Bolimowską, która stanowi fragment Bolimowskiego Parku Krajobrazowego. Fragment zachodniej granicy miasta wyznacza Las Zwierzyniecki. Na południowy wschód od miasta znajduje się las w Strobowie i Pamiętnej. Przez miasto przepływa rzeka Skierniewka oraz rzeka Rawka, która styka się w północno-wschodniej części Skierniewic.
Wysokości bezwzględne zmieniają się niewiele na obszarze miasta i wynoszą od 112 m n.p.m. na krawędzi Puszczy Bolimowskiej do 138 m n.p.m. w południowo-wschodnim rejonie miasta.
Skierniewice leżą na historycznym Mazowszu, w dawnej ziemi rawskiej, w ramach której od XV wieku należały do powiatu rawskiego, stanowiącego część utworzonego w 1462 województwa rawskiego.
W latach 1975–1998 Skierniewice należały do województwa skierniewickiego. W tamtych latach Skierniewice były najmniej zaludnionym miastem wojewódzkim w Polsce.
Skierniewice leżą w centralnej Polsce na północnym wschodzie województwa łódzkiego na Nizinie Środkowo Mazowieckiej między dwoma największymi aglomeracjami: łódzką i warszawską.
Odległość w linii prostej między Skierniewicami i Warszawą wynosi 66 km natomiast między Skierniewicami i Łodzią 53 km.
Od geometrycznego środka Polski, czyli Piątka odległość w linii prostej wynosi 48 km.
Sąsiednie gminy: Bolimów, Głuchów, Godzianów, Łyszkowice, Maków, Nieborów, Nowy Kawęczyn, Puszcza Mariańska, Rawa Mazowiecka.

### Rozwój terytorialny miasta
- 1 stycznia 2012 roku do Skierniewic dołączono część poligonu o powierzchni 150 ha, wcześniej należącego do gminy Maków.
- W roku 2014 przyłączono do terytorium miasta obszar o powierzchni 18,82 ha należącego wcześniej do gminy Skierniewice – obr. Miedniewice.

### Rzeźba terenu

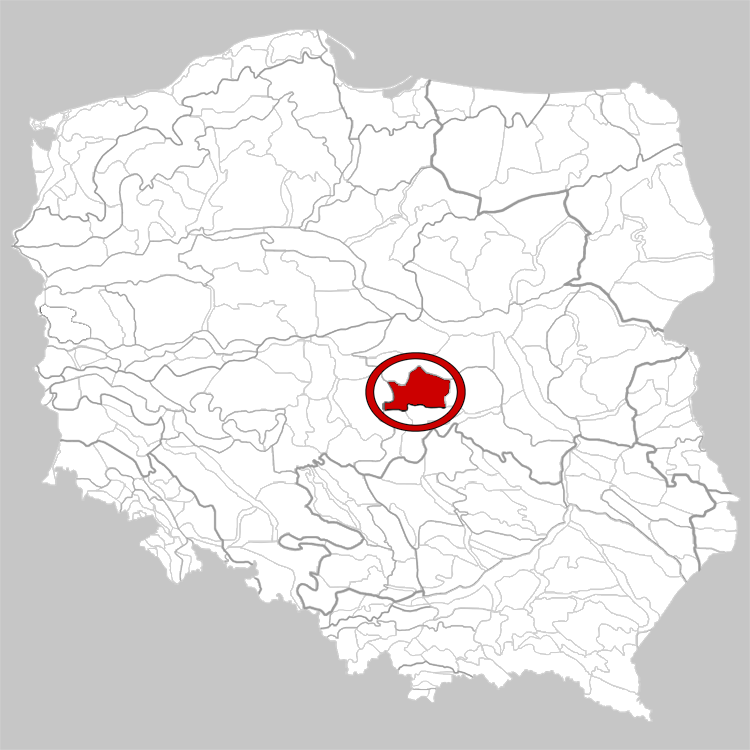
Położenie Wzniesień Łódzkich na mapie Polski

Pod względem fizycznogeograficznym obszar Skierniewic położony jest w obrębie makroregionu Wzniesień Południowomazowieckich i na granicy dwóch mezoregionów:
- Wzniesień Łódzkich
- Równiny Łowicko-Błońskiej.

Strefę przejściową pomiędzy Równiną a Wzniesieniami Łódzkimi stanowi krawędź geomorfologiczna, słabo zaznaczona w terenie. Jej partie szczytowe rozciągają się na linii Dąbrowice-Balcerów-Strobów i wznoszą się na wysokość 134–135 m n.p.m. W związku z tym część północna miasta położona jest w obrębie Równiny Łowicko-Błońskiej, w strefie krawędziowej Wzniesień zlokalizowane są pobliskie miejscowości takie jak Mokra Lewa, Miedniewice, Samice i Pamiętna. Jest to obszar staroglacjalny, znajdujący się na skłonie wysoczyzny polodowcowej, która powstała w okresie zlodowacenia Warty.

### Hydrografia

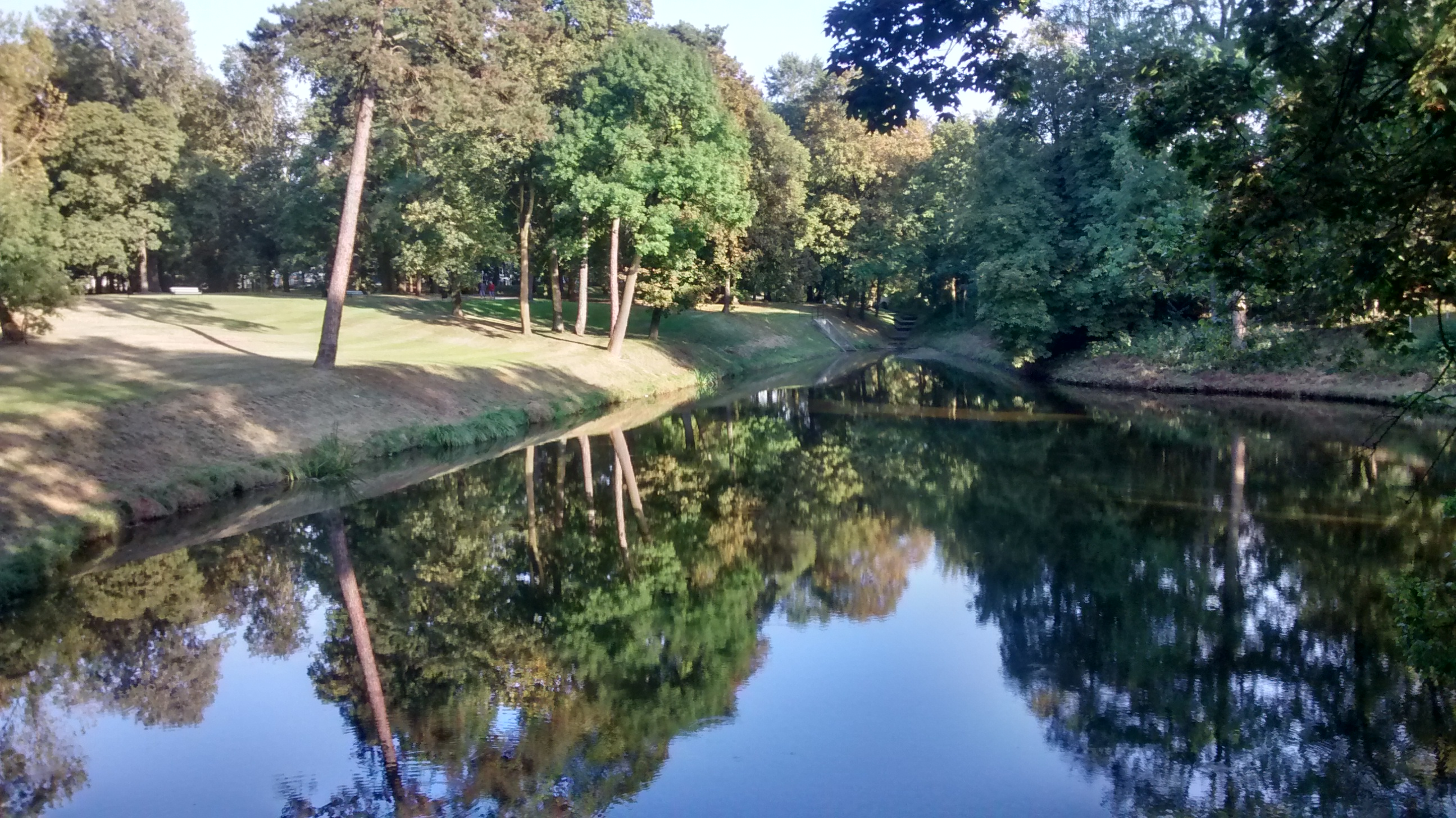
Rzeka w Parku Miejskim

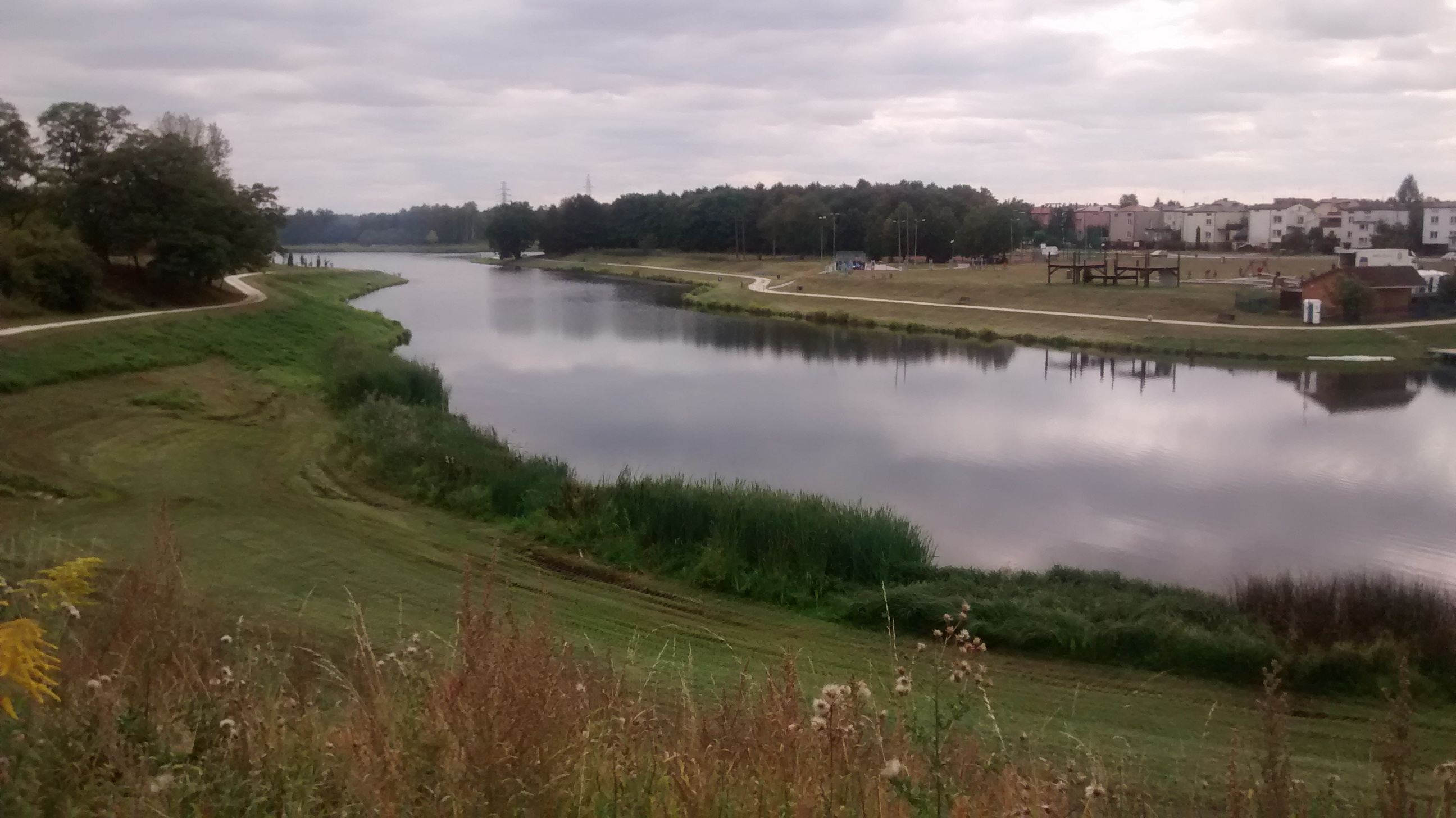
Zalew w dzielnicy Zadębie

Skierniewice położone są w dorzeczu Wisły w zlewisku Morza Bałtyckiego. Największą powierzchnię zlewiska rzecznego na terenie miasta stanowi rzeka Rawka, Skierniewka (Łupia). Przez miasto przepływa ciek wodny nazwany Pisią lub Zwierzynką oraz struga wpływająca od wschodniej strony miasta, przepływająca przez centrum wpływająca do rzeki Skierniewka w Parku Miejskim nazywana potocznie „Smródką”. W mieście znajdują się dwa zbiorniki wodne:
- Zbiornik wodny Zadębie
- Zalew Poniatowskiego

### Gleby
W 2001 roku w mieście i w nadleśnictwie Skierniewice zostały przeprowadzone badania, prace glebowo-siedliskowe przez Zespół Urządzania Lasu RDLP w Łodzi dla obrębu Skierniewice i w roku 2009 przez Biuro Urządzania Lasu i Geodezji Leśnej O. Warszawa. W wyniku tych prac wyodrębniono ok. 13 typów i ponad 40 podtypów gleb.
Na gruntach Skierniewic największy udział mają najczęściej spotykane w polskich lasach gleby rdzawe, łącznie 69,5%. Znaczący udział mają również gleby płowe oraz w mniejszym stopniu gleby bielicowe, brunatne, gruntowo glejowe i czarne ziemie.

## Topografia i podział administracyjny

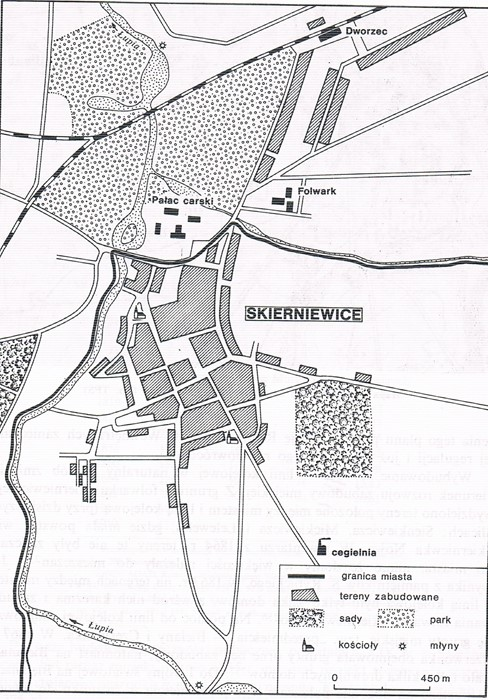
Zabudowa miasta w 1883 r.

Najstarszą częścią miasta jest centrum. Znajdują się tam kamienice z przełomu XIX i XX wieku oraz inne budynki z tego okresu. Dookoła rozciągają się nowsze osiedla, budowane głównie w okresie PRL, na północy jedna z największych dzielnic mieszkaniowych – Widok powstałe w latach 70 i 80 XX wieku. Najdalej wysunięta dzielnica mieszkaniowa Skierniewic znajduje się na północny wschód od centrum – ok. 5 km. Najnowsze osiedla tego stulecia powstają głównie w południowym centrum Skierniewic.
Przemysł skupia się głównie w północno-wschodniej (Rawka, Widok) części miasta.
Osiedla domków jednorodzinnych mieszczą się na osiedlu Zadębie (największym osiedlu domków jednorodzinnych), osiedlu Makowska, osiedlu Feliksów, osiedlu Grabina, osiedlu Halinów, osiedlu Balcerów, osiedlu Ruda, osiedlu Sadowiczów, osiedlu Serwituty, osiedlu Starbacicha, oraz po części w dzielnicy Rawka.

### Dzielnice
- Widok (północ)
- Rawka (północny wschód)
- Zadębie (południe)

### Osiedla

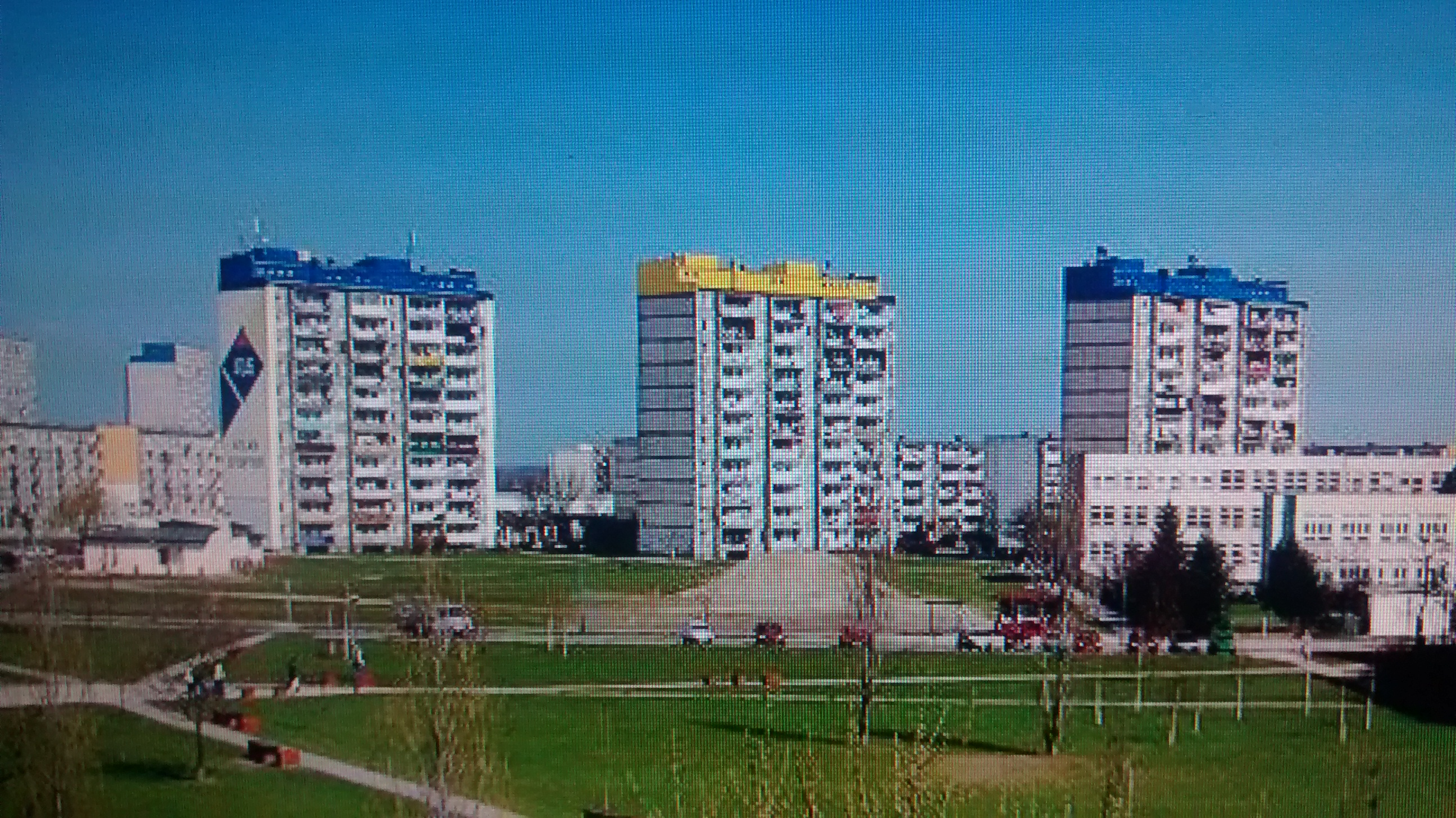
Osiedle fotografia z lat 90 XX w.

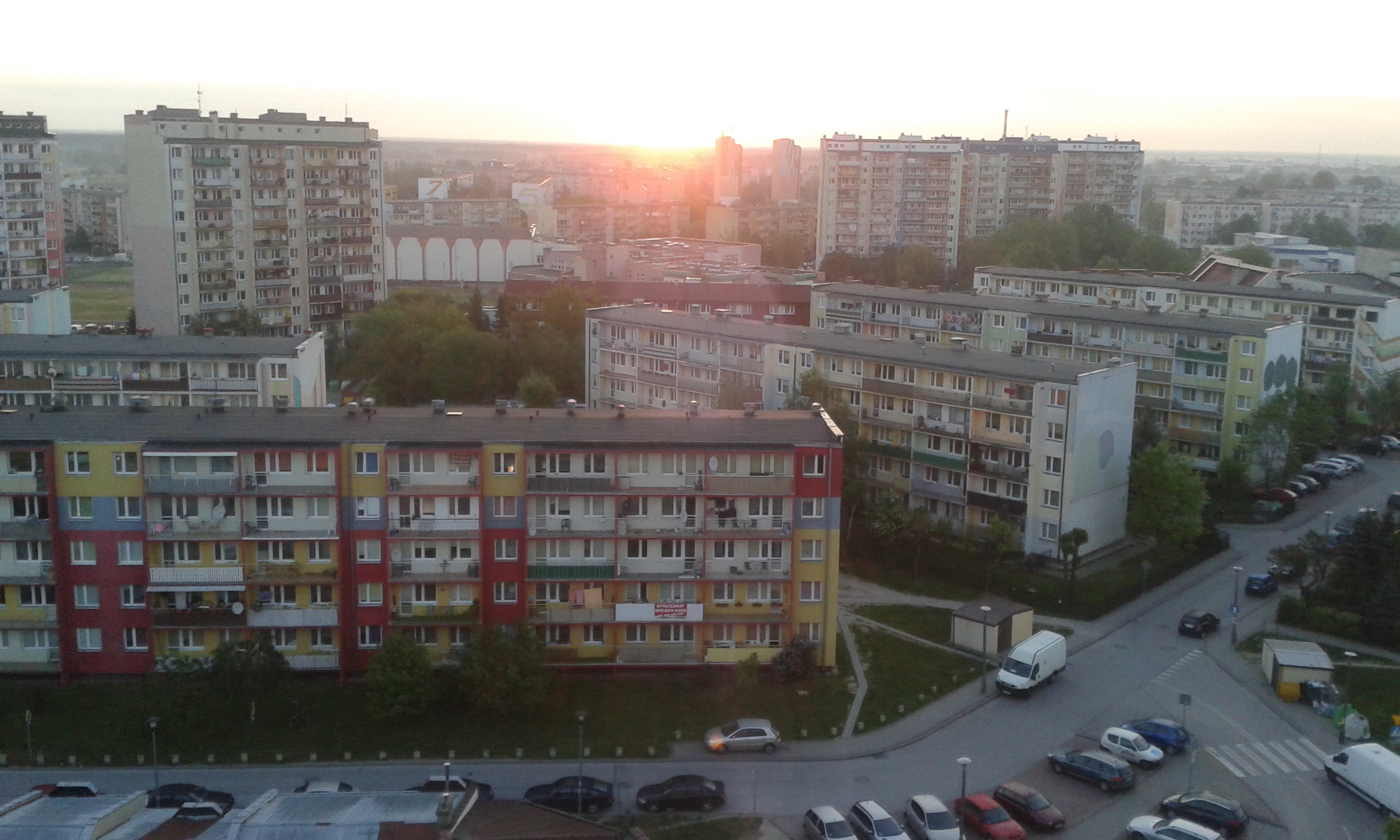
Osiedle Widok rankiem (maj 2016)

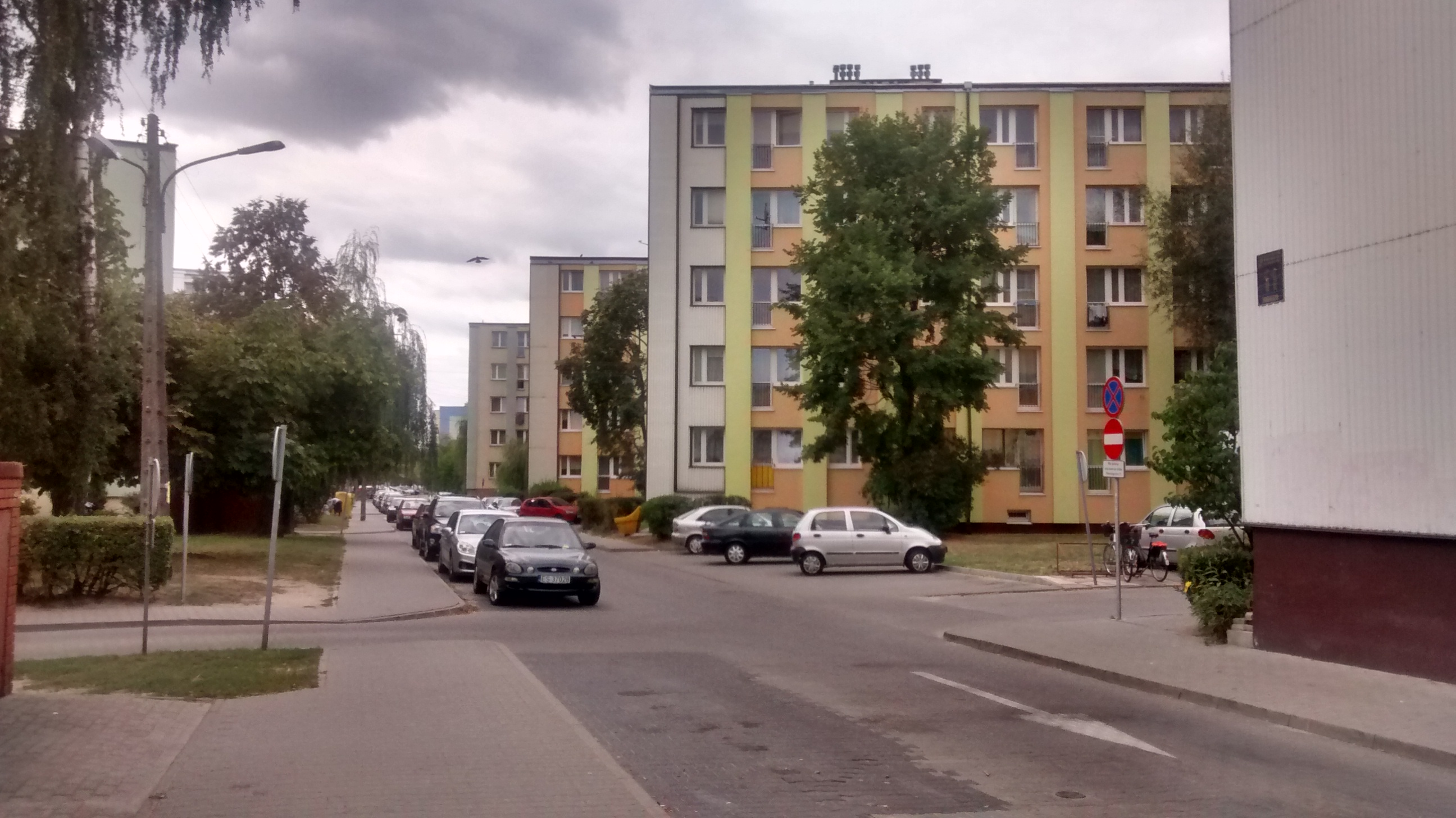
Bloki przy ul. Pomologicznej

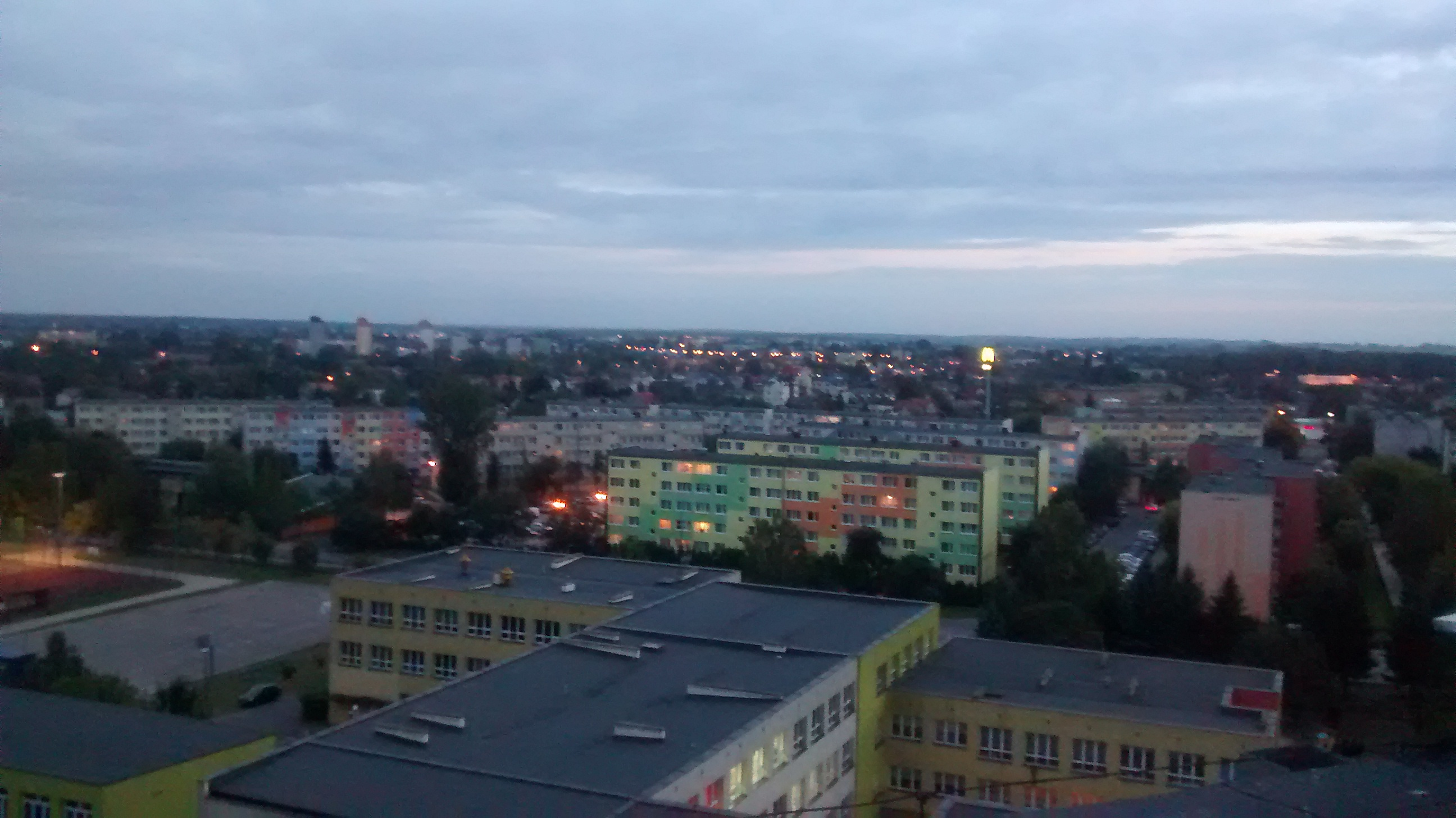
Skierniewice, widok w głąb miasta

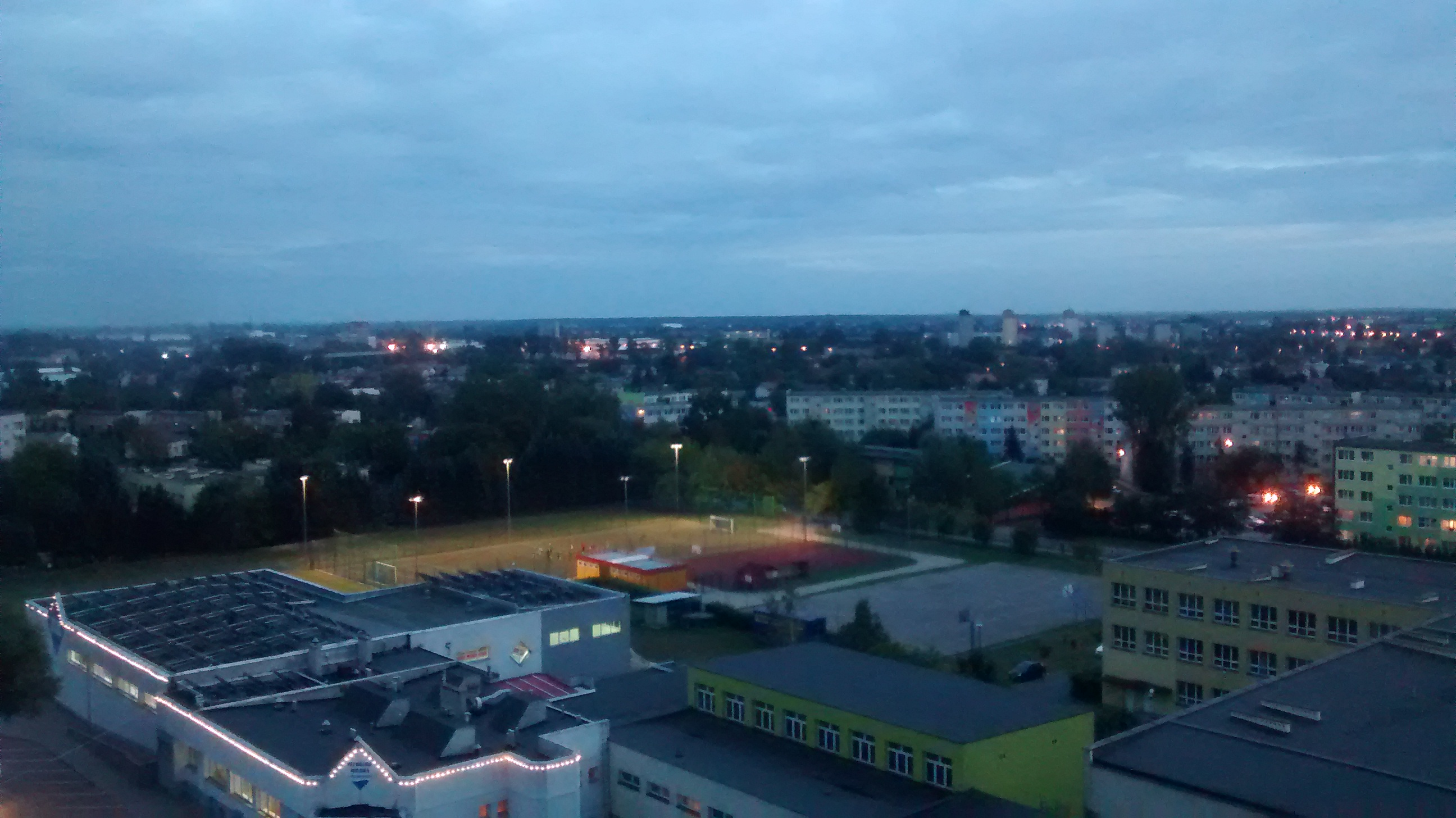
Widok na szkołę i basen z 11 piętra.

| - osiedle Sobieskiego I (wschód) - Osiedle Sobieskiego II (centrum) - osiedle Słoneczne (południe) - osiedle Trzcińska (centrum) - Osiedle Cicha (centrum) - osiedle Dworcowa (centrum) - osiedle Bielany (centrum) - osiedle Kopernika (centrum) - osiedle Nad Potokiem (centrum) - Osiedle Graniczna (południe) - osiedle Mickiewicza (centrum) - osiedle 1000-lecia (centrum) - osiedle Budowlana (centrum) | - osiedle Bajkowe (północ) - osiedle Pod Borem (północ) - osiedle Makowska (zachód) - osiedle Feliksów (południowy zachód) - osiedle Grabina (północny wschód) - osiedle Halinów (południowy zachód) - osiedle Balcerów (południowy zachód) - osiedle Ruda (północny wschód) - osiedle Sadowiczów (północ) - osiedle Serwituty (północ) - osiedle Starbacicha (północ) - osiedle Zdrojowe (w latach 2012 – 2022) |

## Demografia

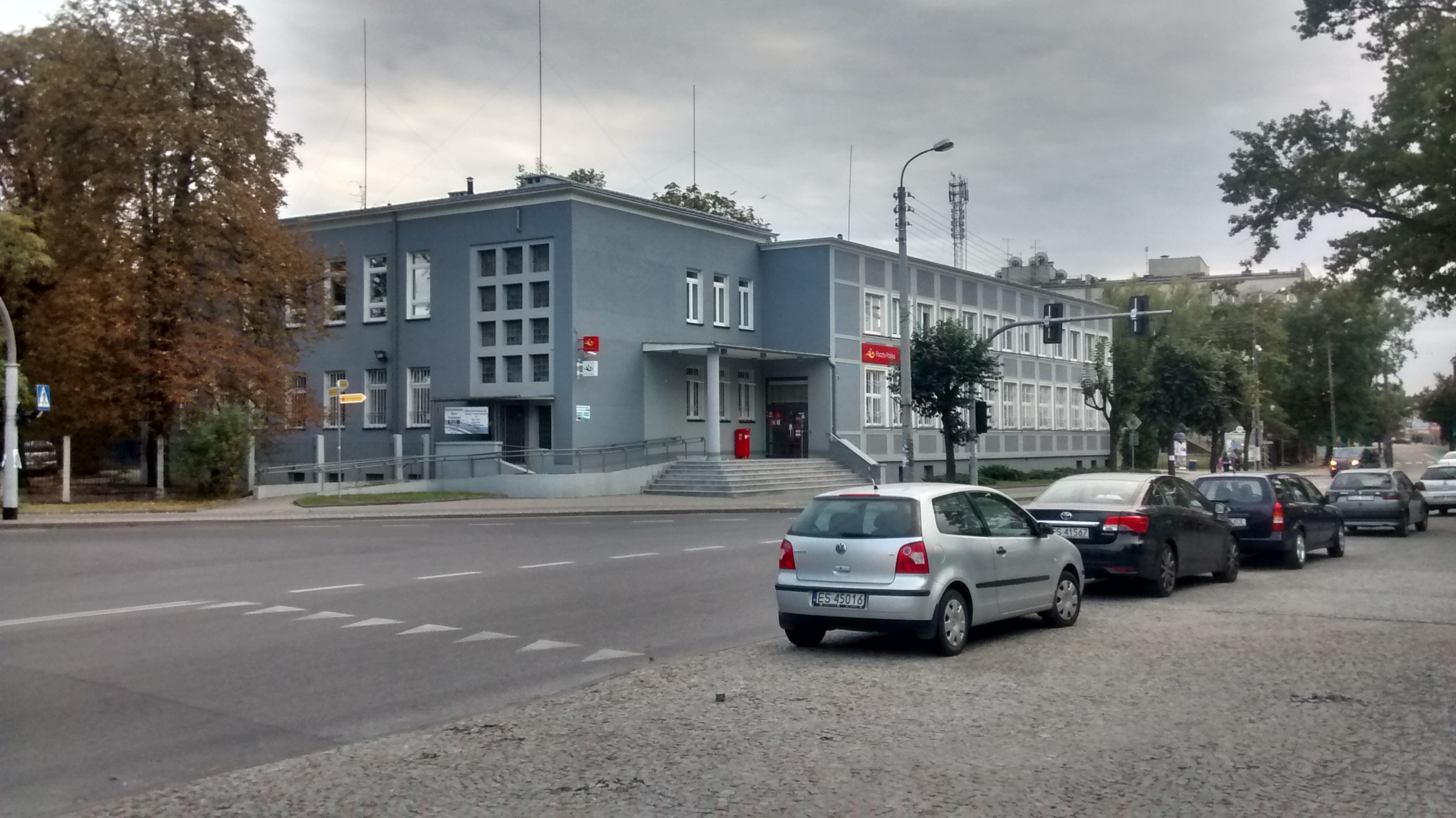
Poczta Główna w Skierniewicach

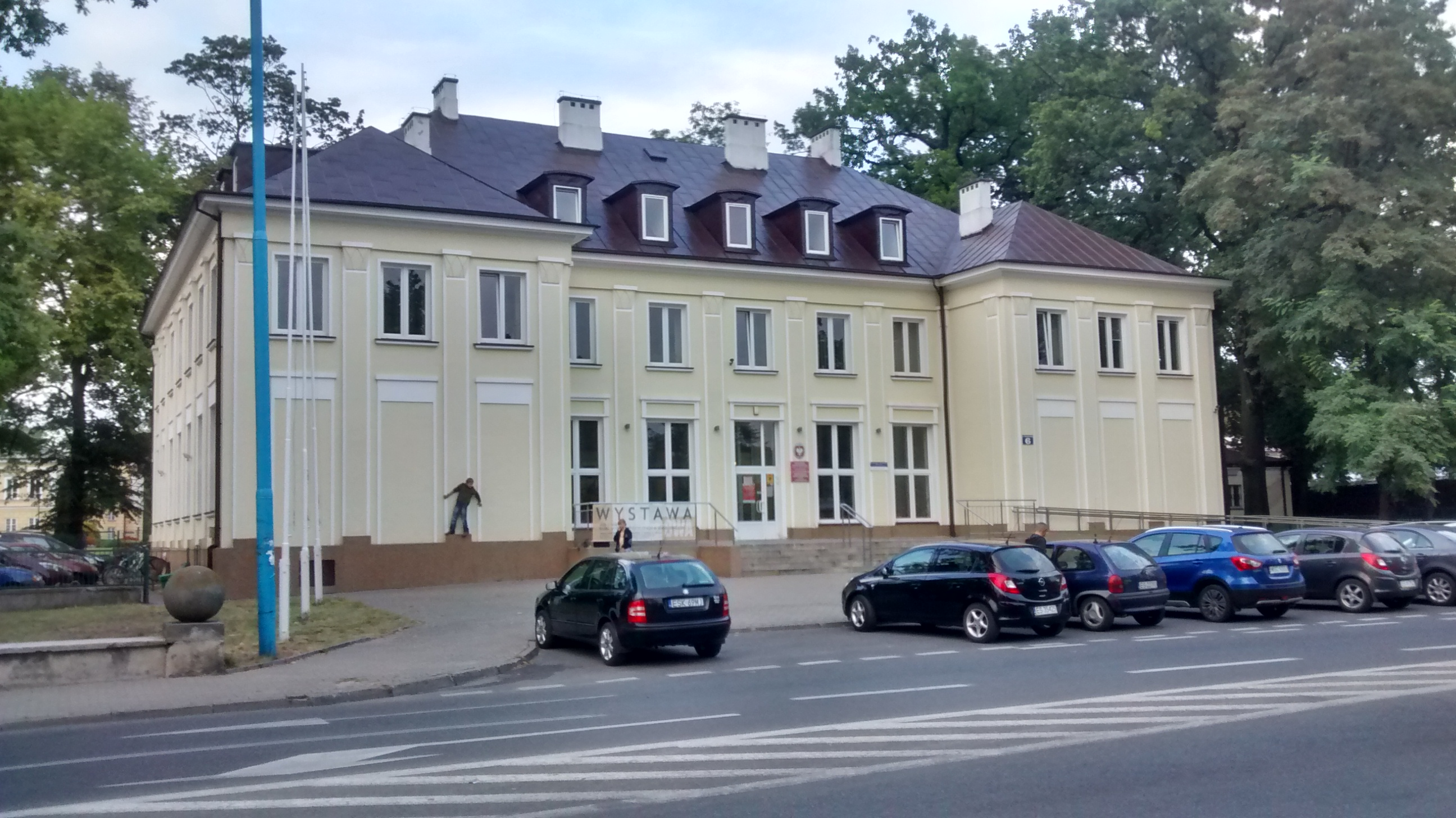
Państwowa Szkoła Muzyczna I i II Stopnia

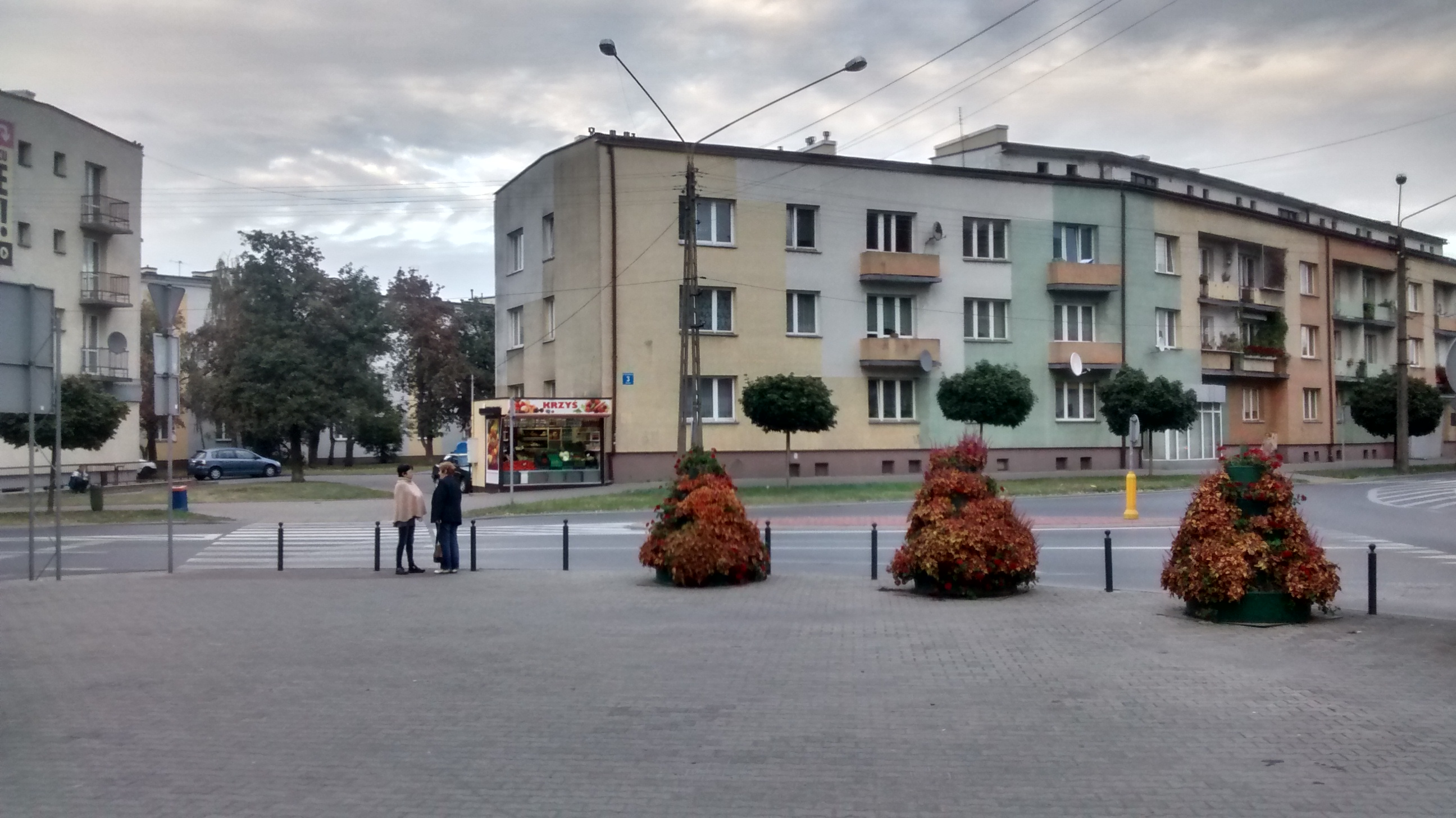
Bloki przy ul. Mszczonowskiej, Jagiellońskiej

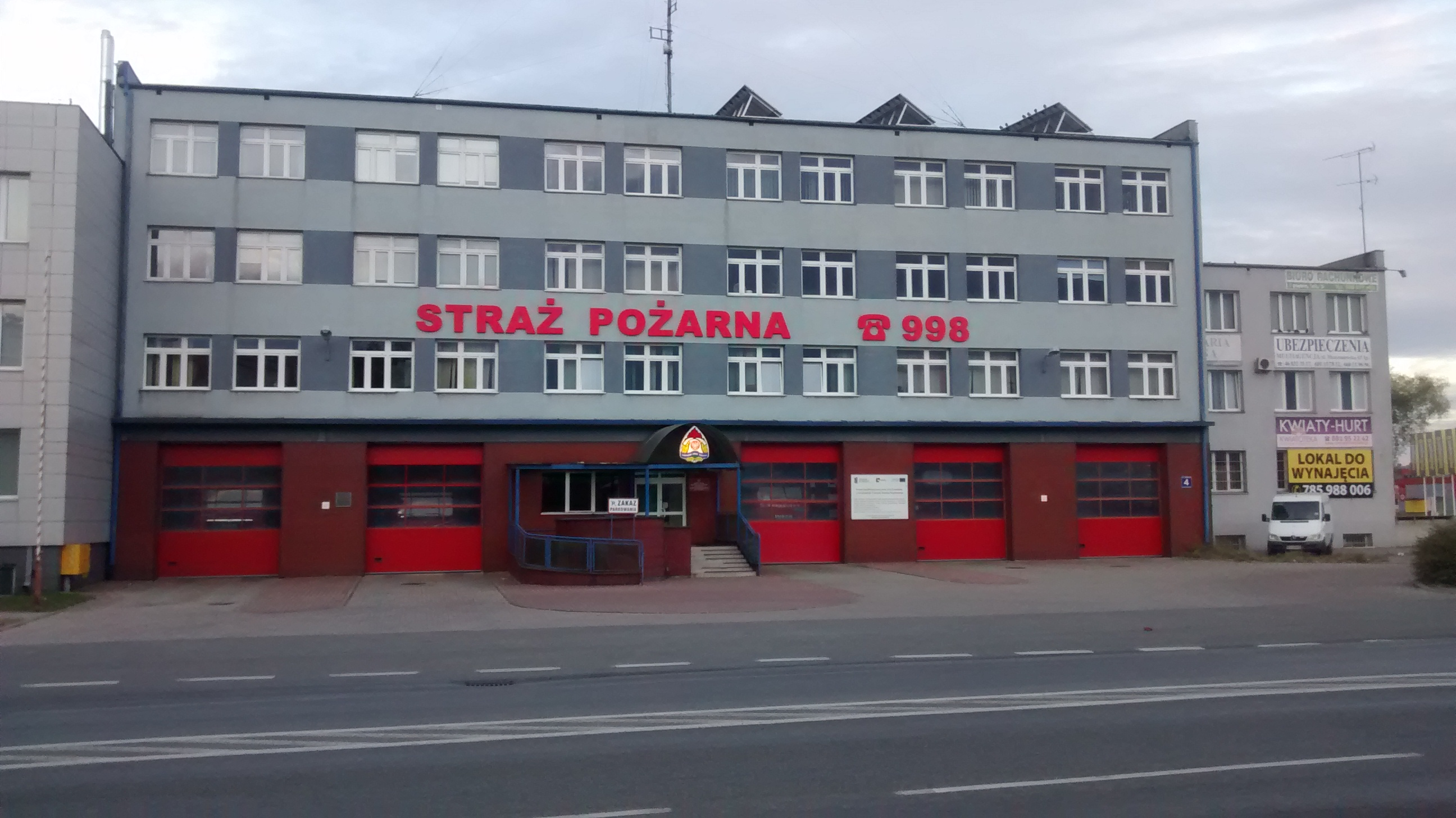
Siedziba Państwowej Straży Pożarnej w Skierniewicach

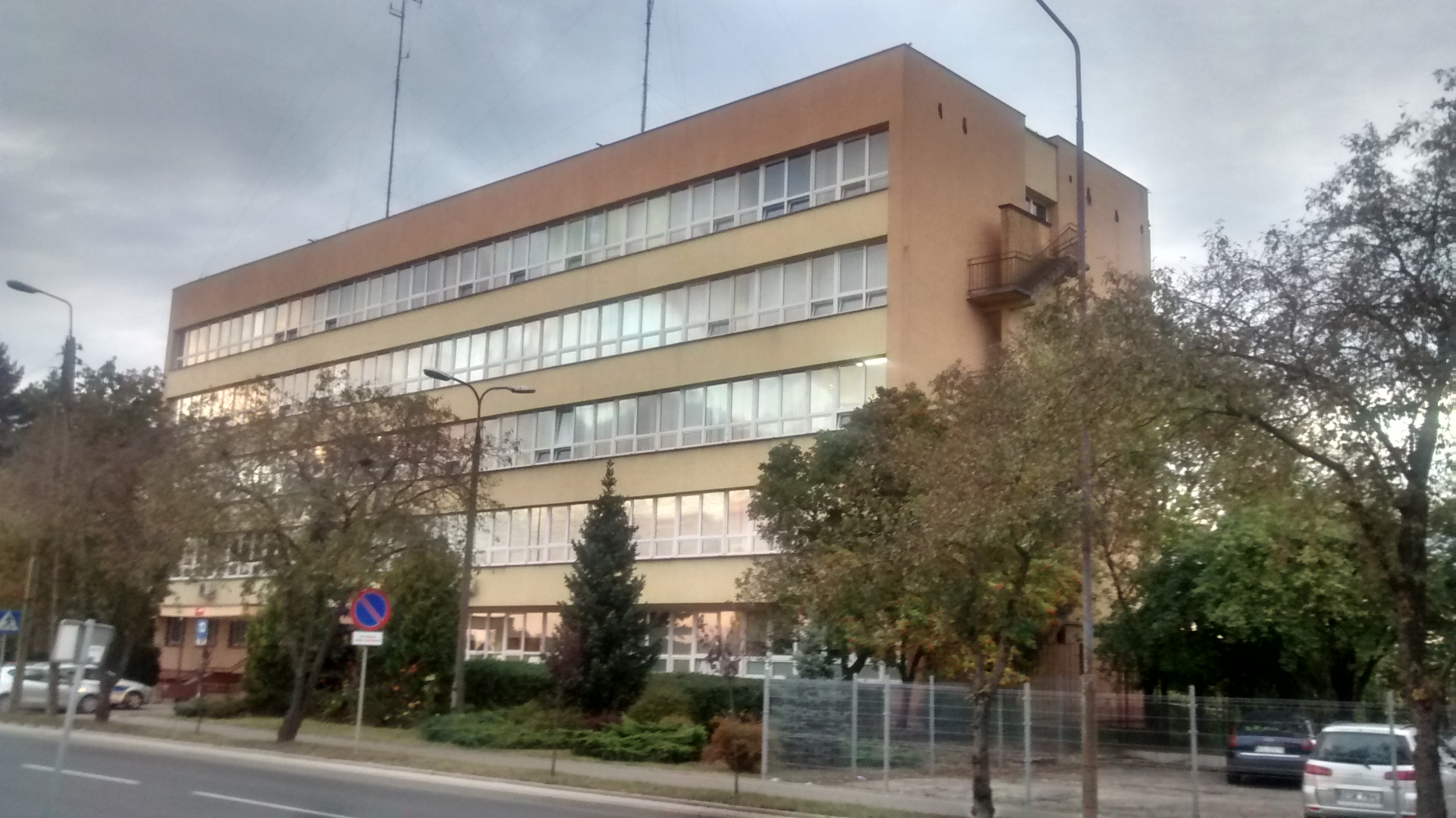
Komenda Miejska Policji w Skierniewicach

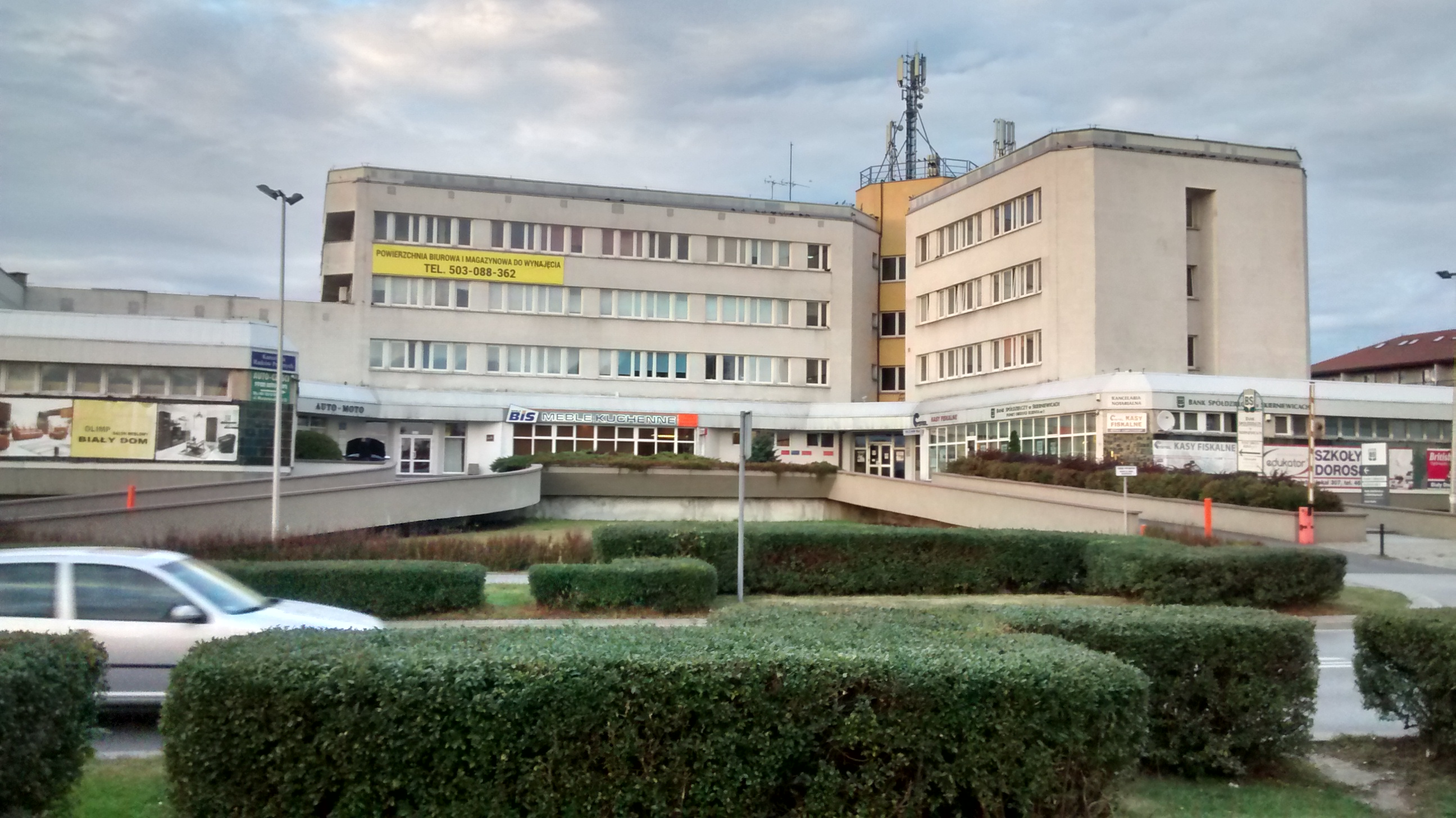
„Biały Dom” w Skierniewicach

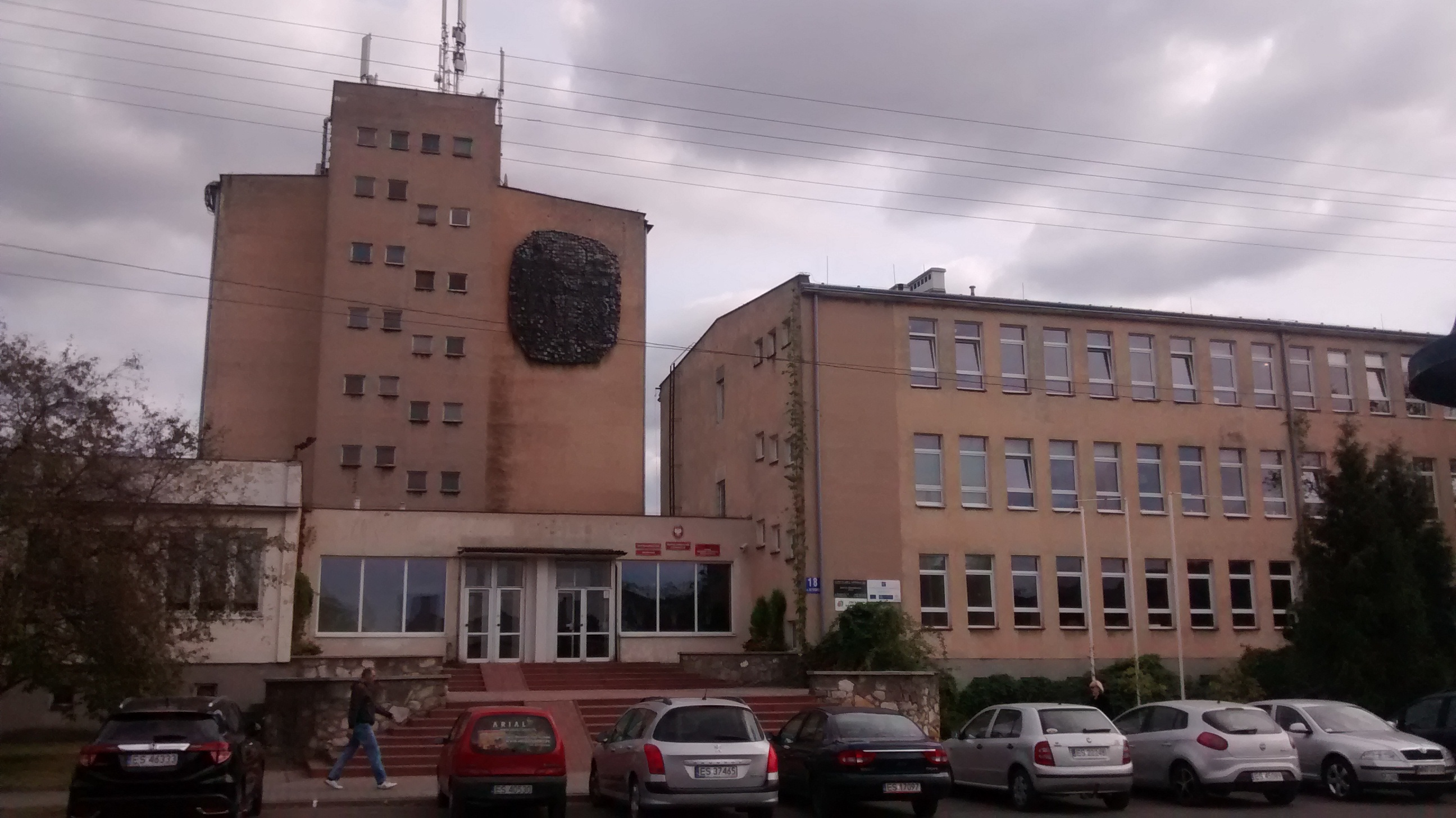
Dawny budynek Instytutu Sadownictwa i Kwiaciarstwa w Skierniewicach

### Rozwój demograficzny
Rozwój demograficzny Skierniewic związany był i jest ze wcielaniem pogranicznych terenów i tym samym z rozwojem terytorialnym miasta – ale nie tylko, do rozwoju demograficznego przyczyniło się także wybudowanie dzielnicy Widok w latach 70. XX w. Od 1921 roku ludność miasta wzrosła o ponad 32 tys., tj. o ponad sto procent.

### Dane demograficzne
Dane z 31 grudnia 2023:
| Opis      | Ogółem | Ogółem | Kobiety | Kobiety | Mężczyźni | Mężczyźni |
| --------- | ------ | ------ | ------- | ------- | --------- | --------- |
| Jednostka | osób   | %      | osób    | %       | osób      | %         |
| Populacja | 45 184 | 100    | 23 763  | 52,59   | 21 421    | 47,41     |

- Pobyt czasowy – 996[16]:
- Pobyt stały – 46 379

### Liczba ludności w poszczególnych miesiącach i latach
Stan na dzień 31 grudnia każdego roku (2003–2007), zameldowani na pobyt stały i czasowy łącznie.
Największą liczbę ludności Skierniewice odnotowały 30 czerwca 2009 roku – według danych GUS 49 047 mieszkańców.

### Statystyka miasta
Według danych GUS na dzień 31.12.2012 Skierniewice były 90. miastem w Polsce pod względem liczby ludności.

## Klimat
Klimat Skierniewic zbliżony jest do klimatu panującego na całym obszarze nizinnym Polski. Temperatury kształtują się pod wpływem zarówno powietrza kontynentalnego, jak i również oceanicznego. Skierniewice leżą w strefie najniższych opadów w Polsce. Przeciętna ich suma roczna kształtuje się na poziomie 538 mm, jednak w poszczególnych latach może być ona znacznie niższa. Średnia pokrywa śnieżna wynosi 50–60 dni, a średnia temperatura w Skierniewicach to 8,6 °C.
| - Najwyższe temperatury dzienne wynoszą: - styczeń +12,2 - luty +5,1 - marzec +12,7 - kwiecień +21,1 - maj +25,3 - czerwiec +28,9 - lipiec +32,1 - sierpień +30,8 - wrzesień +23,8 - październik +23,0 - listopad +10,6 - grudzień +7,9 | - Najniższe temperatury dzienne wynoszą: - styczeń -32,2 - luty -13,2 - marzec -6,4 - kwiecień -3,9 - maj +1,8 - czerwiec +1,8 - lipiec +8,0 - sierpień +5,6 - wrzesień +2,1 - październik -3,2 - listopad -2,9 - grudzień -10,0 |

Źródło:

## Przyroda

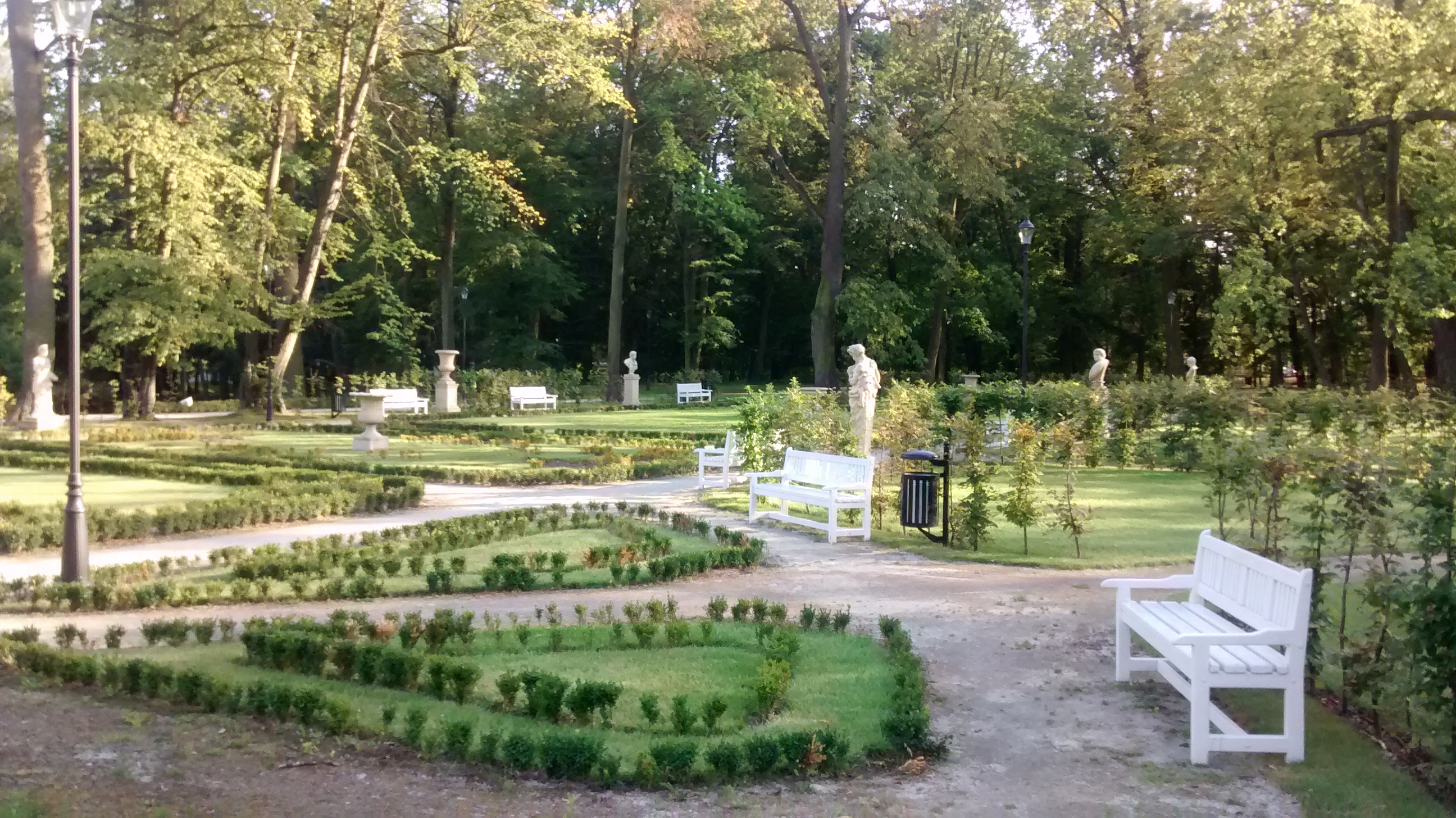
Park Miejski w Skierniewicach

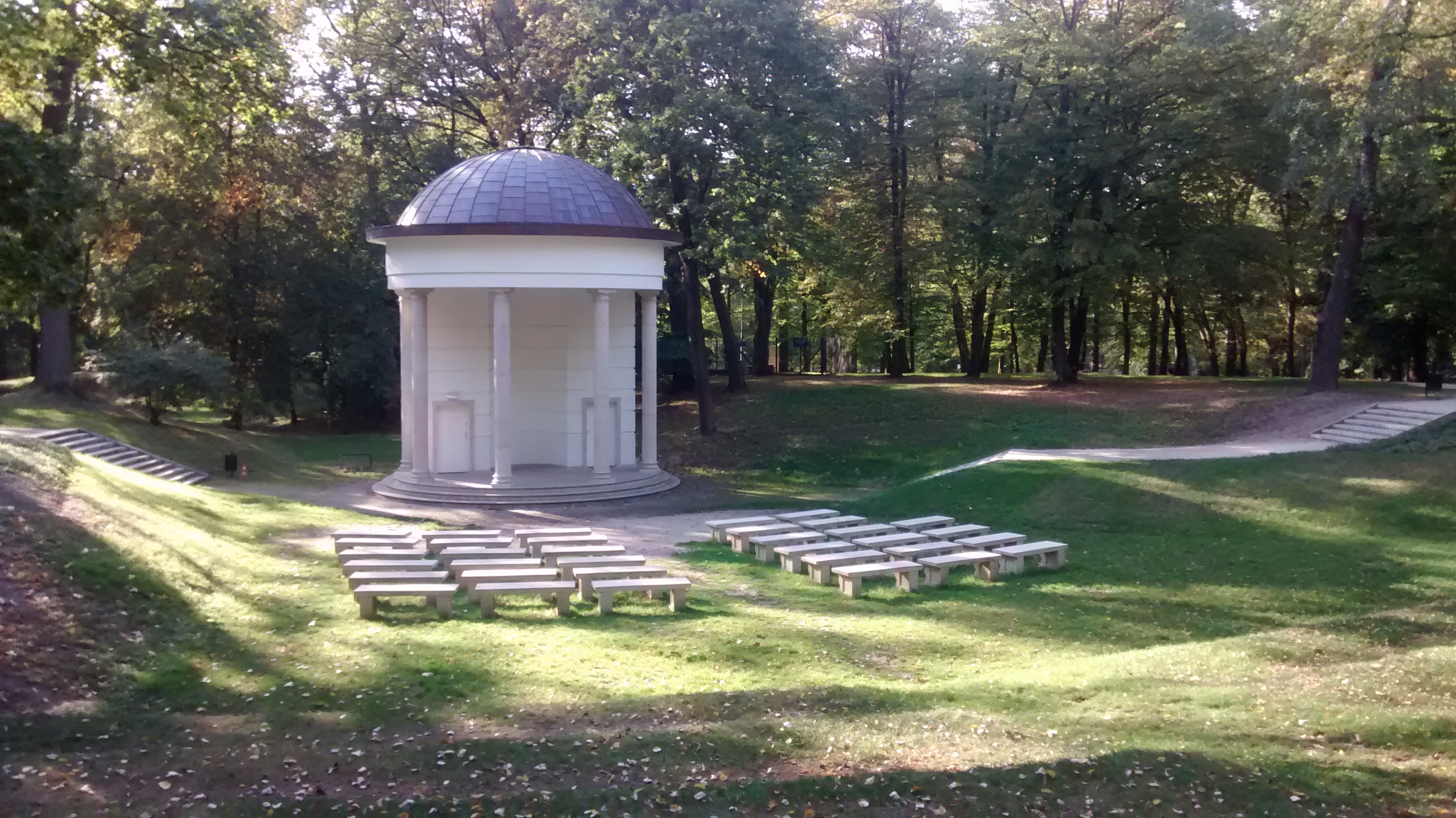
Scena Kameralna w Parku Miejskim

Miasto położone między kompleksem czterech lasów. Od północy Skierniewice graniczy z Bolimowskim Parkiem Krajobrazowym, od wschodu z Lasem Zwierzynieckim. Na południu i południowym wschodzie znajdują się dwa kompleksy lasów w granicach administracyjnych miasta i poza nim. W środkowej części miasta znajduje się Park Miejski o powierzchni 42 ha założony w XIV wieku.

### Ochrona przyrody
Nowoczesna ochrona przyrody zaczęła się kształtować wraz z rozwojem nauk przyrodniczych w XIX w.
W okresie I wojny światowej lasy skierniewickie były rabunkowo eksploatowane przez administrację niemiecką. Zniszczenia powojenne i wieloletnia gospodarka podporządkowana wyłącznie łowiectwu i hodowli zwierzyny spowodowały duże szkody w drzewostanach. Dopiero w roku 1918 lasy objęła administracja polska. W roku 1919 Ministerstwo Rolnictwa i Dóbr Państwowych przekazało lasy skierniewickie SGGW w Warszawie. Prowadzona była tu gospodarka w oparciu sporządzone plany urządzeniowe.
W okresie II wojny światowej okupanci w ciągu 6 lat wycięli tyle drzewostanów, ile zaplanowane było na 27 lat. Dopiero po II wojnie światowej zaczęto zajmować się ochroną przyrody.
Więcej o przyrodzie w Skierniewicach i koło miasta:

## Historia miasta

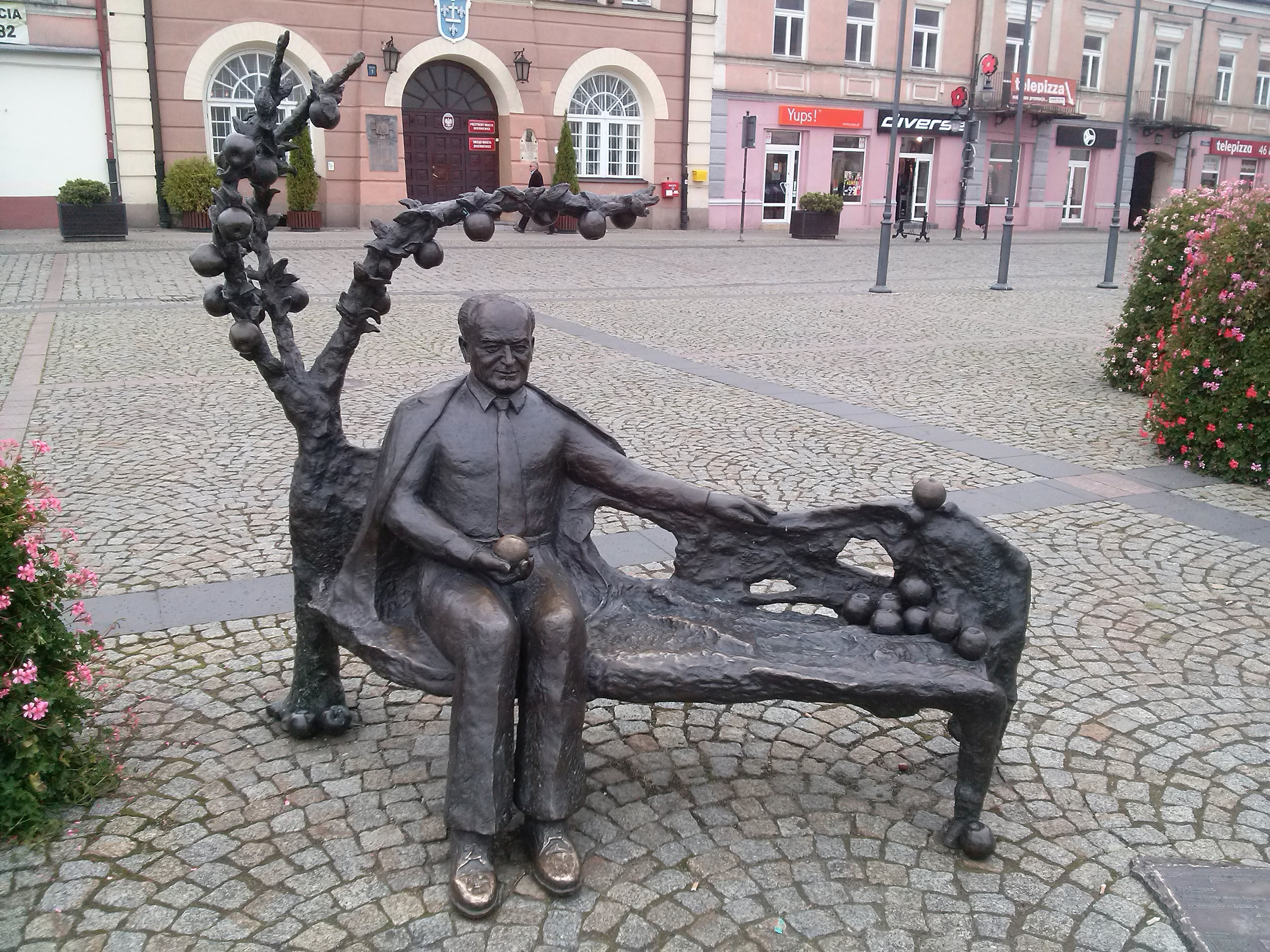
Pomnik – ławeczka Prof. Szczepana Pieniążka

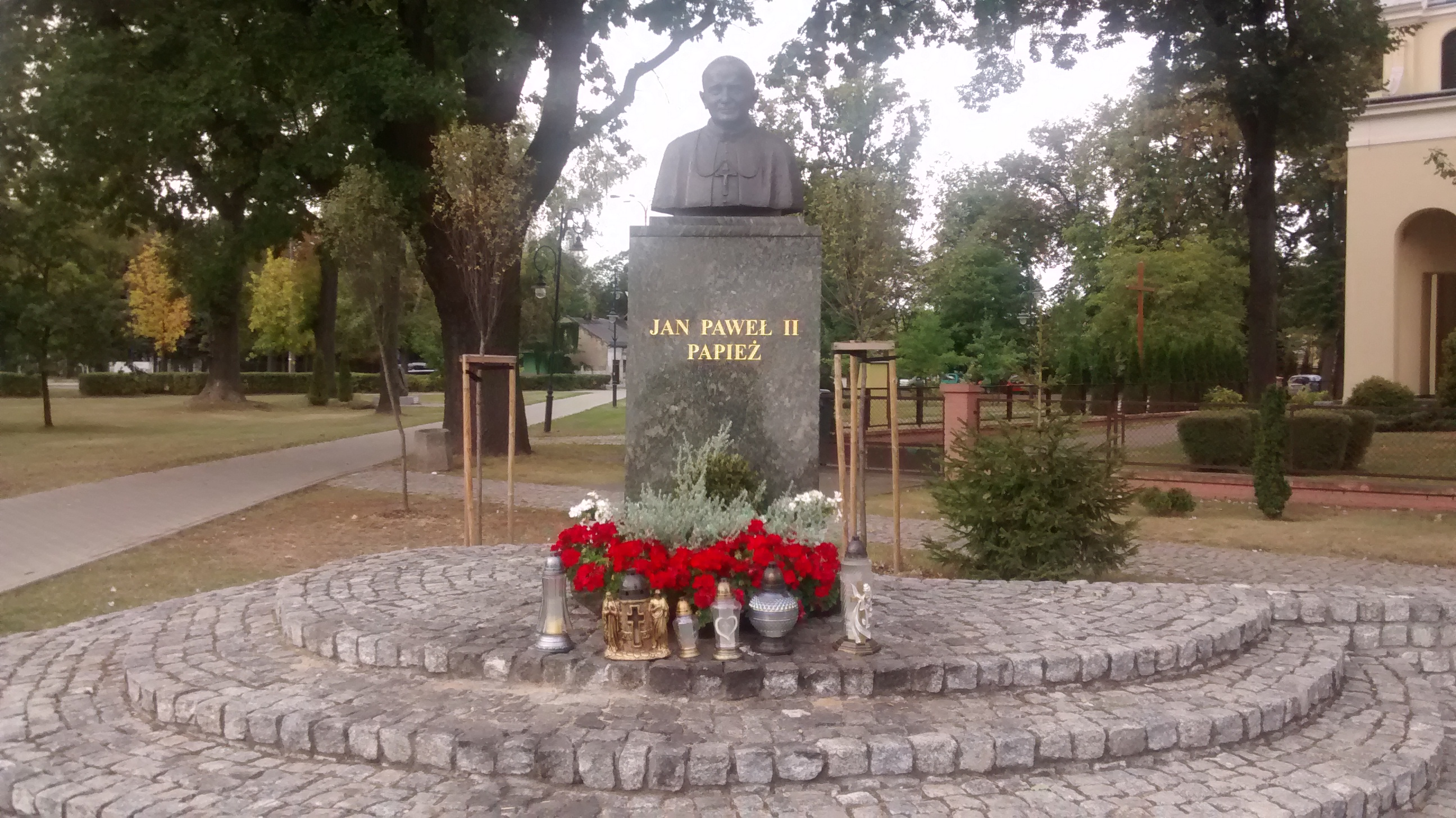
Pomnik Jana Pawła II w Skierniewicach

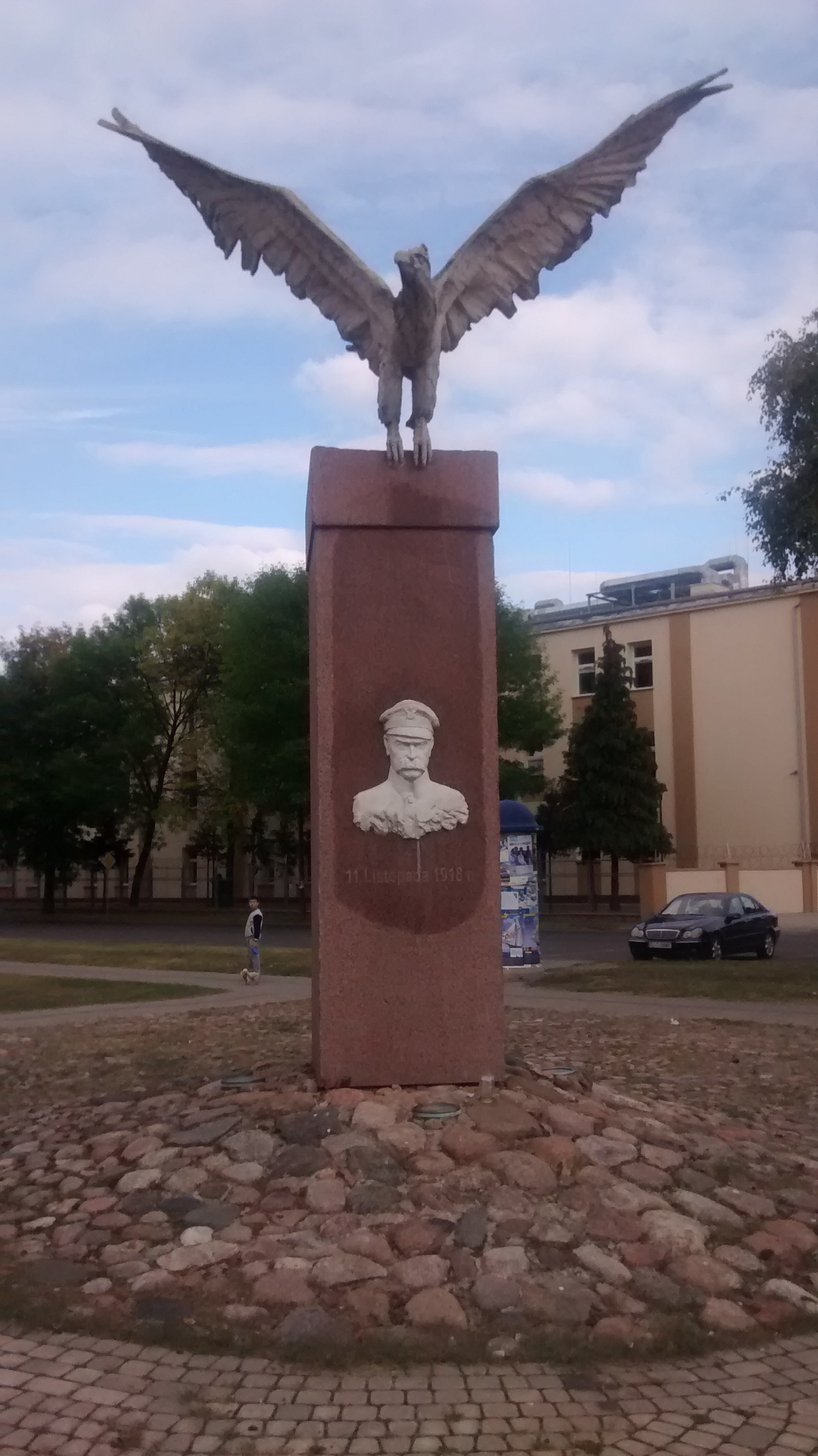
Pomnik Niepodległości

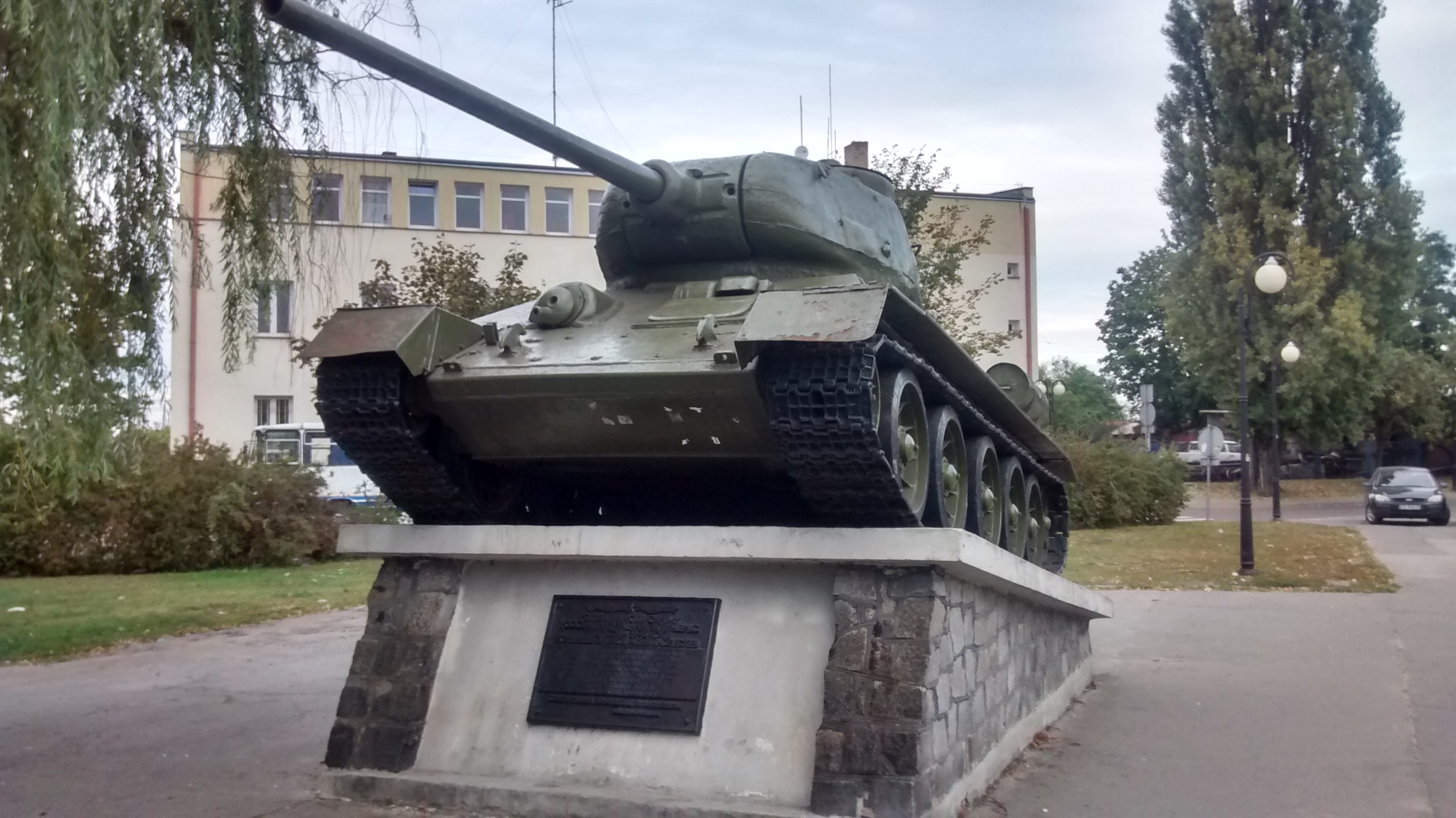
Pomnik – czołg T-34 z II wojny światowej

### Kalendarium
| - 1359 – pierwsze wzmianki o Skierniewicach - 1457 – Skierniewice otrzymały prawa miejskie - 1463 – zatwierdzona erekcja miasta - 1617 – powstanie pałacu prymasowskiego - 1655 – miasto zniszczone przez Szwedów - 1782 – powstanie kościoła pw. św. Jakuba - 1786 – pierwsza w mieście manufaktura sukiennicza - 1795 – w skierniewickim pałacu rezydował ostatni prymas – Ignacy Krasicki - 1807 – wojska francuskie pod marszałkiem Ludwikiem Davout zajmują miasto - 1829 – przekazanie przez cesarza Mikołaja I Romanowa dóbr skierniewickich oraz pałacu prymasowskiego następcy – księciu Konstantemu Romanowowi - 1845 – zostaje otworzona linia kolejowa Warszawa – Wiedeń - 1867 – Skierniewice stały się miastem powiatowym - 1870 – przekazanie dóbr skierniewickich księciu bariatyńskiemu przez cesarza Aleksandra II Romanowa - 1875 – powstanie dworca kolejowego istniejącego do dziś - 1885 – zjazd „Trzech Czarnych Orłów” – cesarzy: Aleksandra III Romanowa, Wilhelma I Hohenzollerna i Franciszka I Habsburga w Skierniewicach - 1915 – na froncie rosyjsko-niemieckim w okolicach Skierniewic został użyty gaz bojowy fosgen przez niemieckich żołnierzy - 1915–1918 – Skierniewice pod okupacją niemiecką - 1918 – odzyskanie niepodległości - 1919 – w celu utworzenia placówki naukowej następuje przekaz folwarku skierniewickiego oraz pałacu na potrzeby SGGW - 1927 – Dom Sejmikowy – otwarcie z udziałem prezydenta Mościckiego - 1939 – zabicie przez okupanta niemieckiego ok. 4 tys. Żydów - 1940 – pierwsze getto w mieście - 1945 – zdobycie miasta 18 stycznia 1945 przez żołnierzy z 1 Gwardyjskiej Armii Pancernej i 5 Armii Uderzeniowej 1 Frontu Białoruskiego Armii Czerwonej zakończyło okupację niemiecką - 1951 – w mieście powstał Instytut Sadownictwa - 1964 – w mieście powstawał Instytut Warzywnictwa - 1975–1998 – w tych latach Skierniewice były miastem wojewódzkim - 1977 – zorganizowano pierwsze SŚKOiW - 1990 – po raz pierwszy odbyły się wolne wybory do władz lokalnych, w tym do samorządu skierniewickiego - 1996 – otwarcie w mieście pierwszej Wyższej Szkoły Ekonomiczno Humanistycznej - 1999 – Skierniewice stają się miastem na prawach powiatu grodzkiego należącym do województwa łódzkiego - 1997 – otwarcie rozgłośni radiowej Radio RSC - 2002 – 25. jubileusz SŚKOiW - 2005 – powstała pierwsza Państwowa Wyższa Szkoła Zawodowa - 2007 – w tym roku uroczyście obchodzono 550-lecie nadania praw miejskich Skierniewicom - 2009 – odsłonięcie pomnika Szczepana Aleksandra Pieniążka - 2010 – odsłonięcie pomnika Wokulskiego na dworcu kolejowym - 2011 – połączenie dwóch instytutów w wyniku czego powstaje Instytut Ogrodnictwa - 2018 – Otwarcie Muzeum Historycznego Skierniewic Muzeum Historyczne Skierniewic im. Jana Olszewskiego - 2022 – Jubileusz 565-lecia nadania praw miejskich |

Źródło:

### Pierwsze pisemne świadectwa
Pierwsza pisemna wzmianka o Skierniewicach pochodzi z roku 1359. Wtedy właśnie arcybiskup Jarosław z Bogorii i Skotnik przyjął w Skierniewicach księcia mazowieckiego Siemowita III. Książę, którego państwo obejmowało swym zasięgiem Skierniewice, potwierdził w nim arcybiskupią własność tych terenów, a mieszkańców wsi obdarzył nowymi przywilejami.
Arcybiskup Jarosław z Bogorii i Skotnik był prawdopodobnie pierwszym z arcybiskupów gnieźnieńskich, który na stałe przebywał w swoich siedzibach w Łowiczu i Skierniewicach. Za jego panowania Skierniewice i całe dobra arcybiskupie zaczęły odnotowywać rozwój ekonomiczny i szybko rozrosły się do całkiem dużej osady, którą można było przekształcić w miasto.

### Lokacja miasta

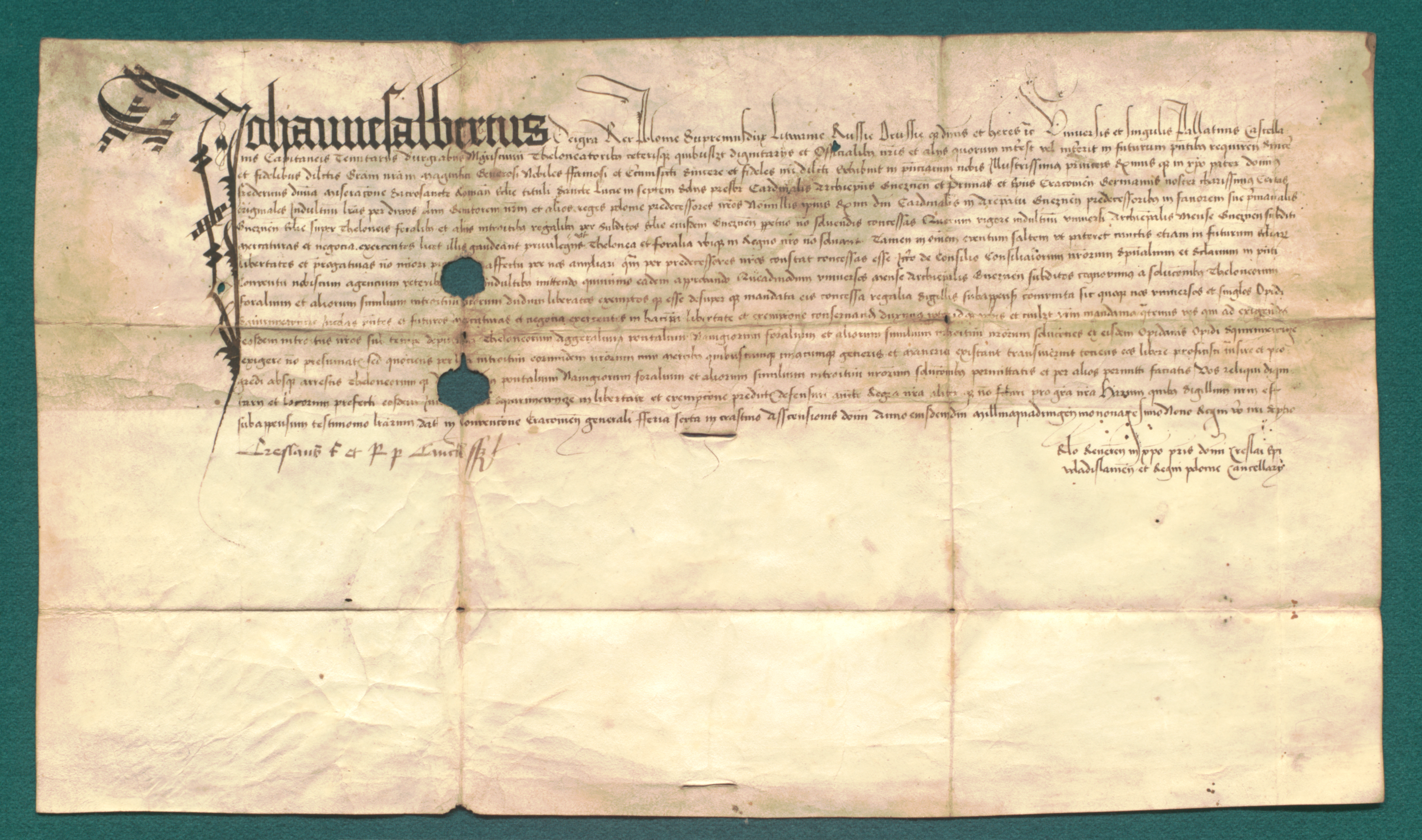
Jan Olbracht, król polski, poleca urzędnikom nie pobierać ceł, targowego i innych opłat od mieszczan skierniewickich (1499 r.).

Przywilej lokacyjny Skierniewic podpisał arcybiskup Jan Odrowąż ze Sprowy. Stało się to 19 lutego 1457 roku w Uniejowie. Do miasta wcielono nie tylko osadę Skierniewice, ale także pobliską wieś Dęba.
Prawa miejskie nadane przez Odrowąża wraz z przywilejami potwierdził w 1463 roku król Kazimierz Jagiellończyk.
Prymas Jan Przerębski (1559-1562) szczególnie przyczynił się do sławy miasta w całej Polsce. Założył on w Skierniewicach szkołę, której absolwenci z dobrymi skutkami studiowali później na Akademii Krakowskiej. Kierownictwo szkoły powierzył Benedyktowi Herbestowi, który jednak po śmierci swego protektora opuścił miasto, a szkoła zaczęła chylić się ku upadkowi.
W 1610 roku rozpoczęła się budowa pałacu arcybiskupiego. Jego budowę ukończył prymas Wawrzyniec Gembicki. W pałacu tym przyjmowani byli przez prymasów królowie Polski, a także miała miejsce siedziba sądów arcybiskupich.

### Rozwój i świetność miasta (XVIII wiek)

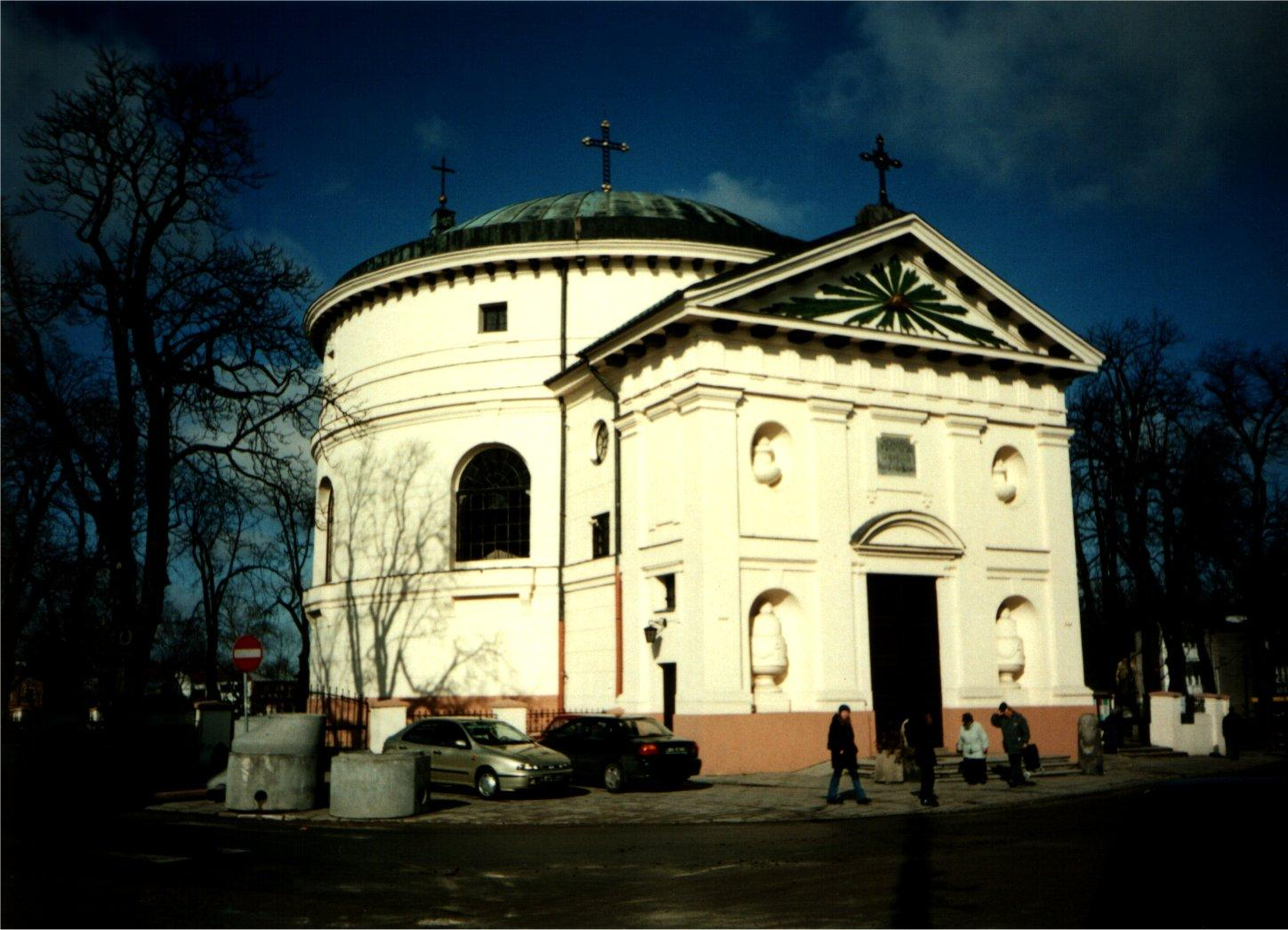
Kościół pw. św. Jakuba Apostoła ufundowany w 1781 roku przez prymasa Antoniego Kazimierza Ostrowskiego

Pałac arcybiskupi oraz gotycki kościół prymasów spłonęły w pożarze na początku XVIII wieku. Pałac szybko odnowiono w 1721 roku. Jednocześnie abp Stanisław Szembek wybudował nowy barokowy kościół pw. św. Stanisława.
W latach 80. XVIII w. prymas Antoni Ostrowski podjął decyzję o przebudowie swego pałacu oraz wybudowaniu nowego kościoła prymasowskiego pw. św. Jakuba na miejscu dawnego gotyckiego. Projektu podjął się nadworny architekt królewski Efraim Schroeger.
Ostatnim z prymasów, który swój urząd sprawował ze Skierniewic był Ignacy Krasicki. To właśnie w Skierniewicach powstawały jego fraszki i bajki. Wydawał też tu redagowaną przez siebie gazetę „Co tydzień”. Rozwój miasta w XVIII wieku wiązał się z powstawaniem manufaktur sukienniczych.

### Rozbiory Polski

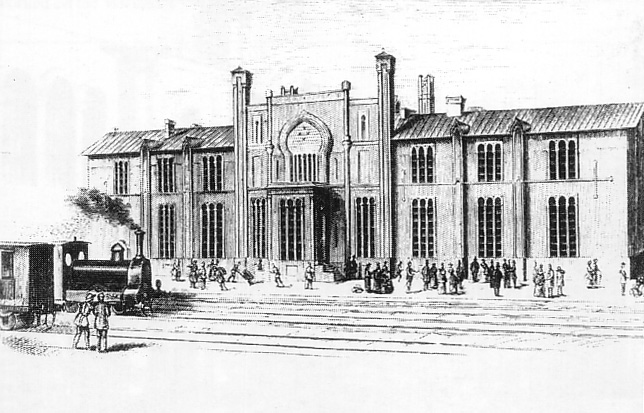
Dworzec kolejowy, rok 1872

W czasie rozbiorów Skierniewice trafiły do zaboru pruskiego. Prymasi stracili swoje posiadłości na rzecz króla Prus.
Po klęsce Królestwa Prus w wojnie Napoleona I z IV koalicją antyfrancuską (1806-1807), Skierniewice znalazły się w granicach francuskiego Księstwa Warszawskiego. Po upadku cesarza Napoleona miasto trafiło we władanie cesarzy rosyjskich w ramach kongresowego Królestwa Polskiego.
W roku 1867 Skierniewice otrzymały rangę miasta powiatowego i wraz z pobliskimi gminami zostały wyłączone z powiatu rawskiego.
W 1875 roku ukończona zostaje budowa dworca kolejowego Kolei Warszawsko-Wiedeńskiej. Miasto po okresie stagnacji ponownie ożywa. Rodzina cesarska co kilka lat przyjeżdżała do Skierniewic, które były jej miejscem odpoczynku, a okoliczne lasy były areną cesarskich polowań.
Skierniewice były także miejscem spotkania trzech cesarzy. W pałacu należącym wtedy do cesarza Rosji spotkali się w 1884 roku cesarze Aleksander III, cesarz Austrii Franciszek Józef i cesarz Niemiec Wilhelm I. Prowadzili tam rozmowy dotyczące wzajemnych stosunków i polityki wobec polskich dążeń niepodległościowych.
W czasie przynależności Skierniewic do Imperium Rosyjskiego w mieście znajdowały się koszary wojskowe. Stacjonowały w nich dwa pułki Cesarskiej Armii Rosyjskiej. Dla nich przede wszystkim wybudowano w pobliżu koszar cerkiew Narodzenia Pańskiego. Obecnie kościół garnizonowy pw. Wniebowzięcia Najświętszej Maryi Panny.

### I wojna światowa
Wybuch I wojny światowej wprowadził sporo zamieszania w mieście. W rejonie miasta toczyły się kilkutygodniowe zawzięte walki, a Skierniewice zajęli Niemcy (wkroczyli do miasta bez walki). 24 października 1914 roku Rosjanie odbili miasto, by ostatecznie wycofać się z niego w grudniu. Wtedy front ustabilizował się na linii pobliskiej rzeki Rawki, a walki przybrały charakter wojny pozycyjnej, front utrzymał się do lipca 1915. W czasie tych walk wojska niemieckie po raz pierwszy użyły gazów bojowych.

### II Rzeczpospolita

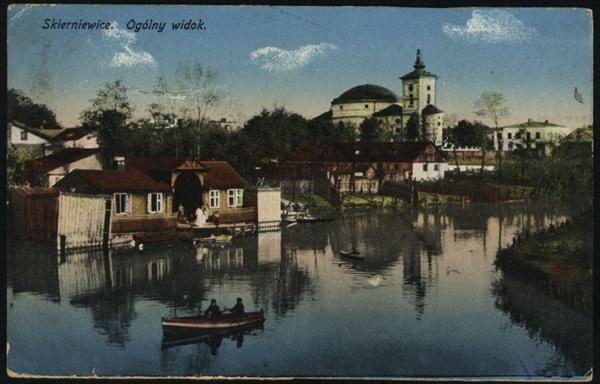
Skierniewice – przystań na rzece Łupii, ok. 1917 rok

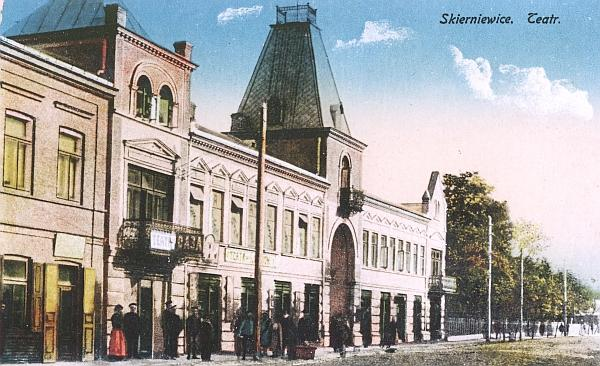
Ulica Sienkiewicza. Lata międzywojenne, na pierwszym planie budynek dawnego teatru

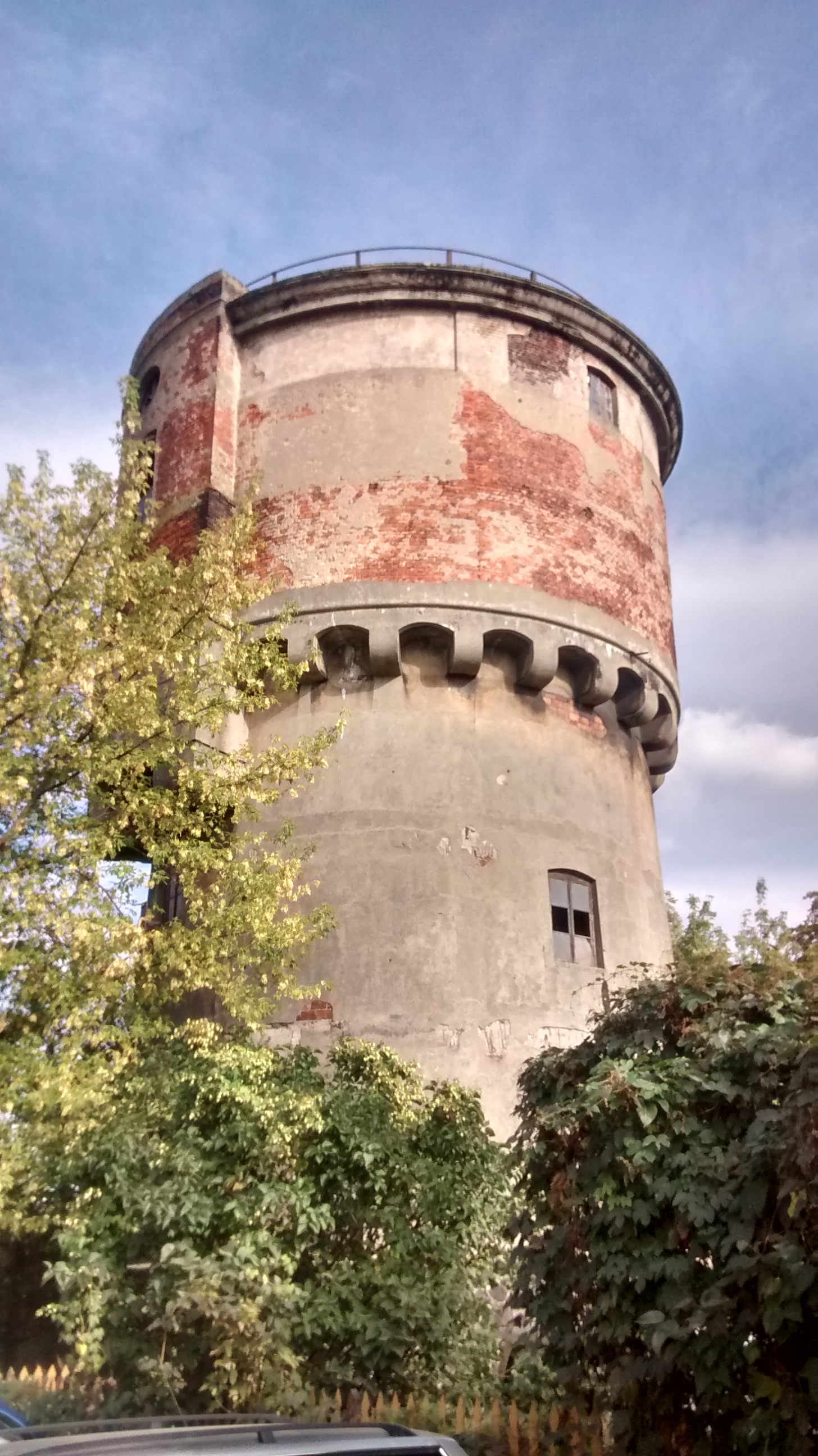
Wieża ciśnień przy Dworcu PKP w Skierniewicach

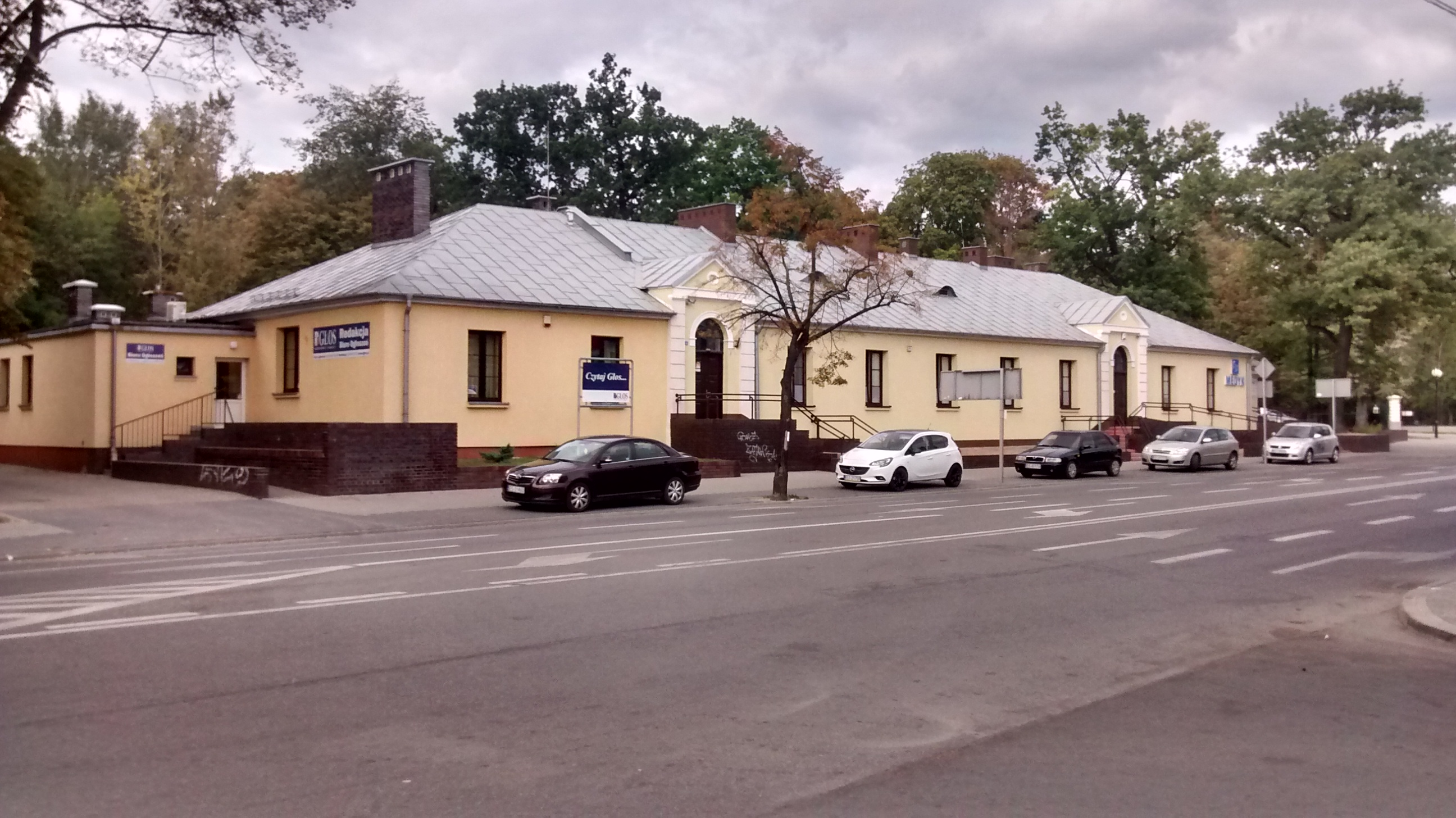
Budynek dawnego domu służby pałacu prymasowskiego

Po zakończeniu I wojny światowej w 1918 roku Skierniewice ponownie zaczęły rozkwitać. Pierwszym starostą skierniewickim w niepodległej Polsce był Wacław Maurycy Gajewski. Miasto należało do województwa warszawskiego. W 1916 roku (jeszcze w czasie wojny) przy placu św. Floriana wybudowano elektrownię.
W Skierniewicach zaczęły powstawać także inne zakłady produkcyjne. Wybudowano m.in. hutę szkła, fabrykę sklejki. W Skierniewicach umieściła swoje wydziały Szkoła Główna Gospodarstwa Wiejskiego oraz doświadczalne gospodarstwo ogrodnicze.
W roku 1927 Skierniewice gościły prezydenta Mościckiego. Przyjechał on do miasta na otwarcie Domu Sejmikowego (znajdującego się między ulicami Jagiellońską i Konstytucji 3 Maja).

### II wojna światowa
Skierniewice zostały zajęte przez wojska niemieckie 10 września 1939 roku i weszły pod zarząd okupacyjnego reżimu III Rzeszy. 1 kwietnia 1941 roku straciły miano miasta powiatowego i włączone zostały do powiatu łowickiego.
W końcu 1940 Niemcy utworzyli w mieście getto, w którym umieścili całą żydowską ludność Skierniewic oraz grupy Żydów z innych miast centralnej Polski (łącznie niemal 7000 osób). Getto uległo likwidacji na przełomie marca i kwietnia 1941, a jego mieszkańców zmuszono do pieszego marszu do Warszawy, w trakcie którego zmarło kilkaset osób. Ogromna większość skierniewickich Żydów nie przeżyła wojny, wymordowana w obozach zagłady bądź wyniszczona ciężkimi warunkami bytowymi.
W 1942 roku w odwecie za wykolejenie przez grupę dywersyjną Gwardii Ludowej pociągu wojskowego pod Lipcami Niemcy rozstrzeliwują 20 więzionych w ratuszu miejskim. W tym samym roku w mieście utworzono obóz dla jeńców radzieckich.
17 stycznia 1945 roku Skierniewice wyzwalają wojska radzieckie I Frontu Białoruskiego, m.in. 220 brygada pancerna współdziałająca z 11 Korpusem Pancernym należącym do 5 Armii Uderzeniowej. Do zaciętych walk doszło w szczególności w rejonie dworca kolejowego (w okresie Polski Ludowej walki te były upamiętnione przez pomnik-czołg stojący u zbiegu ul. Dworcowej i Sienkiewicza; w 1950 roku wzniesiono również przed gmachem ówczesnego Urzędu Wojewódzkiego pomnik Wdzięczności ku czci wyzwolicieli miasta).

### Polska Ludowa
Władze ludowe przywróciły Skierniewicom rangę miasta powiatowego, a w 1975 r. nadały im status miasta wojewódzkiego.
Bezpośrednio po 1945 roku wielu mieszkańców miasta wyjechało na tzw. Ziemie Odzyskane.
Skierniewice stały się ważnym ośrodkiem rozwojowym rolnictwa i przemysłu. W 1951 roku utworzono Instytut Sadownictwa i Kwiaciarstwa, a w 1964 Instytut Warzywnictwa. Ważną rolę odegrał Zakład Genetyki Roślin Polskiej Akademii Nauk.
W czasach Polski Ludowej do największych zakładów w mieście należały: Zakład Urządzeń Odpylających i Wentylacyjnych Rawent(rozpoczęcie budowy w 1960 r.), Zakłady Transformatorów Radiowych ZATRA (początek budowy w 1957 roku), Zakład Materiałów Magnetycznych POLFER, Fabryka Urządzeń Odlewniczych Fumos, Zakłady Przemysłu Odzieżowego SARTO, Zakład Mleczarski OSM, Powszechna Spółdzielnia Spożywców PSS Społem, Huta Szkła, WPHW (Wojewódzkie Przedsiębiorstwo Handlu Wewnętrznego), PHS – Przedsiębiorstwo Hurtu Spożywczego, Kombinat, Unitra
W latach 1952–1955 powstały domy mieszkalne w rejonie ul. Żwirki. W 1969 roku zakończono budowę Osiedla Tysiąclecia i rozpoczęto budowę Osiedla Tysiąclecia Południe. Obwodnicę miejską Skierniewic zaczęto budować w 1982 roku a komunikację miejską miasto otrzymało w 1976 roku.
W 1957 roku rozpoczęto odbudowę zabytkowej Osady Pałacowej oraz powstało Towarzystwo Przyjaciół Skierniewic. Skierniewice stały się siedzibą filii Uniwersytetu Łódzkiego (1975 r.). W 1978 roku zbudowano kino – teatr „Polonez”, a we wrześniu 1980 roku zaczęło się ukazywać lokalne pismo „Wiadomości Skierniewickie”.
Reformą administracyjną w 1975 roku zlikwidowano powiat skierniewicki, a w jego miejsce utworzono województwo skierniewickie. W związku z tym zapadła decyzja o rozbudowie miasta i powiększeniu liczby jego mieszkańców. Zamiar ten zamierzano zrealizować głównie poprzez zbudowanie dużego osiedla mieszkaniowego z wielkiej płyty. W 1977 r. rozpoczęła się budowa osiedla Widok, skupiającego blisko 1/3 mieszkańców Skierniewic.
W lipcu 1986 Leszek Miller został wybrany I sekretarzem Komitetu Wojewódzkiego PZPR w Skierniewicach. W grudniu 1988 wrócił do Warszawy w związku z awansem na sekretarza Komitetu Centralnego PZPR.

### III Rzeczpospolita
Reforma administracyjna w 1999 roku zmniejszyła liczbę województw, a Skierniewice jako miasto na prawach powiatu znalazły się w województwie łódzkim.

## Skierniewice jako garnizon wojskowy
- Ułani cesarscy (1900 r.)
- 37 Jekatierinburski Pułk Piechoty
- 38 Tobolski Pułk Piechoty (stacjonował w latach 1900–1903)[29]
- 181 Ostrołęcki Pułk Piechoty (stacjonował w latach 1903–1910)[30]
- 31 Aleksiejewski Pułk Piechoty (stacjonował w latach 1910–1914)[31]
- 18 Pułk Piechoty (II RP)
- 26 Pułk Artylerii Lekkiej (II RP)
- 87 Pułk Artylerii Obrony Przeciwlotniczej (stacjonował w latach 1950–1951)[32]
- 1 Szkolna Dywizja Piechoty (stacjonowała od 06.1945 do 09.1945)
- 37 Pułk Artylerii Lekkiej
- 11 dywizjon Artylerii Przeciwpancernej (stacjonował 1948 roku)
- 32 Budziszyński Pułk Piechoty (stacjonował w latach 1946–1949)
- 2 Berliński Pułk Zmechanizowany (stacjonował w latach 1955–1990)
- 25 Batalion Łączności (stacjonował 1994–2002)
- jednostka organizacyjna Służby Kontrwywiadu Wojskowego
- W mieście znajduje się Wojskowa Komenda Uzupełnień (WKU)[33]

## Ludność żydowska

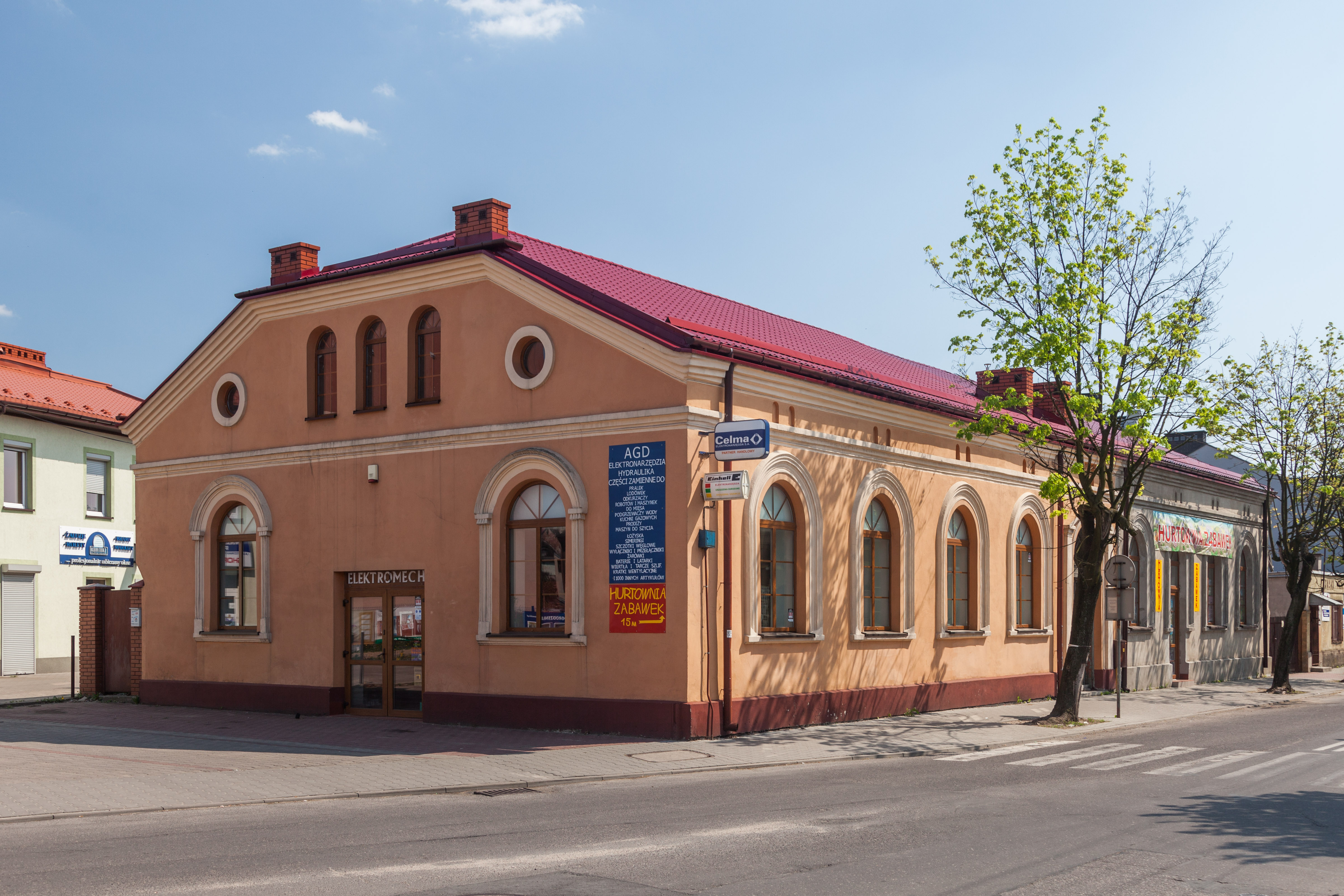
Dawny dom modlitewny przy ul. Stefana Batorego

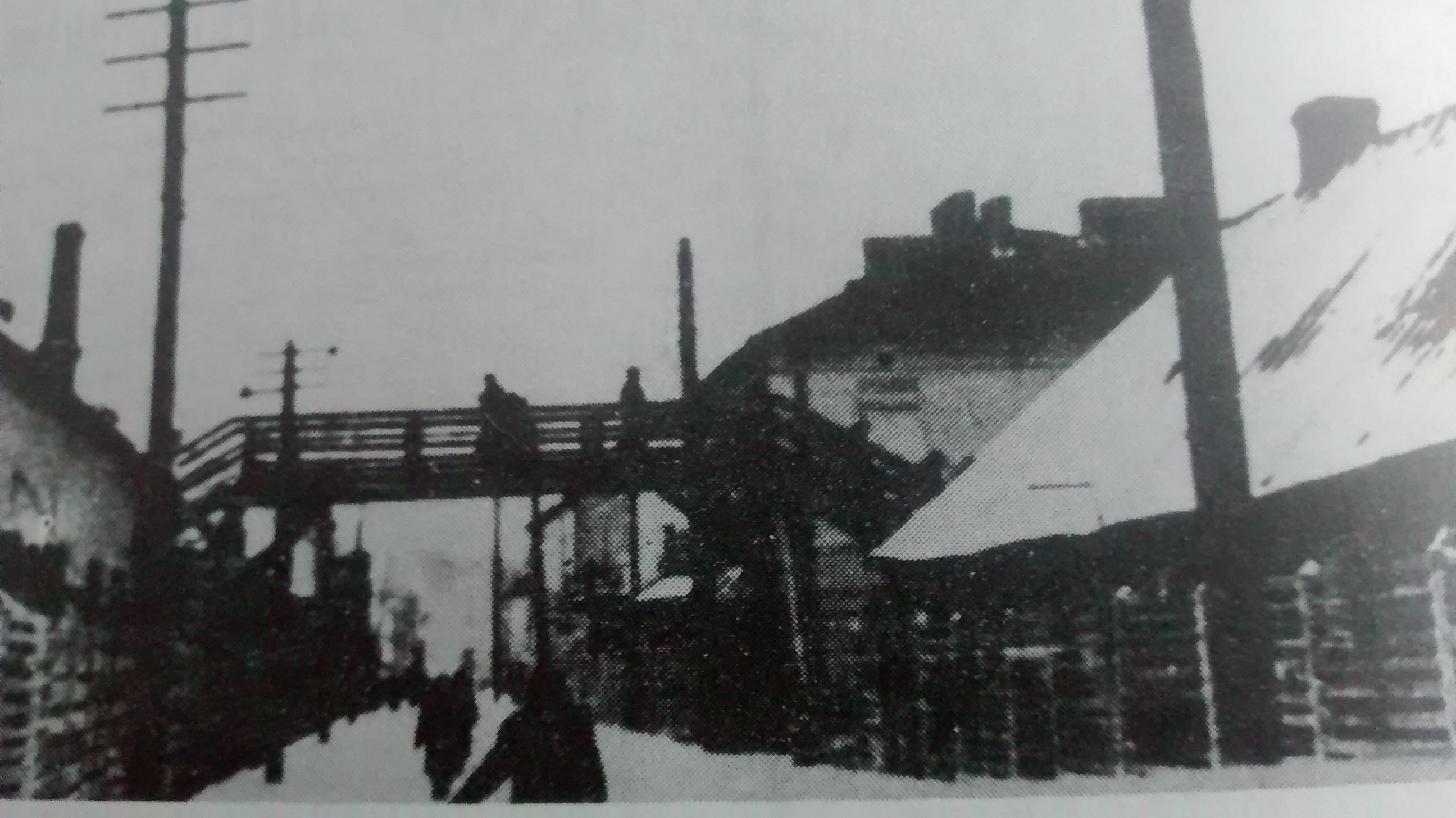
Most łączący getto nad ul. Batorego

Według danych pod koniec XIX w. co drugi mieszkaniec miasta był z pochodzenia Żydem. Nie wiadomo jednak kiedy osiedlili się pierwsi Żydzi. Niektóre przekazy informują, że mieszkali tu już przed rokiem 1562. Skierniewiccy żydzi mieszkali w dzielnicy utworzonej w trójkącie zamkniętym ulicami: Okrzei, Mireckiego, św. Stanisława i 1 Maja. Na tym terenie w czasach okupacji, hitlerowcy utworzyli getto oddzielone murem i płotem. Ludność żydowska osiedlona w getcie padała ofiarą szykan i prześladowań. Żydzi nie mogli wychodzić na zewnątrz getta, gdyż groziło to ciężkim pobiciem, a nawet śmiercią. U większości Żydów osiadłych w Skierniewicach imiona były bardziej charakterystyczne niż nazwiska. Powszechnymi męskimi imionami były: Moszek, Szlam, Mordka, Izrael, Abram, Jakub, a wśród kobiet: Ruchla, Estera, Rywka, Chawa, Gołda, Szajndla.
Likwidacja getta nastąpiła zimą 1941 roku.
Źródło:

### Getto w Skierniewicach
Getto utworzone przez Niemców w Skierniewicach w październiku 1940 roku, zlikwidowane w styczniu 1943 r.

## Gospodarka

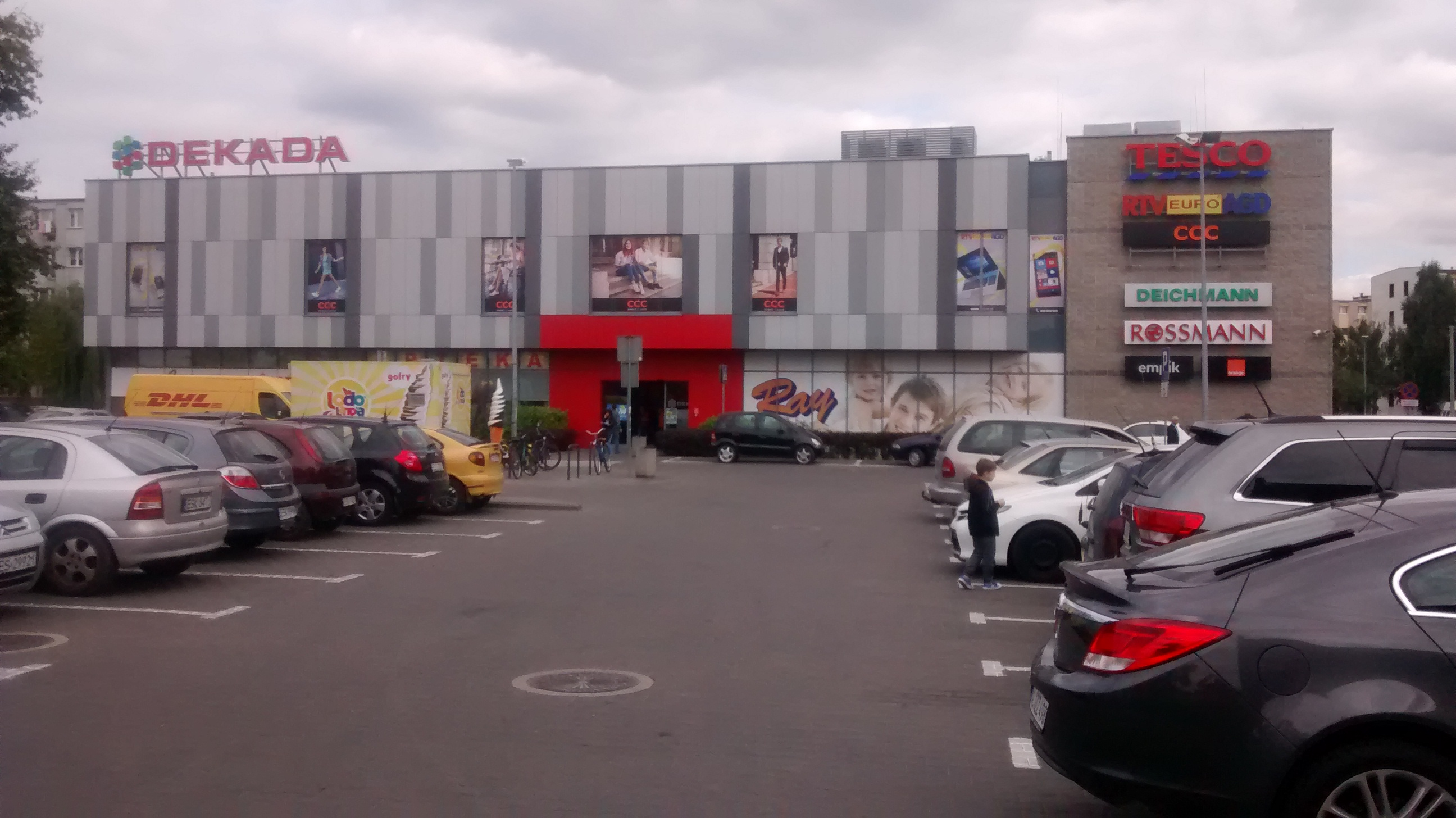
Galeria Handlowa Dekada

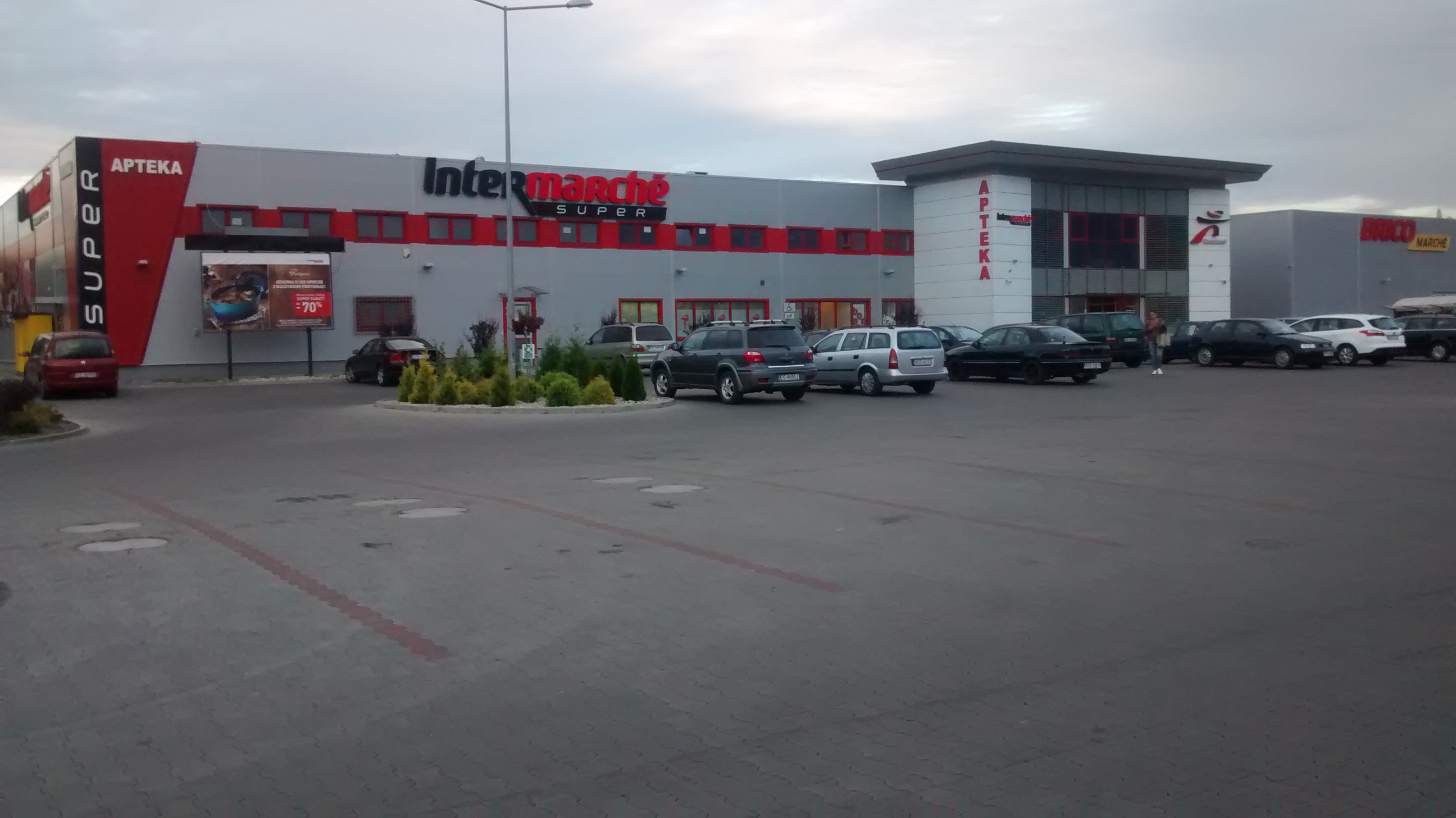
Intermarche i Bricomarche w Skierniewicach

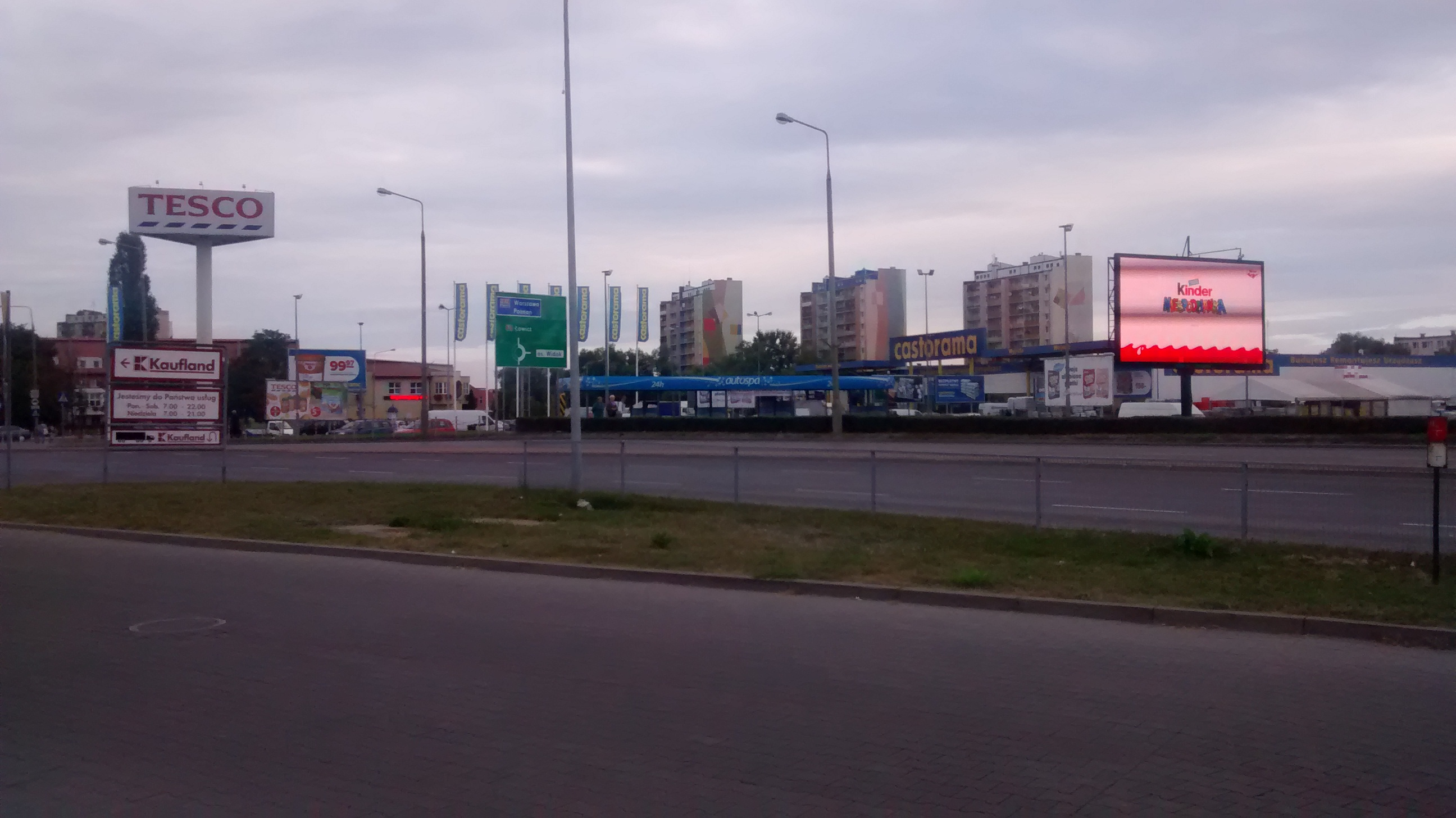
Tesco Castorama, Kaufland w dzielnicy Widok

30 listopada 2012 roku w Skierniewicach zarejestrowanych było 5086 podmiotów gospodarczych (z wyłączeniem osób fizycznych prowadzących gospodarstwa rolne). Pod koniec października 2012 roku w mieście zarejestrowanych było 2100 bezrobotnych.
W 2012 roku Ministerstwo Rozwoju Regionalnego miast zleciło wykonanie „Raportu o rozwoju społecznym Polska 2012”. Wśród wszystkich miast województwa łódzkiego Skierniewice zajęły 1. miejsce pod względem dobrobytu mieszkańców. Według wskaźnika „Edukacja” miasto zajęło 20. miejsce w kraju, wyprzedzają je tylko miasta wojewódzkie.
Wskaźnik LHDI dla Skierniewic wynosi 54,89 (maks. 100) w tym wskaźnik zdrowia – 43,04, wskaźnik edukacji określono na poziomie 73,28, a zamożności 52,42.

### Bezrobocie
Według danych na rok 2010 Skierniewice miały 9% bezrobocie, w tym 817 mężczyzn i 948 kobiet.

### Handel
Skierniewice pełnią rolę regionalnego ośrodka handlowego. W mieście znajdują się supermarkety i dyskonty Carrefour, Kaufland, Biedronka, Lidl, Netto, Intermarché i Bricomarché. W mieście znajdują się sklepy sieciowe RTV Euro AGD, Avans, Empik, Rossmann, CCC, Deichmann, Pepco, kik, Martes, 50 Style, KS Sport. Na osiedlu Widok znajduje się Vendo Park, jest także market ogólnobudowlany Castorama. W centrum miasta znajduje się Galeria Handlowa DEKADA.

### Hotele
W mieście funkcjonuje dobrze rozwinięta baza noclegowa:
- Hotel Dworek
- Hotel Maraton
- Hotel Pamiętna
- Hotel Start

## Administracja

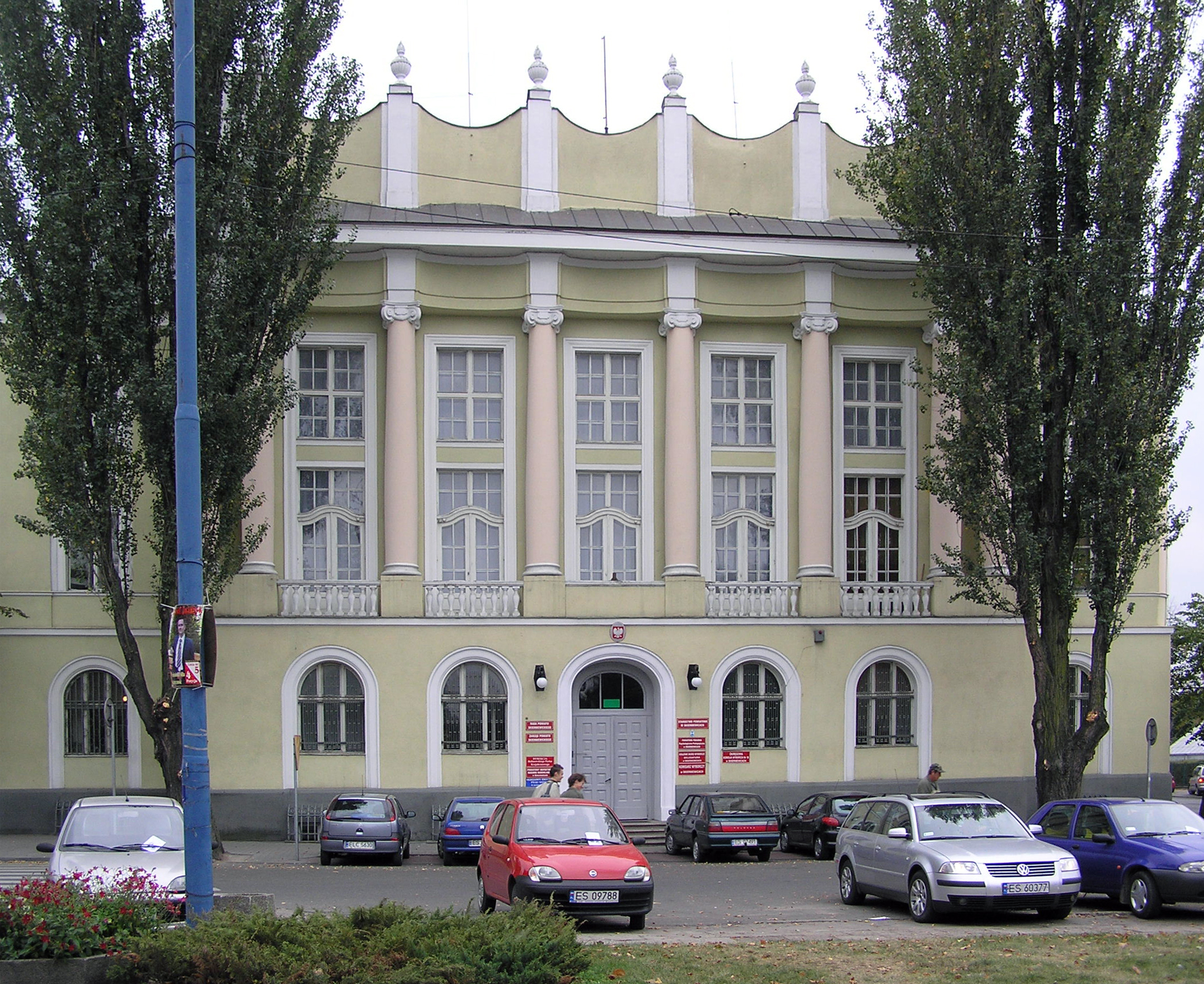
Siedziba Starostwa Powiatowego – Dom Sejmikowy

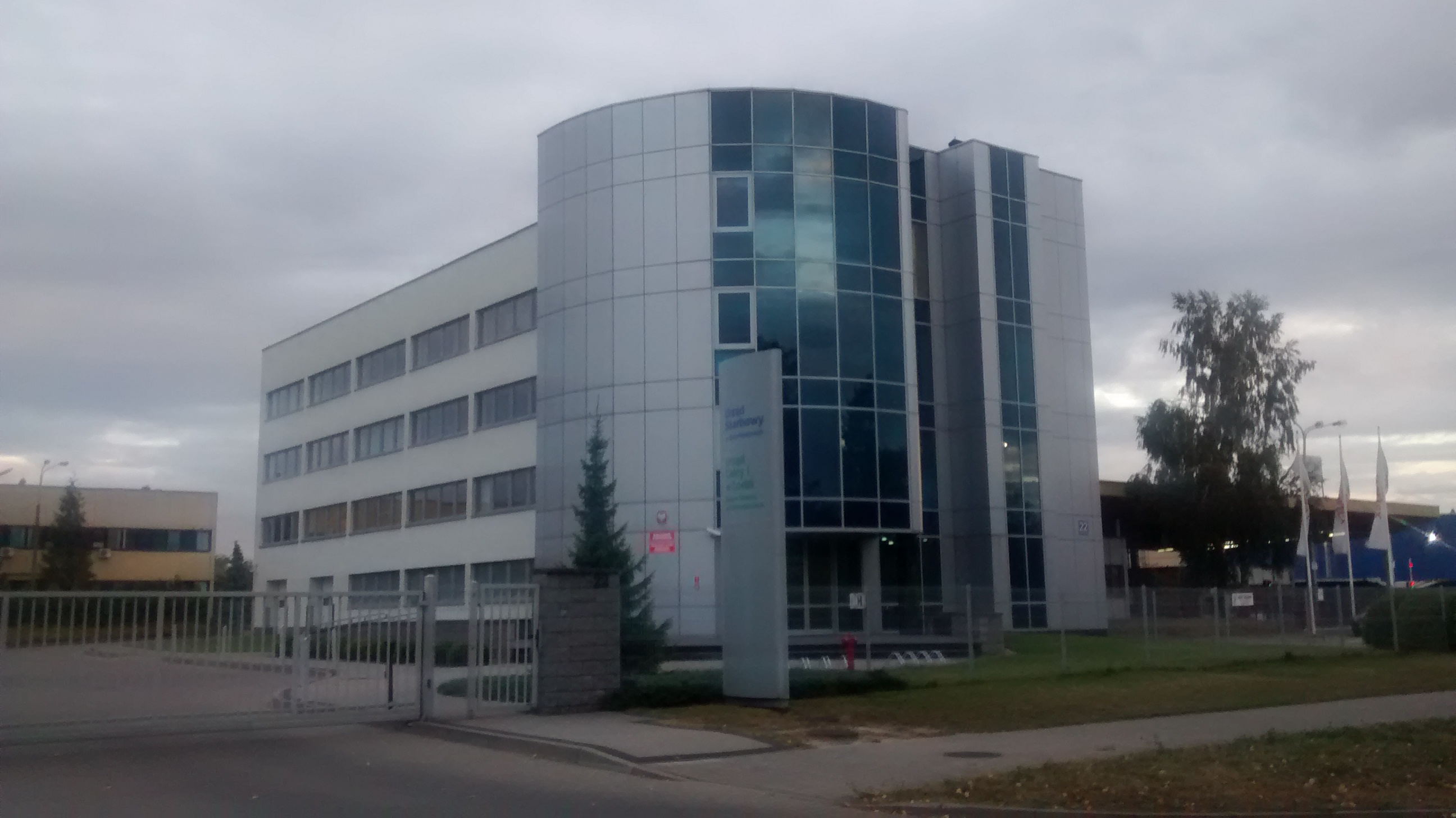
Urząd Skarbowy i Celny w Skierniewicach

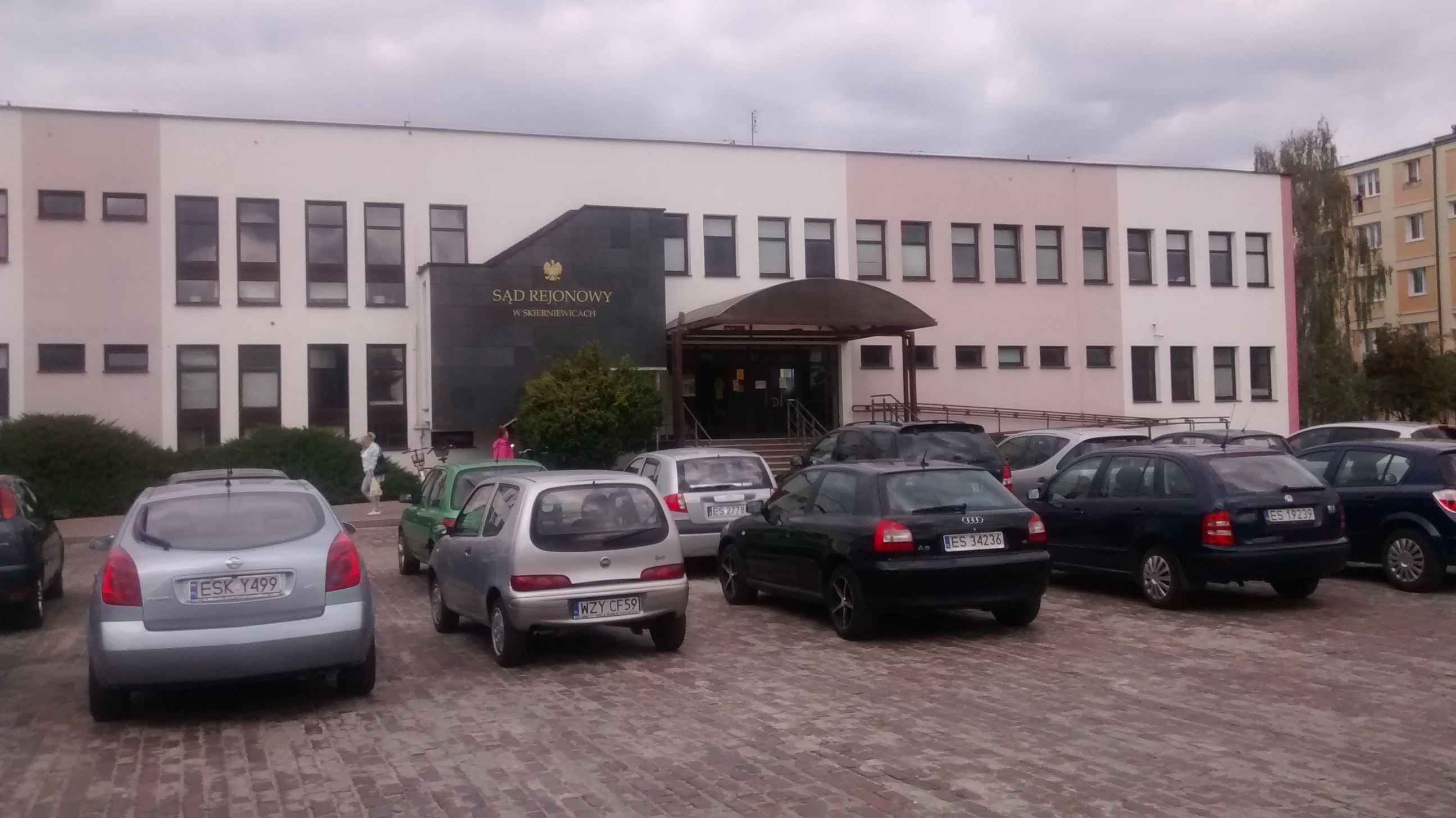
Sąd Rejonowy w Skierniewicach

W Skierniewicach znajduje się wiele instytucji publicznych o zasięgu subregionalnym. Są to:
- Łódzki Urząd Wojewódzki – delegatura
- Starostwo powiatowe
- Urząd skarbowy
- Inspektorat ZUS
- Placówka terenowa KRUS
- Wojewódzki Urząd Pracy
- Powiatowy Urząd Pracy
- Urząd Celny I w Łodzi – Oddział Celny
- Powiatowa Stacja Sanitarno-Epidemiologiczna
- Prokuratura rejonowa
- Sąd okręgowy w Łodzi – wydział zamiejscowy
- Sąd Rejonowy
- Kuratorium Oświaty – delegatura
- Powiatowy Zarząd Dróg
- Powiatowe Centrum Pomocy
- Wojewódzki Inspektorat Farmaceutyczny – delegatura
- Narodowy Fundusz Zdrowia – Łódzki Oddział Wojewódzki – delegatura

## Bezpieczeństwo publiczne i wojsko
- Komenda Miejska Policji[38]
- Komenda Miejska Państwowej Straży Pożarnej[39]
- Straż Miejska[40]
- Straż Ochrony Kolei[41]
- Ochotnicza Straż Pożarna w Skierniewicach
- Służba Kontrwywiadu Wojskowego, jednostka organizacyjna radiokontrwywiadu

### Opieka zdrowotna

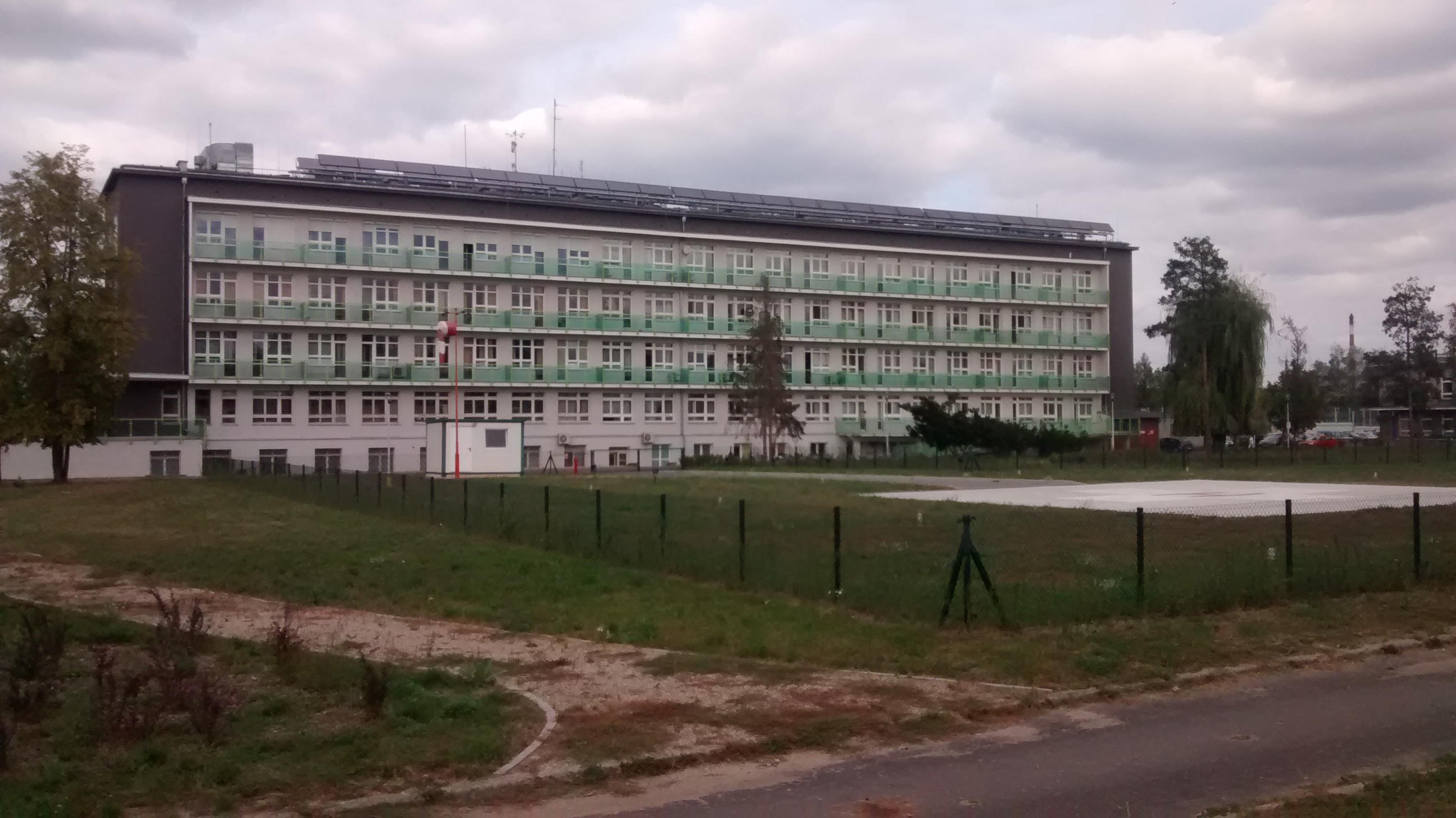
Szpital od strony południowej z lądowiskiem

Jedną z najważniejszych instytucji zdrowotnych jest Wojewódzki Szpital Zespolony.
Dodatkowo istnieją:
- Ośrodek Ratownictwa Medycznego
- Poradnia Medycyny Pracy
- Przychodnia Lekarska – Lelewel, Medyk
- Przychodnia Rehabilitacji Leczniczej
- niepubliczne zakłady opieki zdrowotnej

31.12.2013 zaczęła się budowa lądowiska dla helikopterów koło skierniewickiego szpitala. 14 września 2015 r. lądowisko zostało otwarte.

## Europejskie Centrum Ortopedii
Europejskie Centrum Ortopedii, pierwsza klinika w Europie. Budowa kliniki ma rozpocząć się w 2017 r.
Klinika będzie przeprowadzała zabiegi m/n przedłużania kości kończyn metodą dr Drora Paleya, który takie zabiegi i operacje przeprowadza w jedynej na świecie placówce działającej na Florydzie w Stanach Zjednoczonych. Koszt budowy kliniki waha się około 50 milionów złotych. Europejskie Centrum Ortopedii ma powstać na działce o powierzchni 4,6 ha, położonej nad rzeką Skierniewka – łupia przy ul. 26. Dywizji Piechoty. W lipcu 2019 Fundacja Zdrowia i Kultury Kochaj Życie wycofała się z budowy kliniki ortopedii w Skierniewicach.

## Obszar ochrony uzdrowiskowej
Pierwsze wzmianki o zamiarze utworzenia uzdrowiska pojawiły się w 1990–1991 roku, decyzją ówczesnego Ministra Ochrony Środowiska Zasobów Naturalnych i Leśnictwa. W 2013 r. Osiedle Zdrojowe w Skierniewicach wraz z sołectwami Maków, Krężce i Dąbrowice uzyskało status obszaru ochrony uzdrowiskowej („Obszar Ochrony Uzdrowiskowej Skierniewice – Maków”). W mieście jest planowana budowa kompleksu uzdrowiskowo – rekreacyjnego wykorzystującego zasoby słonych wód termalnych. W tym celu miasto dysponuje terenem pod uzdrowisko o powierzchni ponad 140 hektarów, gdzie są zlokalizowane dwa odwierty ujmujące słoną wodę termalną z poziomu dolnej jury o głębokości 3000 metrów. Ujęcia są czynne i eksploatowane. Obecnie są prowadzone prace nad odwiertem Uzdrowiska Skierniewice. Uzdrowisko ma pomagać w leczeniu reumatologicznym, układu nerwowego, pobudliwości nerwowej, ortopedyczno urazowej, dermatologicznej oraz otyłości. Od roku 2015 władze Skierniewic czynią wysiłki na rzecz rezygnacji ze statusu uzdrowiska. Osiedle Zdrojowe oraz sołectwa: Maków, Krężce i Dąbrowice zostały pozbawione statusu obszaru ochrony uzdrowiskowej w 2023 r.

## Transport

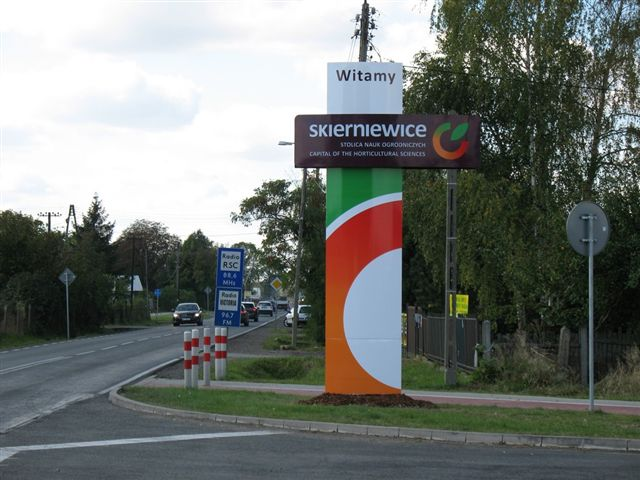
Witacze

Według danych wortalu polskich tablic rejestracyjnych na dzień 02.08.2016 w Skierniewicach było zarejestrowanych 47 961 pojazdów i 2741 przyczep (razem 50 702).

### Komunikacja miejska

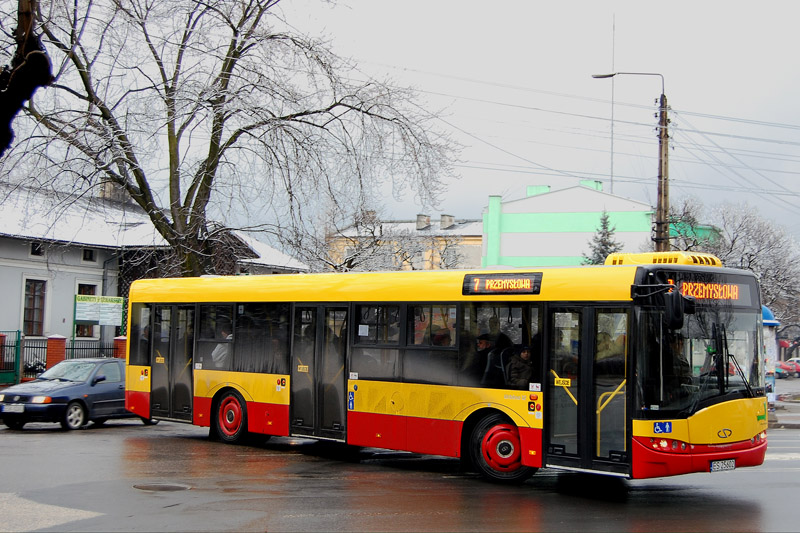
Autobus Solaris Urbino MZK Skierniewice

Podstawą komunikacji miejskiej w Skierniewicach jest 14 linii autobusowych (w tym 1 pośpieszna i 5 okresowych). Tabor autobusowy jest w większości niskopodłogowy i nowy. Pierwsze niskopodłogowe autobusy pojawiły się w Skierniewicach pod koniec 2008 roku, były to pojazdy marki Solaris o długości 12 m wyposażone w silniki spełniające normę Euro 4, automatyczną skrzynię biegów i klimatyzację. Według stanu na 2013 MZK Skierniewice posiada już 10 takich nowoczesnych pojazdów, w tym 6 sztuk autobusów marki Solaris o długości 10 m spełniających normę Euro 5, oraz 4 sztuki o długości 12 m spełniających normę Euro 4. Zakup był dofinansowany ze środków Unii Europejskiej. Skierniewickie autobusy w większości pomalowane są na kolor żółto-niebieski, ale są też wyjątki. W posiadaniu spółki są także autobusy i mikrobusy w innych kolorach.

### Linie autobusowe

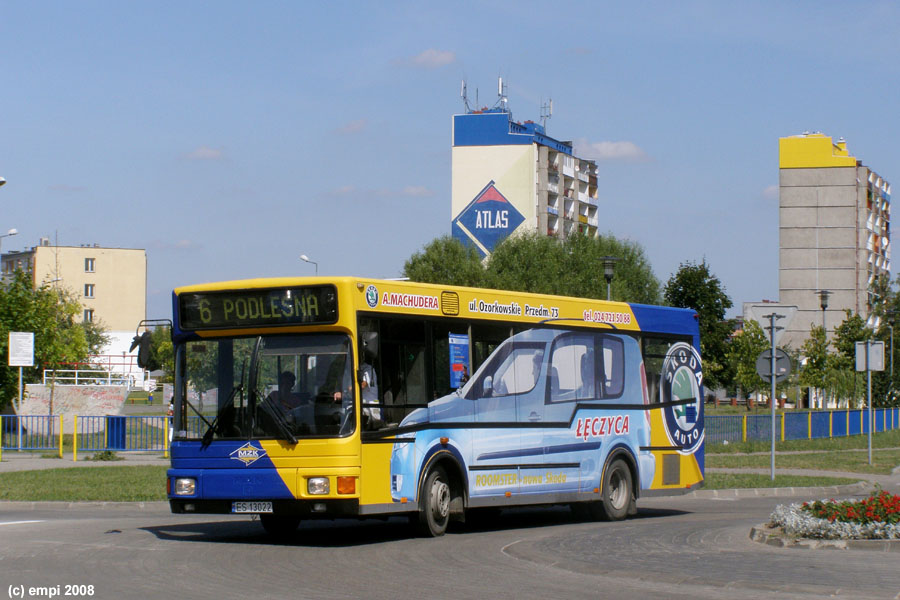
Autobus Man NM222 linii nr 6 na os. Widok

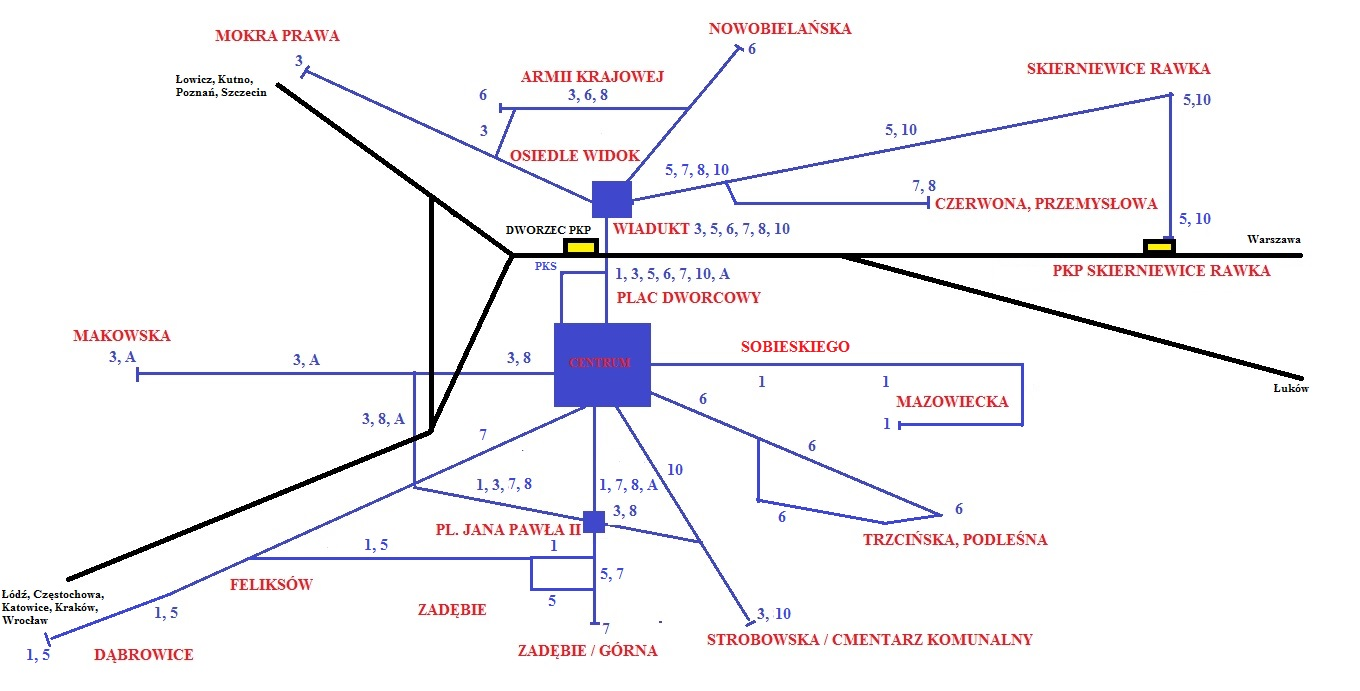
Schemat MZK Skierniewice

- Linie autobusowe zwykłe:

```
1, 3, 5, 6, 7, 8, 10
```

- Linie pospieszne:

```
A
```

- Linie okresowe:

```
S1, S2, S3, S4, S5, Z
```

### Drogi przebiegające przez Skierniewice
W Skierniewicach zbiegają się 2 drogi wojewódzkie i jedna krajowa.
W 2012 r. tuż przed Mistrzostwami Europy w Piłce Nożnej 2012 pod Skierniewicami oddano do użytku nowo wybudowaną Autostradę A2 na odcinku ze Strykowa pod Łodzią do Warszawy. Dzięki tej drodze można dojechać do krajów Europy Zachodniej oraz do stolicy.
| Droga                   | Trasa |
| ----------------------- | --- |
| autostrada A2           | (węzeł „Skierniewice”) – Konotopa (Warszawa) – dalej droga krajowa 2 do Terespola |
| droga krajowa nr 70     | Łowicz – Bełchów – Mokra Prawa – Skierniewice – Wola Pękoszewska – Zawady. |
| droga ekspresowa nr S8  | Na południowy wschód znajduje się droga ekspresowa S8, 22 km od Skierniewic (węzeł „Huta Zawadzka”). Prowadzi ona od granicy z Czechami w Kudowie-Zdroju do granicy z Litwą w Budzisku |
| droga wojewódzka nr 705 | Śladów – Tułowice – Konary – Sochaczew – Nowa Sucha – Bolimowska Wieś – Bolimów – Grabina – Skierniewice – Feliksów – Stare Rowiska – Byczki – Bliski Gaj – Słupia – Jeżów.            |
| droga wojewódzka nr 707 | Skierniewice – Strobów – Nowy Kawęczyn – Kurzeszyn – Rawa Mazowiecka – Pukinin – Cielądz – Żdżary – Jankowice – Nowe Miasto nad Pilicą – Żdżarki.                                      |

### Transport kolejowy
Przez miasto przebiegają 3 linie kolejowe prowadzące w kierunkach: Warszawa, Katowice, Kutno, Łuków: Linia kolejowa nr 1, Linia kolejowa nr 11 i Linia kolejowa nr 12. W samych Skierniewicach znajduje się stacja kolejowa Skierniewice oraz przystanek osobowy Skierniewice Rawka.

### Transport autobusowy (PKS)

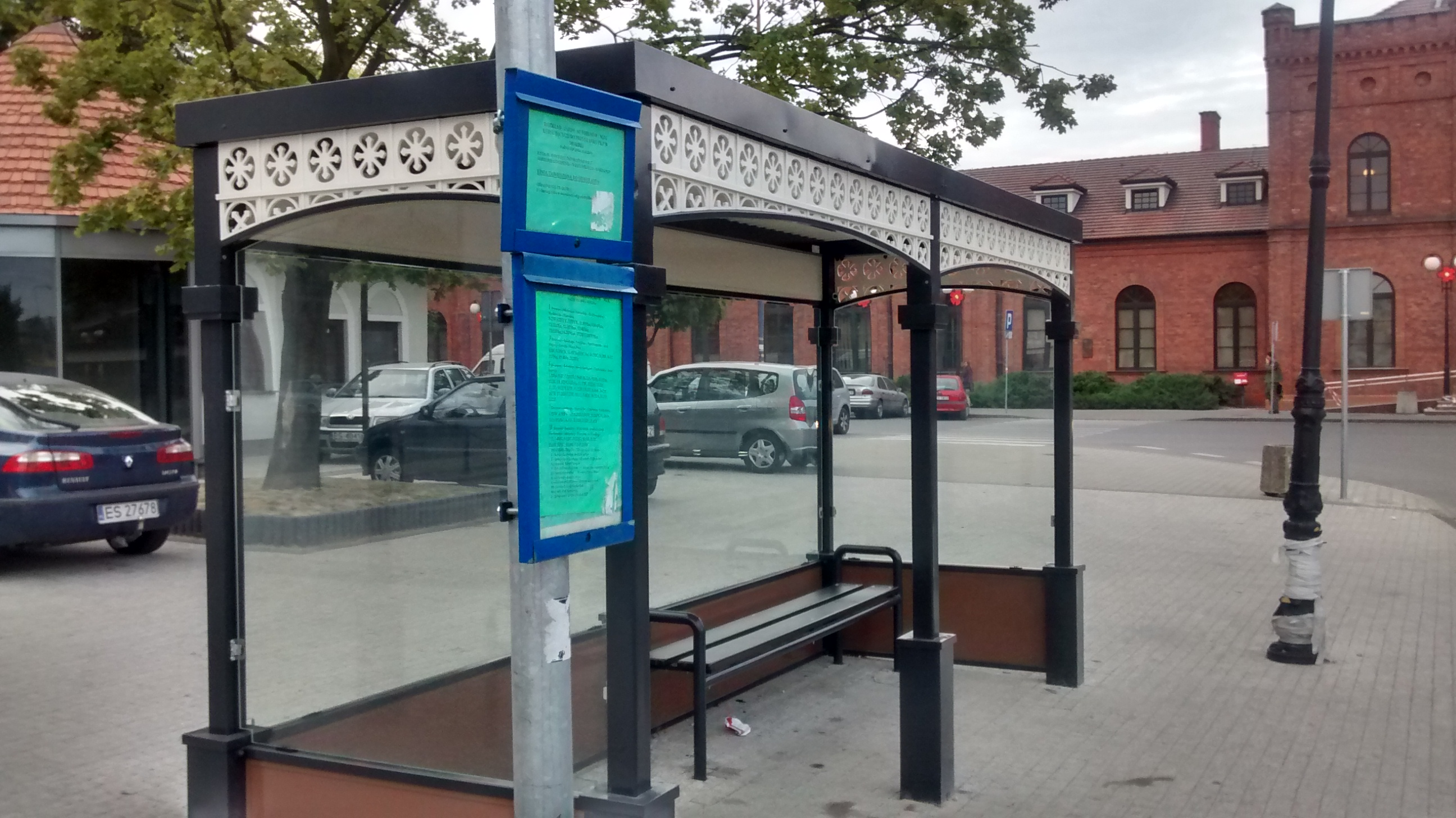
Przystanek autobusowy MZK Skierniewice przy Dworcu PKP

Dworzec autobusowy znajduje się obok dworca kolejowego. Ze Skierniewic istnieją bezpośrednie połączenia z Białą Rawską,

### Transport lotniczy

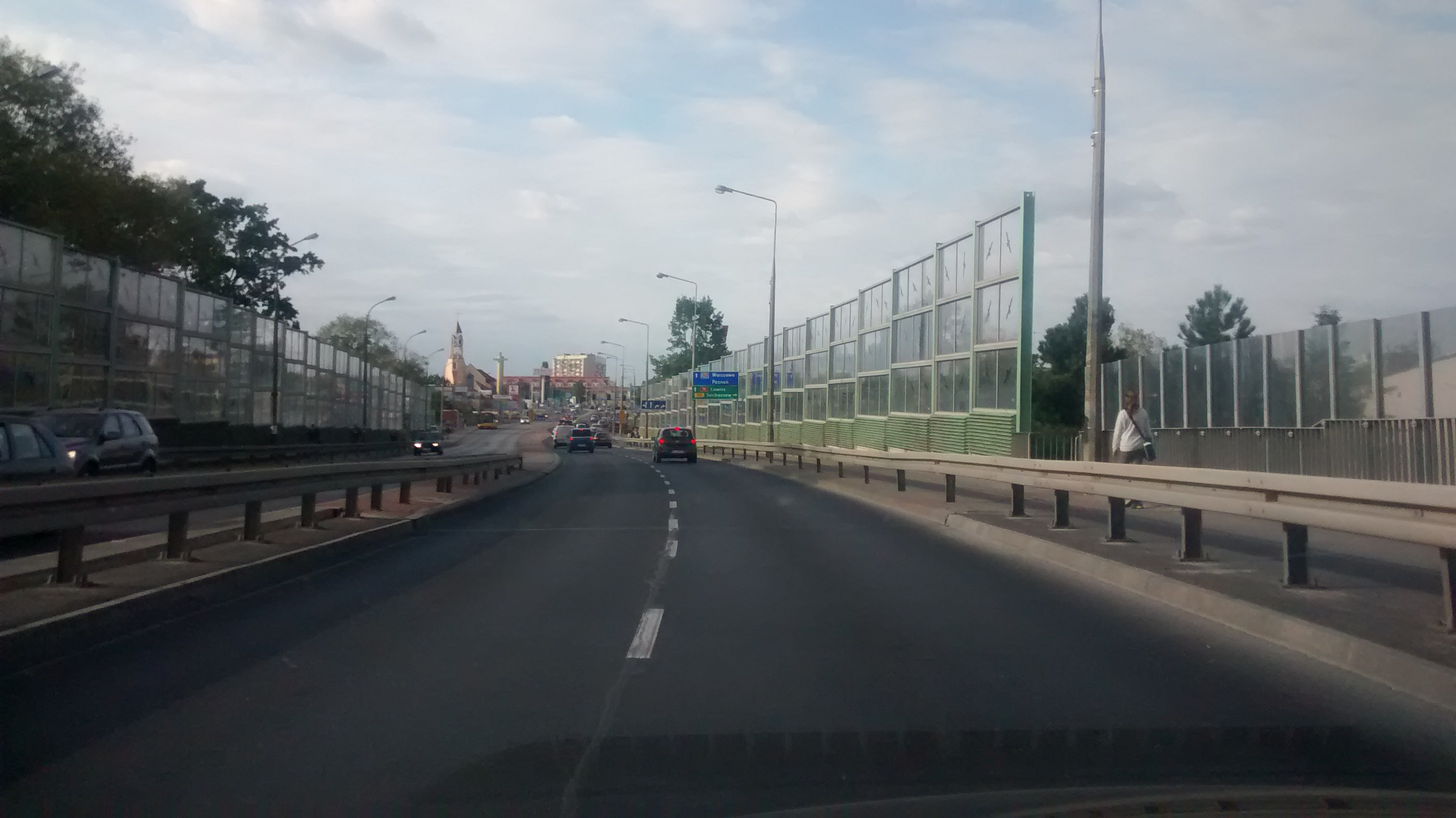
Droga krajowa 70 przebiegająca przez miasto

Przy Wojewódzkim Szpitalu Zespolonym w 2015 roku zostało otwarte lądowisko dla helikopterów. Według planów lotnisko ma przyjmować od dwóch do czterech lotów tygodniowo.

### Transport prywatny
W Skierniewicach znajduje się kilka korporacji taxi: Mobil Taxi, Euro Taxi, Nova Taxi, Super Taxi.

## Mosty

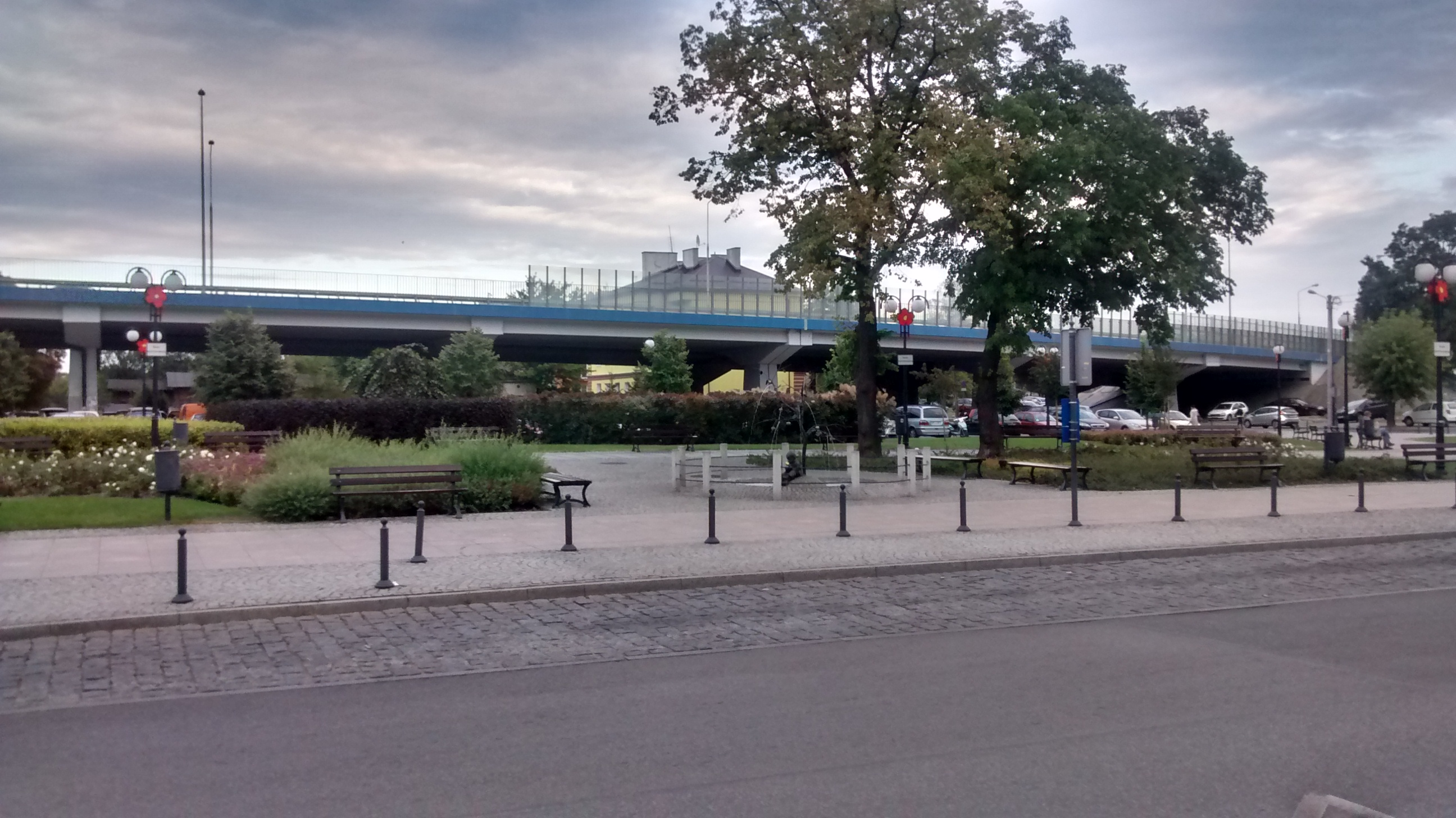
Wiadukt w Skierniewicach

W Skierniewicach istnieje kilka mostów wybudowanych w okresie od XVIII do XXI wieku.
- most łączący północną i południową część miasta (Wiadukt)
- most ul. Prymasowska
- most ul. 1 Maja
- most ul. Poniatowskiego
- most ul. Zadębie
- most kolejowy nad rzeką Skierniewka w Parku Miejskim
- most kolejowy nad rzeką Rawka
- most nad rzeką Skierniewka łączący ulice Łowicką i Waryńskiego
- most łączący ulicę Piłsudskiego z ulicą Zwierzyniecką

## Główne ulice Skierniewic

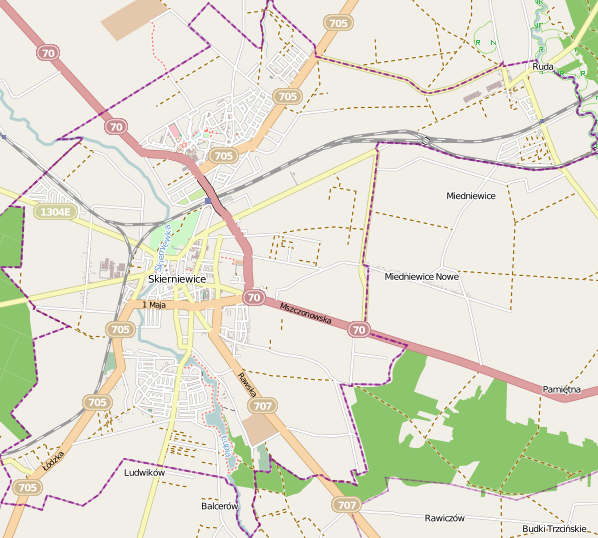
Główne ulice miasta

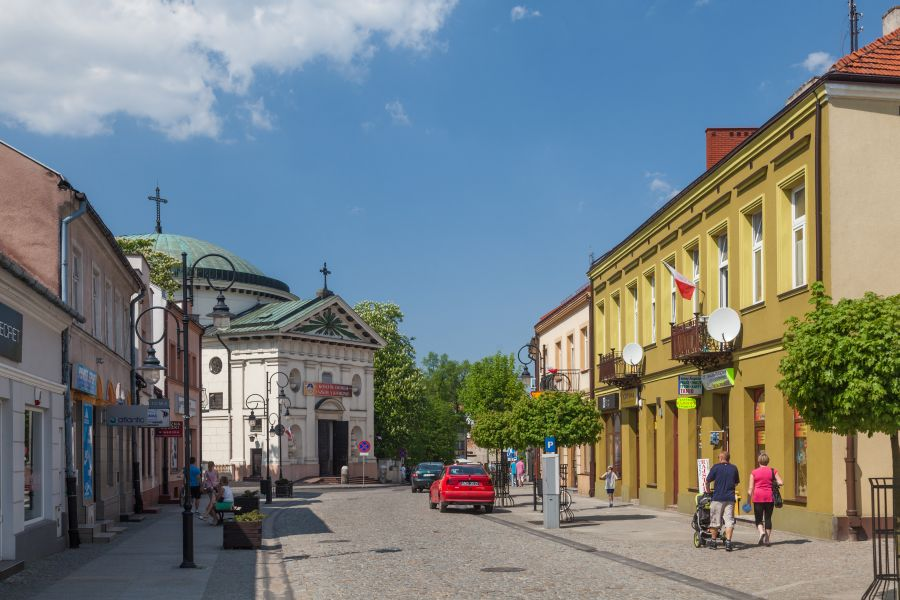
Ul.Senatorska – w tle kościół św. Jakuba

W mieście znajduje się kilkanaście głównych dróg, ulic o znaczeniu lokalnym, wojewódzkim:
- ul. Łowicka
- ul. Widok
- ul. Marii Skłodowskiej-Curie
- ul. Stefana Wyszyńskiego
- al. Macieja Rataja
- ul. Mszczonowska
- ul. Jana III Sobieskiego
- ul. Tadeusza Kościuszki
- ul. Zwierzyniecka
- ul. Jana Kozietulskiego
- ul. Łódzka
- ul. 1 Maja
- al. Niepodległości
- ul. Zadębie
- ul. Rawska
- ul. Fabryczna
- al. Szczepana Pieniążka
- ul. Północna
- ul. Unii Europejskiej
- ul. Czerwona
- ul. Armii Krajowej

## Architektura

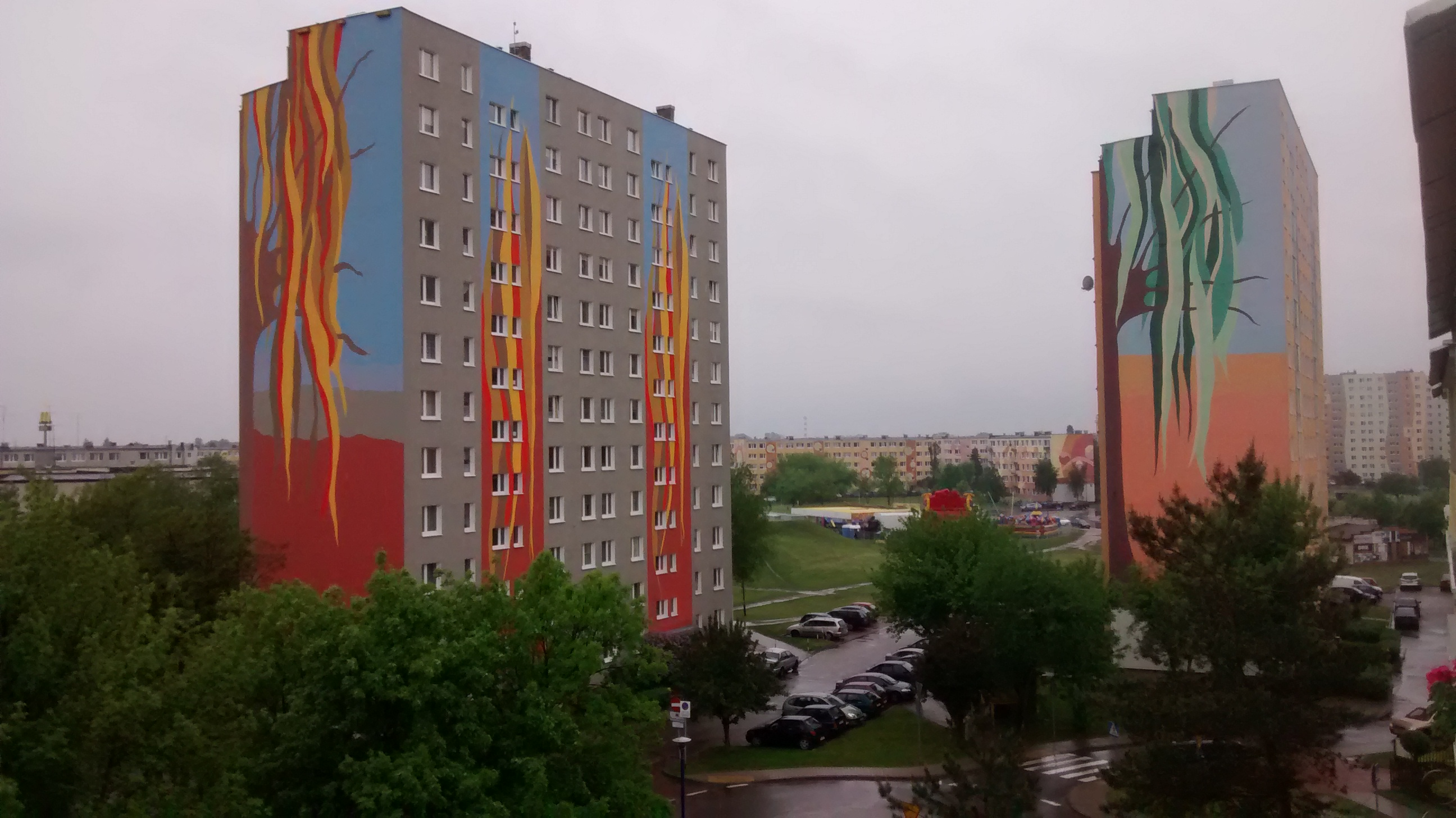
11 piętrowe bloki przy ul. B. Prusa (osiedle Widok)

### Najwyższe budowle Skierniewic
Najwyższymi budowlami w Skierniewicach jest komin Skierniewickiej Spółdzielni Mleczarskiej przy ul. Sobieskiego (wysokość całkowita wynosi 127 metrów), komin ciepłowni przy ul. Przemysłowej (wysokość 85 metrów) oraz komin przy ulicy Zwierzynieckiej (wysokość 50 metrów).
W mieście znajduje się 18 budynków mieszkalnych 11-piętrowych oraz kilka 7- i 8-piętrowych.
Pierwszy jedenastopiętrowy budynek powstał w 1985 roku przy ulicy Bolesława Prusa pod numerem 6. na osiedlu Widok.
Pierwszymi budynkami 7- i 8-piętrowymi wybudowanymi w latach 60. XX wieku były: biurowiec Zakładów Transformatorowych Unitra-Zatra na ul. Jana III Sobieskiego oraz budynek Instytutu Warzywnictwa i Kwiaciarstwa przy ul. W. Reymonta.

### Place i skwery

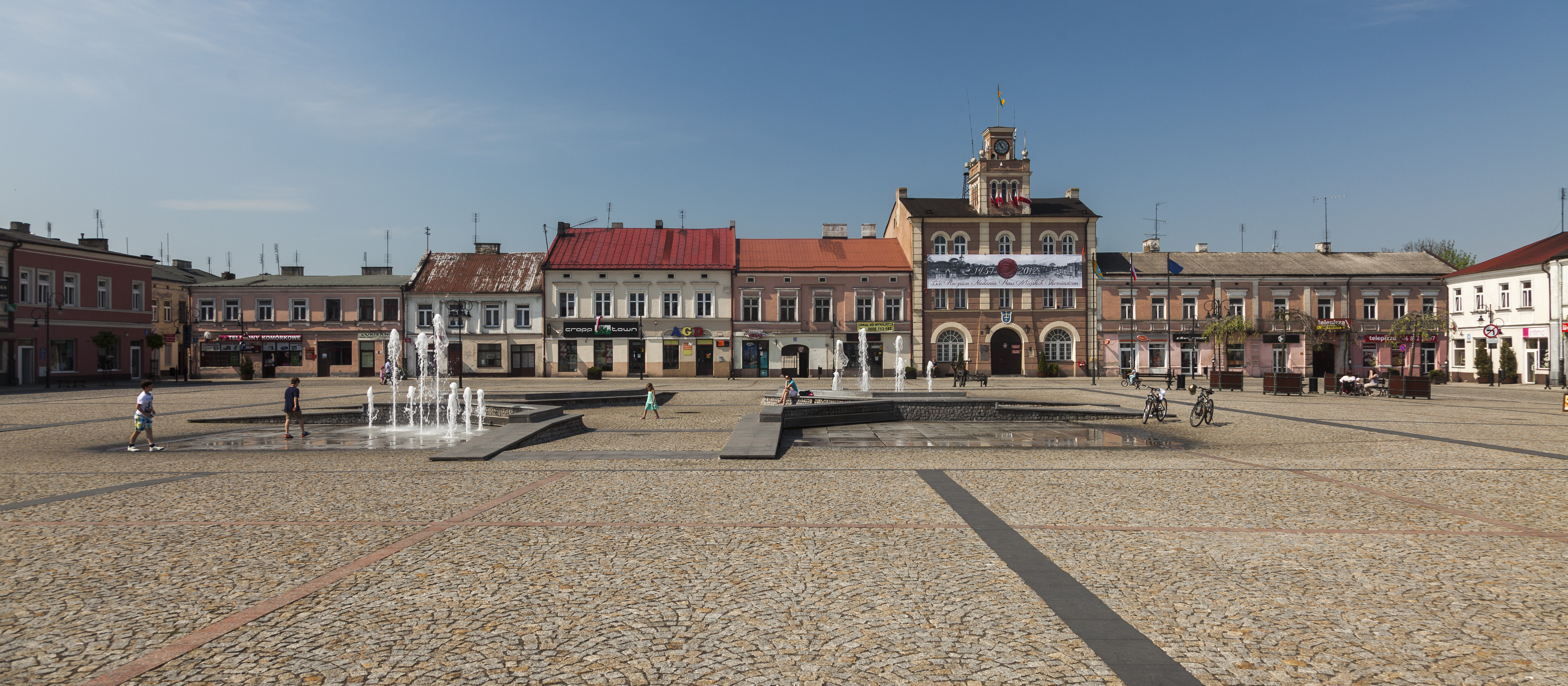
Fontanny na rynku przed Ratuszem

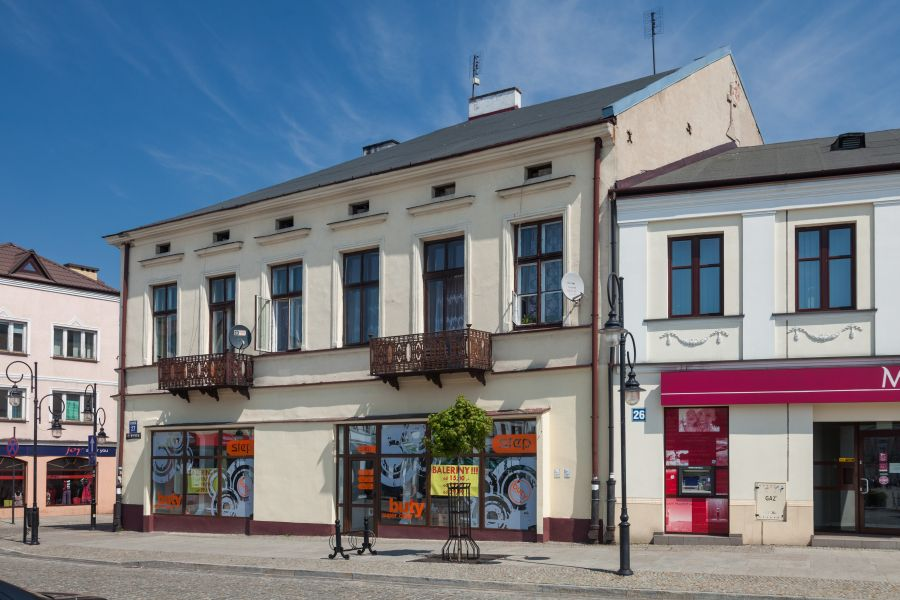
Kamienice od strony północnej Rynku

Poniżej spis placów i skwerów w Skierniewicach:
- Rynek w Skierniewicach
- Plac Dworcowy w Skierniewicach
- Plac Dąbrowskiego
- Plac Jana Pawła II
- Plac Świętego Floriana
- Skwer Inwalidów Wojennych RP

### Fontanny
W mieście znajduje się kilka fontann usytuowanych na:
- Placu Dworcowym
- Rynku, przed Ratuszem
- Dziedzińcu Pałacu Prymasowskiego

### Pomniki

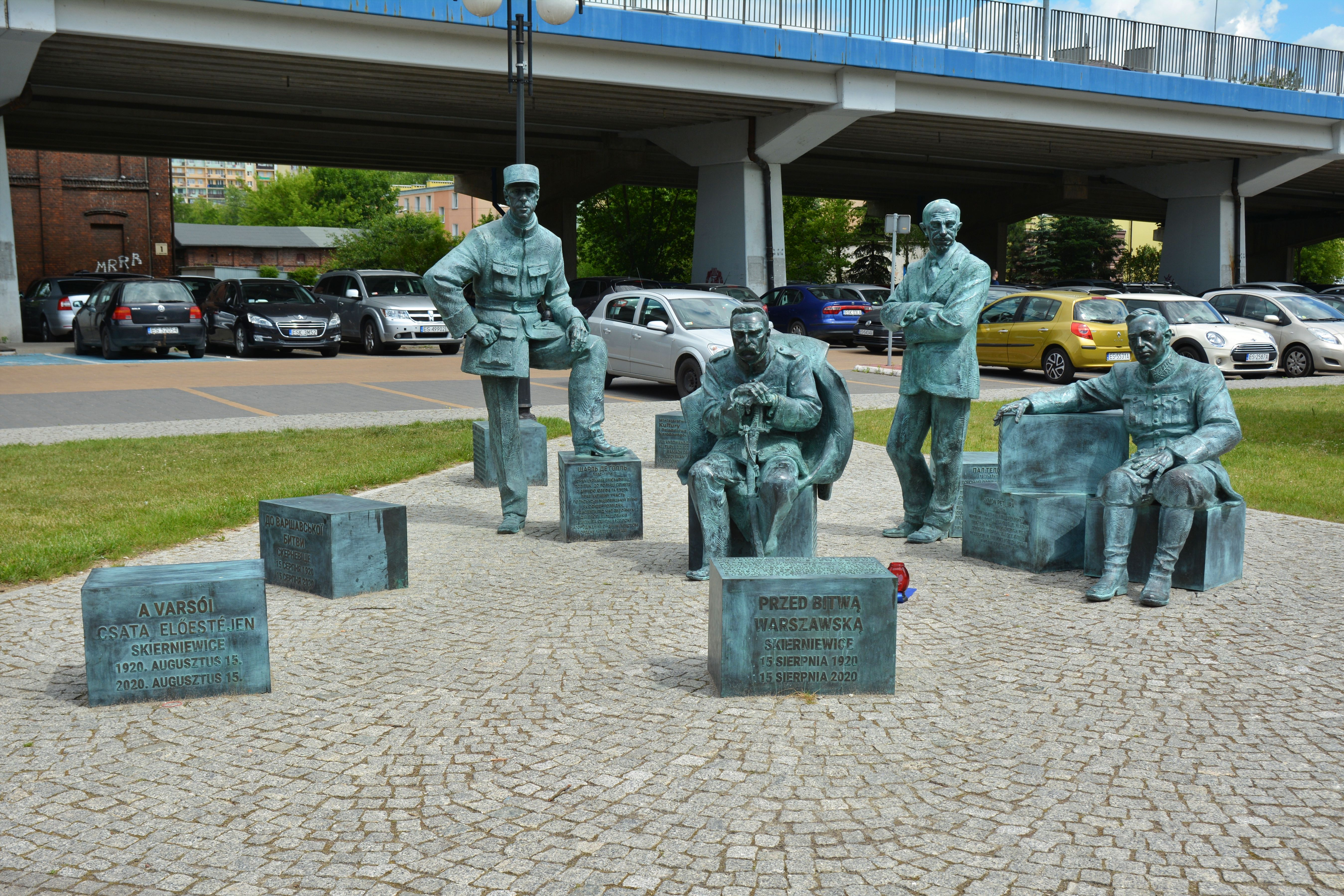
Pomnik "Przed Bitwą Warszawską"

Poniżej spis pomników, które znajdują się na terenie miasta:
- Pomnik "Przed Bitwą Warszawską" na placu przed dworcem kolejowym (przedstawiono na nim postacie marszałka Piłsudskiego, premiera Węgier Telekiego, naczelnego atamana wojsk ukraińskich Petlury oraz generała de Gaulle'a, uosabiających narody Europy, które solidarnie pomogły Polsce walczącej z Rosją)[58].
- Pomnik Szczepana Aleksandra Pieniążka na Rynku przed ratuszem
- Pomnik Stanisława Wokulskiego na dworcu kolejowym
- Pomnik upamiętniający żołnierzy walczących w czasie II wojny światowej – miejsce pomnika ul. Sobieskiego
- Pomnik czołg z II wojny światowej  (przy ul. Sienkiewicza)[59]
- Pomnik Jana Pawła II przy kościele garnizonowym
- Pomnik Niepodległości na pl. Jana Pawła II
- Pomnik św. Floriana – plac św. Floriana
- Pomnik samolot myśliwski MIG 15 przy zbiorniku wodnym Zadębie.
- Pomnik symboliczny Jana Kozietulskiego przy ulicy jego imienia.

### Wieże ciśnień
- Kolejowa wieża ciśnień w Skierniewicach
- Wieża ciśnień w Skierniewicach
- Wieża ciśnień przy ul. Konstytucji 3 Maja w Skierniewicach
- Wieża ciśnień przy parowozowni w Skierniewicach

## Oświata i nauka

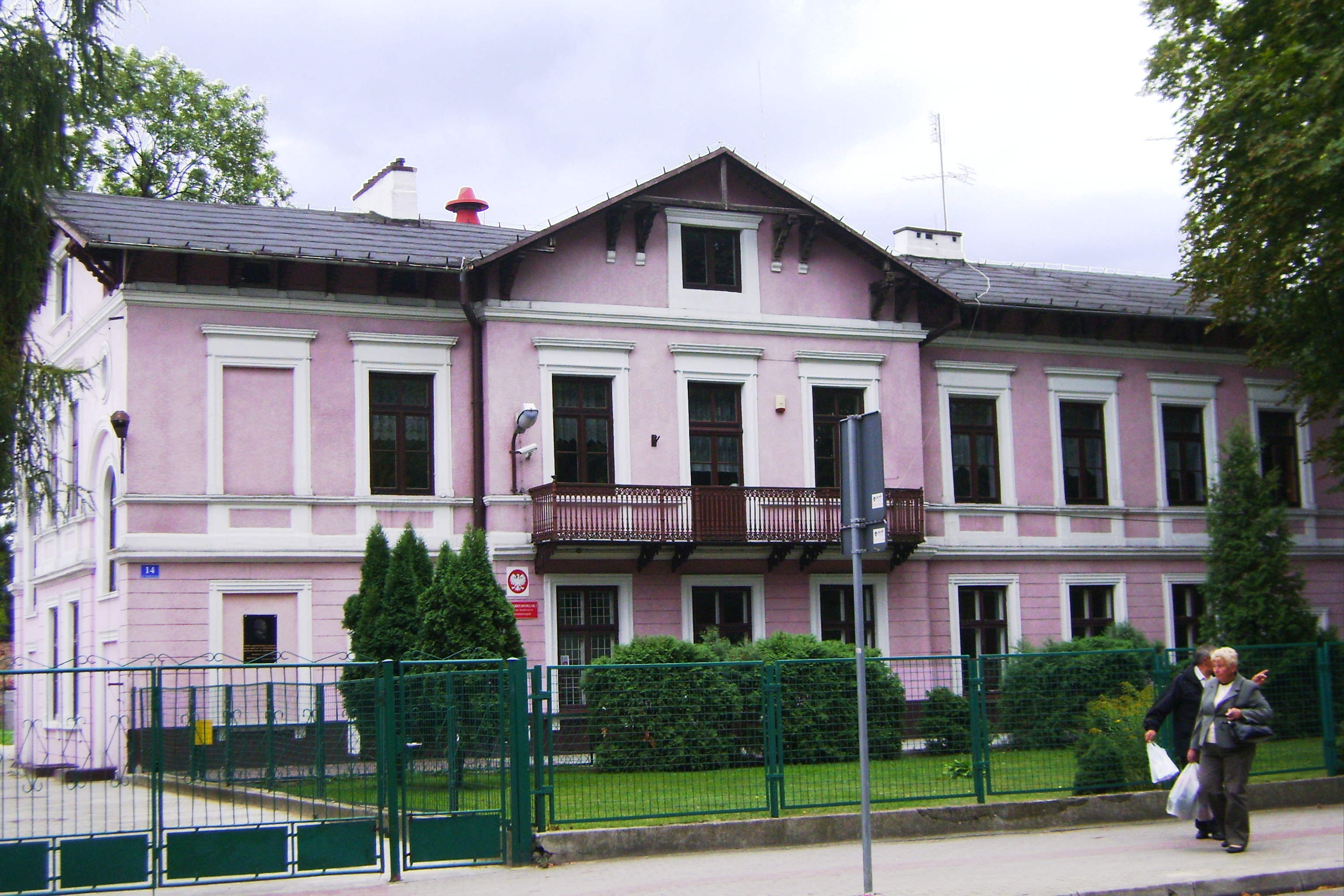
Szkoła Podstawowa nr 1

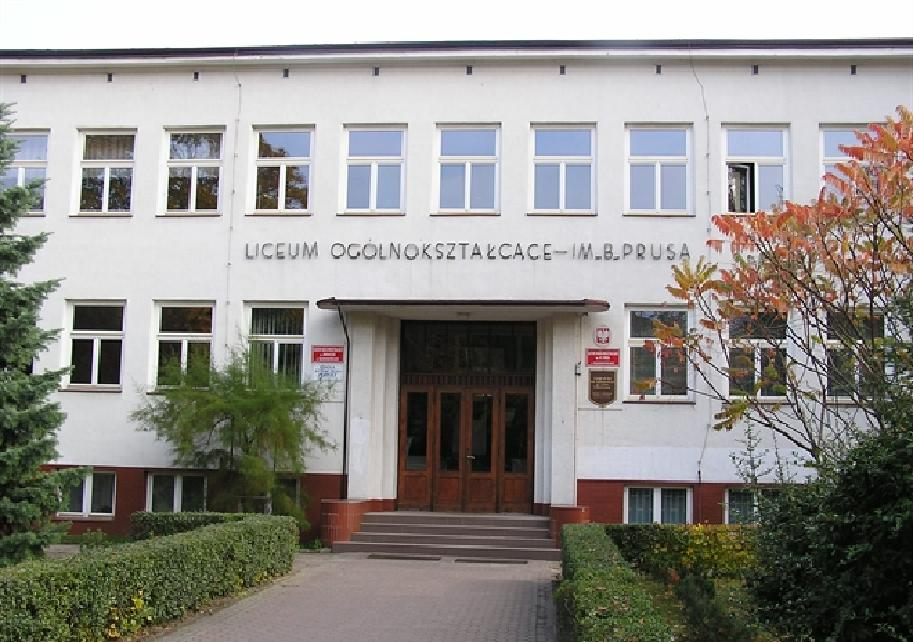
Liceum Ogólnokształcące im. B. Prusa

W mieście znajduje się 8 przedszkoli publicznych, 7 niepublicznych, 6 publicznych szkół podstawowych, w tym jedna z oddziałami integracyjnymi, oraz 2 niepubliczne szkoły podstawowe, 5 gimnazjów publicznych oraz 3 niepubliczne.
Skierniewice posiadają Ośrodek Szkolno-Wychowawczy, Poradnię Psychologiczno-Wychowawczą oraz oddział Związku Nauczycielstwa Polskiego.

### Inne szkoły
- Zespół Sportowych Szkół Ogólnokształcących im. Jana Pawła II
- Zespół Szkół Integracyjnych im. Marii Grzegorzewskiej
- Liceum Ogólnokształcące im. Bolesława Prusa
- Klasyczne Liceum Ogólnokształcące im. ks. Stanisława Konarskiego
- Zespół Szkół Zawodowych nr 1 im. Marszałka Józefa Piłsudskiego
- Zespół Szkół Zawodowych nr 2 im. chor. Józefa Paczkowskiego
- Zespół Szkół nr 3 im. Wisławy Szymborskiej
- Zespół Szkół nr 4 im. ppłk. pil. Romualda Sulińskiego
- Centrum Edukacji Milenium
- Państwowa Szkoła Muzyczna I stopnia w Skierniewicach
- Samorządowa Szkoła Muzyczna II stopnia
- Specjalny Ośrodek Szkolno-Wychowawczy im. Janusza Korczaka
- Centrum Kształcenia Ustawicznego

### Szkoły wyższe
- Państwowa Wyższa Szkoła Zawodowa

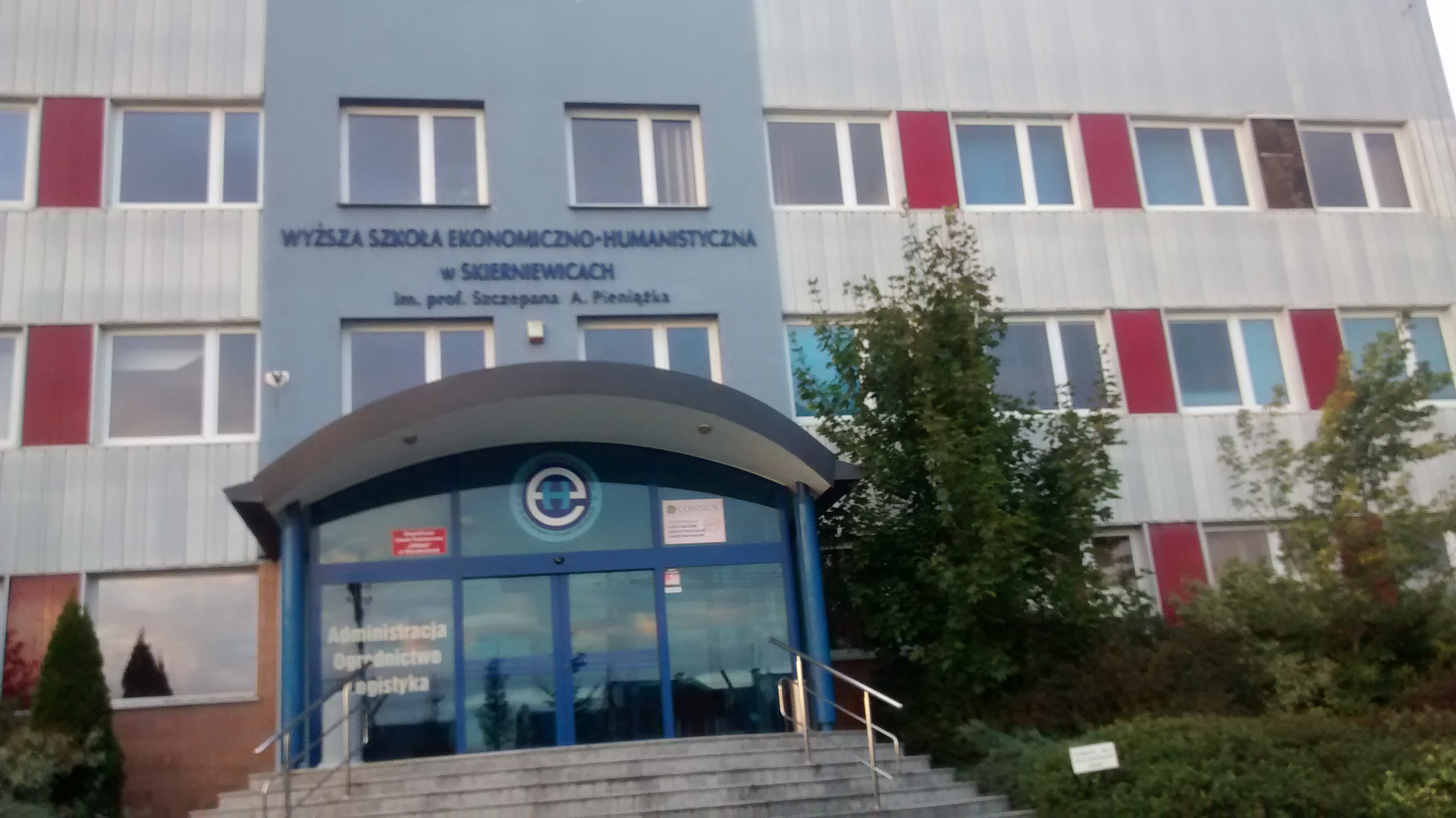
Wyższa Szkoła Ekonomiczno Humanistyczna

- Wyższa Szkoła Ekonomiczno-Humanistyczna
- Szkoła Główna Gospodarstwa Wiejskiego – Stacja Doświadczalna Wydziału Rolnictwa i Biologii w Skierniewicach
- Uniwersytet Łódzki – punkt konsultacyjny wydziału Ekonomiczno – Socjologicznego w latach 70., 80. XX wieku[61].

### Instytuty i Placówki Naukowe
- Instytut Ogrodnictwa

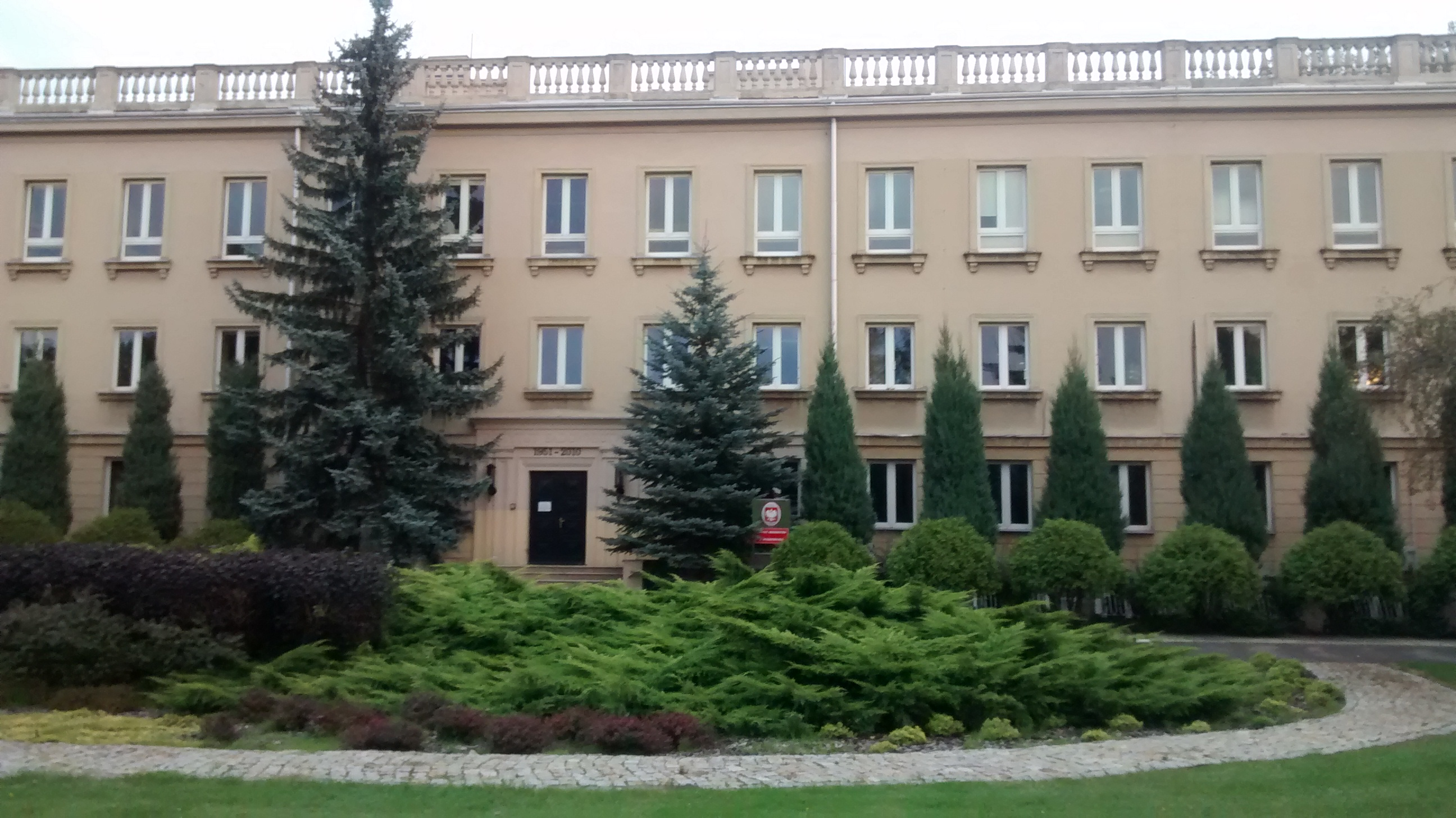
Instytut Sadownictwa i Kwiaciarstwa

- Instytutu Sadownictwa i Kwiaciarstwa oraz Instytutu Warzywnictwa
- Pole Doświadczalne Szkoły Głównej Gospodarstwa Wiejskiego
- Polska Akademia Nauk – pola doświadczalne

### Biblioteki
- Biblioteka Pedagogiczna
- Biblioteka Miejska
- Biblioteka Główna Wyższej Szkoły Ekonomiczno-Humanistycznej
- Biblioteka Państwowej Wyższej Szkoły Zawodowej w Skierniewicach

## Stowarzyszenia i organizacje

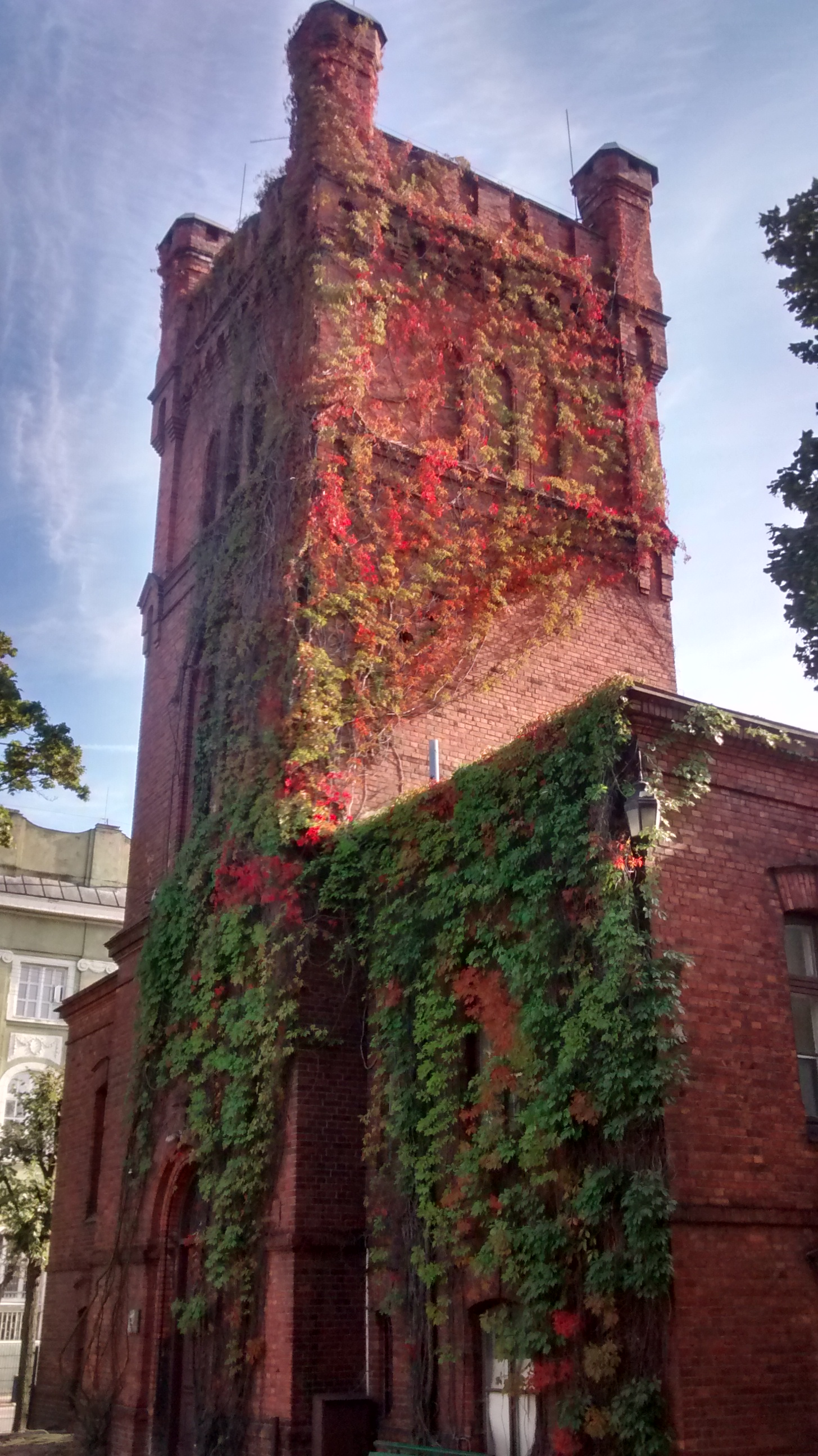
Kordegarda należąca do kompleksu Osady Pałacowej

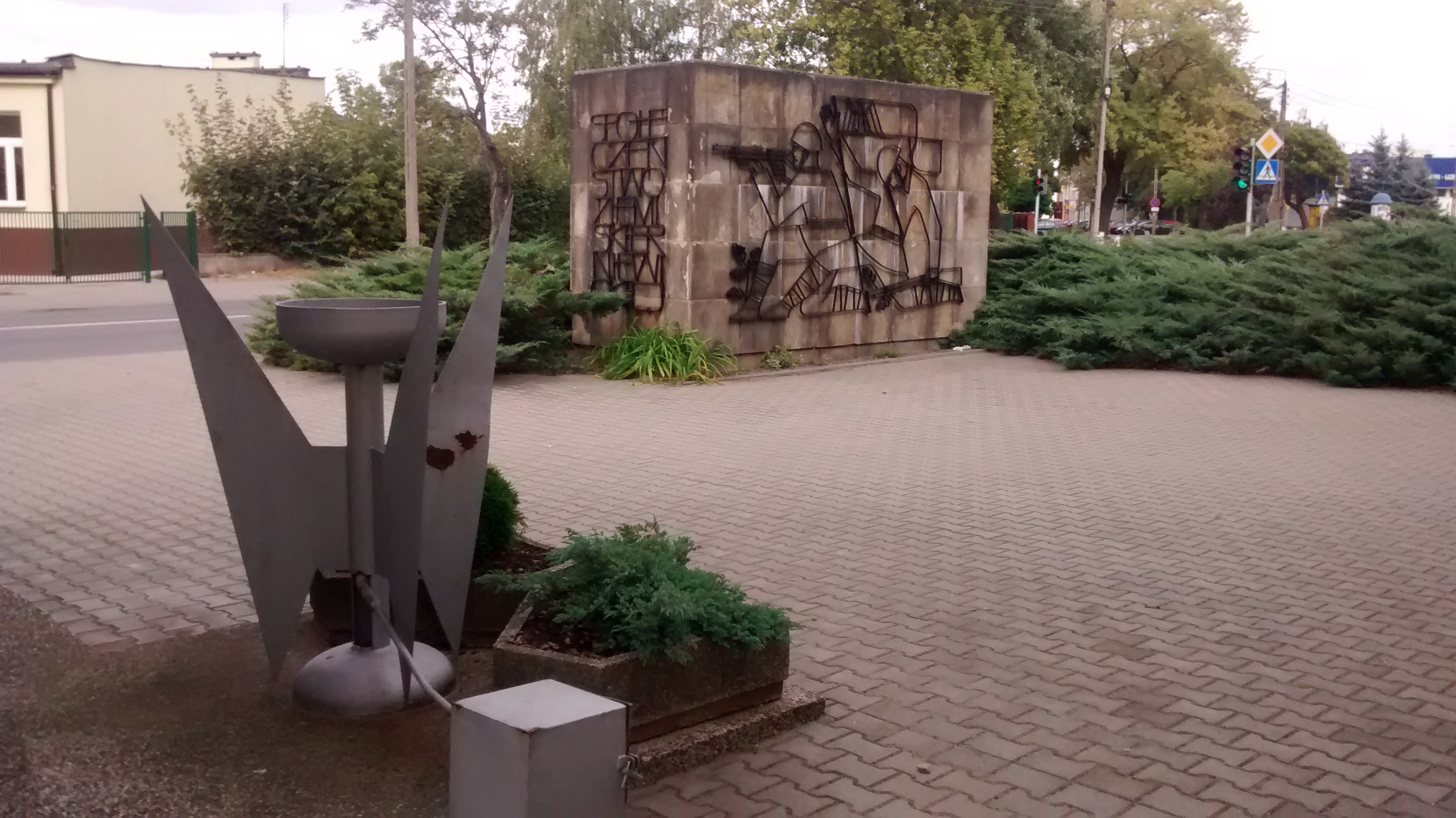
Skwer Inwalidów Wojennych RP

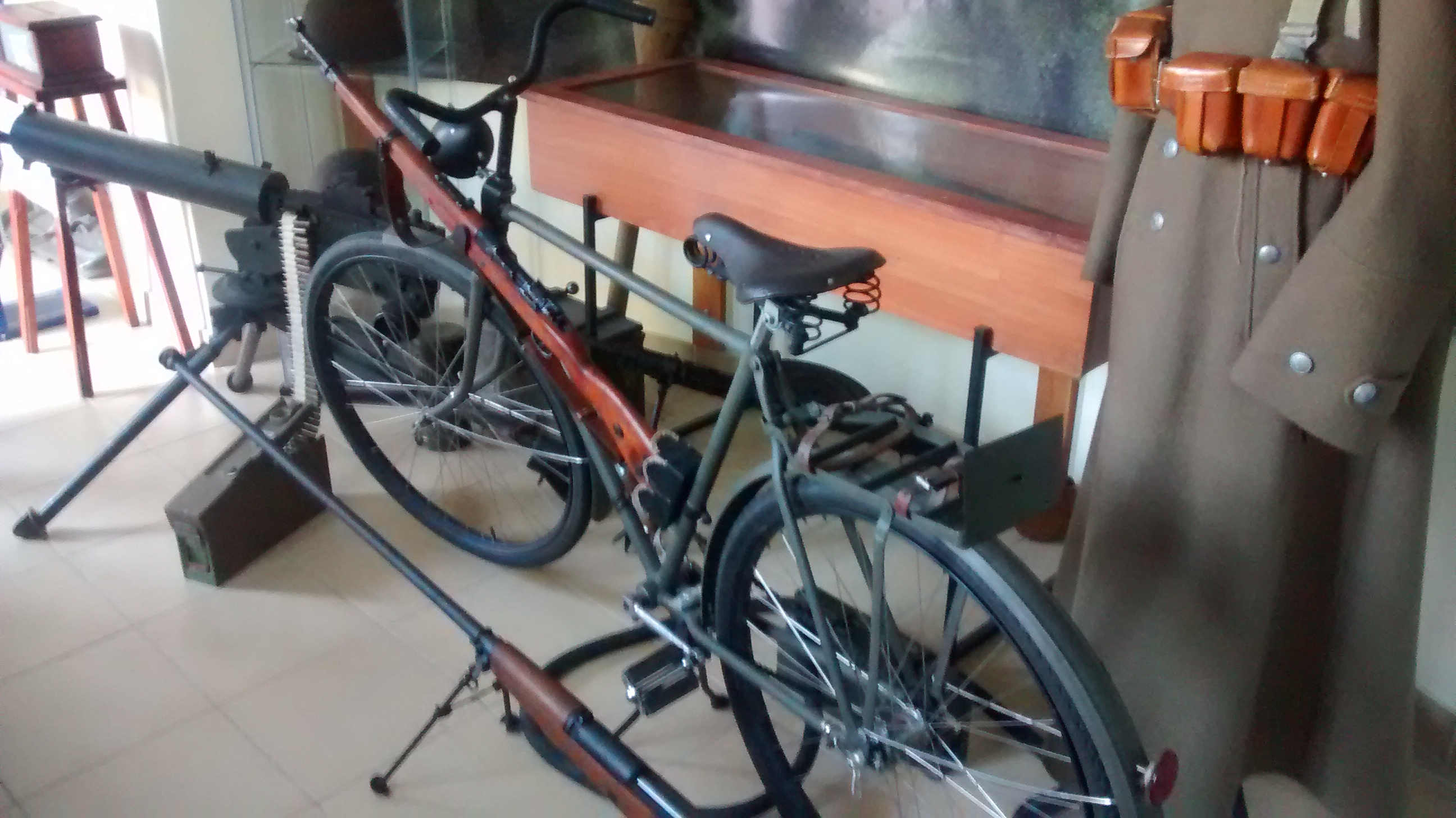
Eksponaty muzealne Stowarzyszenia Tradycji 26 Dywizji Piechoty ze Skierniewic

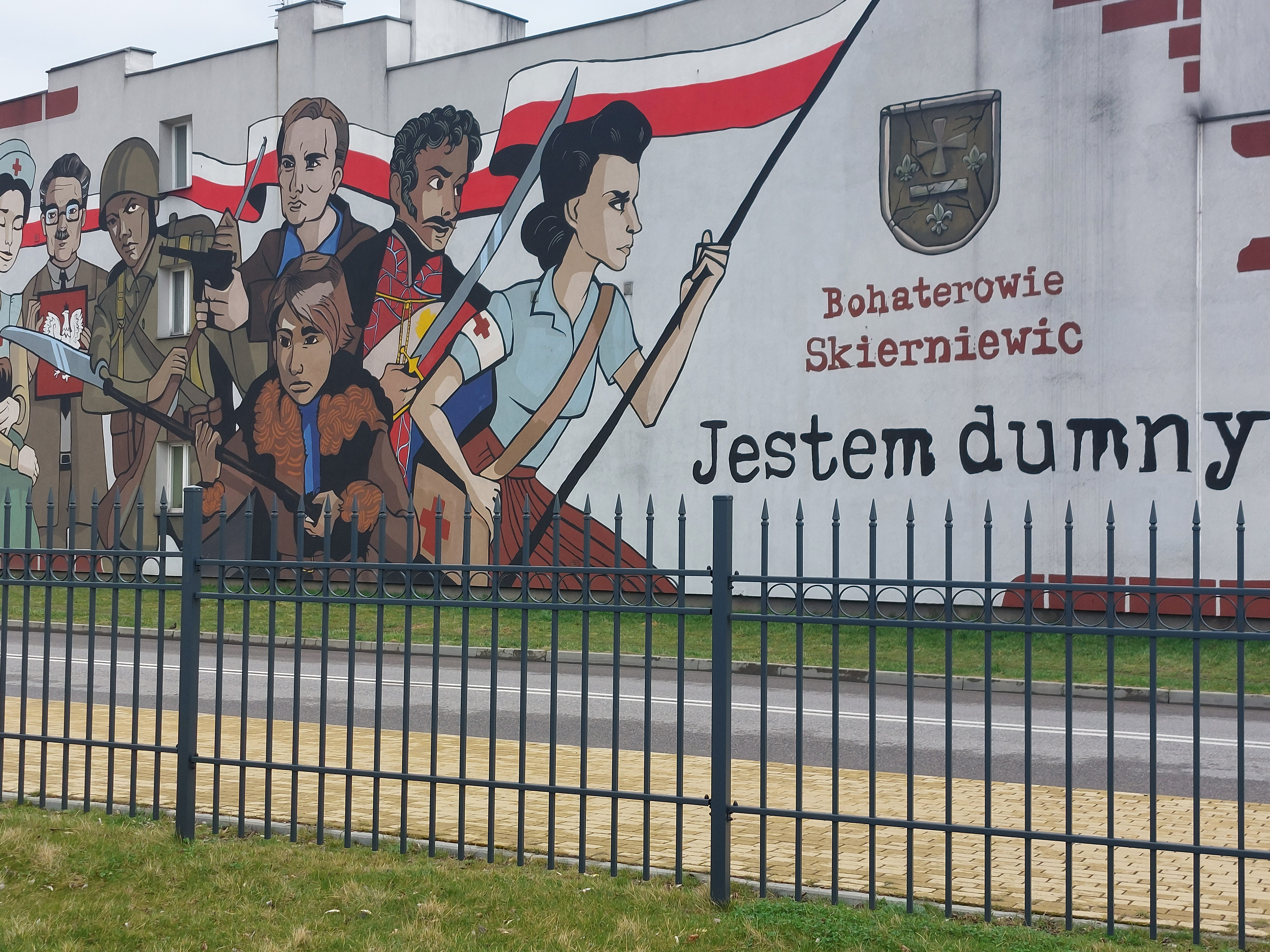
Mural - Bohaterowie Skierniewic

W mieście funkcjonuje 57 organizacji i stowarzyszeń:
- Stowarzyszenie Tradycji 26 Skierniewickiej Dywizji Piechoty
- Fundacja Pomocy Społecznej „Chodźmy Razem”
- Fundacja „Dziecięcy Uśmiech”
- Fundacja „WIR”
- Fundacja „Nerka”
- Fundacja Rozwoju Kardiologii Skierniewickiej „Serce”
- Stowarzyszenie „Razem dla Skierniewic”
- Towarzystwo Przyjaciół Skierniewic
- Zrzeszenie Artystyczne „ZA”
- Stowarzyszenie Rozwoju Rodziny „FOCUS”
- Polskie Stowarzyszenie Miłośników Kolei
- Towarzystwo Artystyczne Skierniewice
- Stowarzyszenie na Rzecz Młodzieży „Brama”
- Stowarzyszenie „Liberatis”
- Liga Ochrony Przyrody
- Polskie Towarzystwo Botaniczne o/Skierniewice
- Polskie Towarzystwo Nauk Ogrodniczych o/Skierniewicach
- Stowarzyszenie Inżynierów i Techników Ogrodnictwa SITO
- Stowarzyszenie Branży Grzybów Uprawnych
- Stowarzyszenie Producentów Kwiatów Róż
- Stowarzyszenie Producentów Ozdobnych Roślin Cebulowych
- Stowarzyszenie Producentów Wysokiej Jakości Materiału Szkółkarskiego
- Towarzystwo Przyjaciół Sadownictwa i Kwiaciarstwa
- Związek Sadowników Polskich
- Centrum wspierania dzieci i młodzieży uzdolnionej
- Hospicjum im. Hanny Olszewskiej
- Katolickie Stowarzyszenie „Civitas Christiana” Oddział Miejski
- Liga Obrony Kraju Zarząd Rejonowy
- Naczelna Organizacja Techniczna NOT Oddział w Skierniewicach
- Polski Czerwony Krzyż Zarząd Miejski
- Polski Komitet Pomocy Społecznej Zarząd Miejski
- Polski Związek Emerytów, Rencistów i Inwalidów Oddział Okręgowy
- Polski Związek Głuchych Koło Terenowe
- Polski Związek Niewidomych i Niedowidzących
- Polskie Stowarzyszenie Diabetyków
- Polskie Towarzystwo Schronisk Młodzieżowych PTSM
- PTTK „Szaniec” Oddział Skierniewice
- Skierniewickie Stowarzyszenie Rodzin Abstynenckich „Ametyst”
- Społeczne Towarzystwo Oświatowe STO
- Stowarzyszenie Elektryków Polskich SEP
- Stowarzyszenie Cech Fantastyki „SkierCon”[62]
- Stowarzyszenie na Rzecz Młodzieży „BRAMA”
- Stowarzyszenie Inżynierów i Techników Mechaników SITM
- Stowarzyszenie Osób Niepełnosprawnych „Sprawni Inaczej”
- Stowarzyszenie Polaków Poszkodowanych przez III Rzeszę
- Stowarzyszenie Rodziców i Opiekunów Dzieci Niepełnosprawnych „Wspólna Troska”
- Stowarzyszenie Rodziców, Opiekunów i Przyjaciół Dzieci Zdrowych i Niepełnosprawnych
- Stowarzyszenie Szarych Szeregów Oddział Skierniewice
- Światowy Związek Żołnierzy AK w Skierniewicach Środowisko Skierniewice
- Towarzystwo Polsko-Austriackie
- Towarzystwo Przyjaciół Dzieci Zarząd Rejonowy
- Związek Byłych Żołnierzy Zawodowych i Oficerów Rezerwy Zarząd Rejonowy
- Związek Harcerstwa Polskiego Komenda Hufca
- Związek Inwalidów Wojennych Rzeczypospolitej Polskiej Zarząd Oddziału
- Związek Kombatantów Byłych Żołnierzy Misji Pokojowych ONZ
- Związek Kombatantów RP i Byłych Więźniów Politycznych
- Związek Represjonowanych Żołnierzy Górników
- Związek Sybiraków
- Związek Więźniów Obozów Koncentracyjnych

## Zabytki Skierniewic

### Zachowane

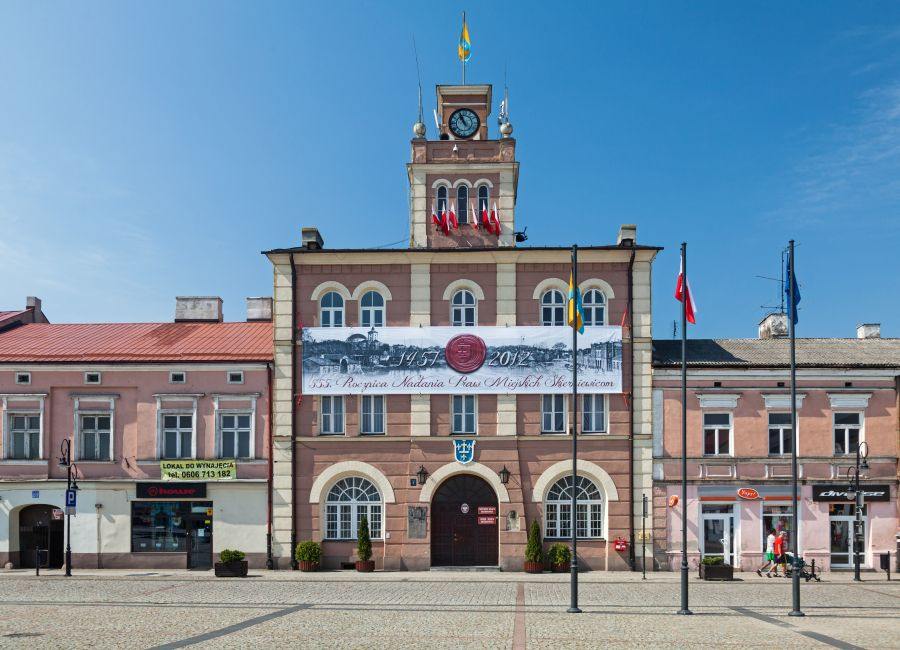
Ratusz – Urząd Miasta

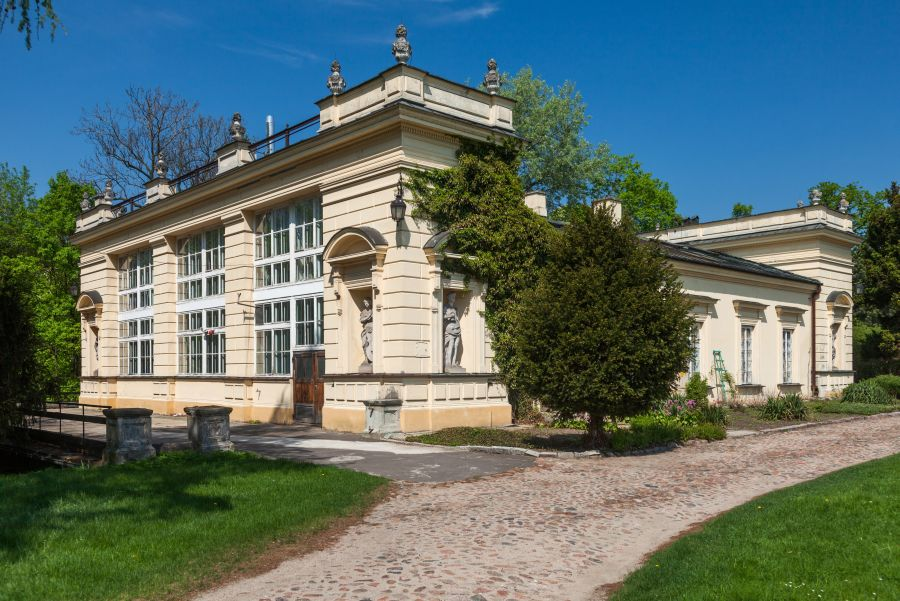
Budynek Zespołu Pałacowego

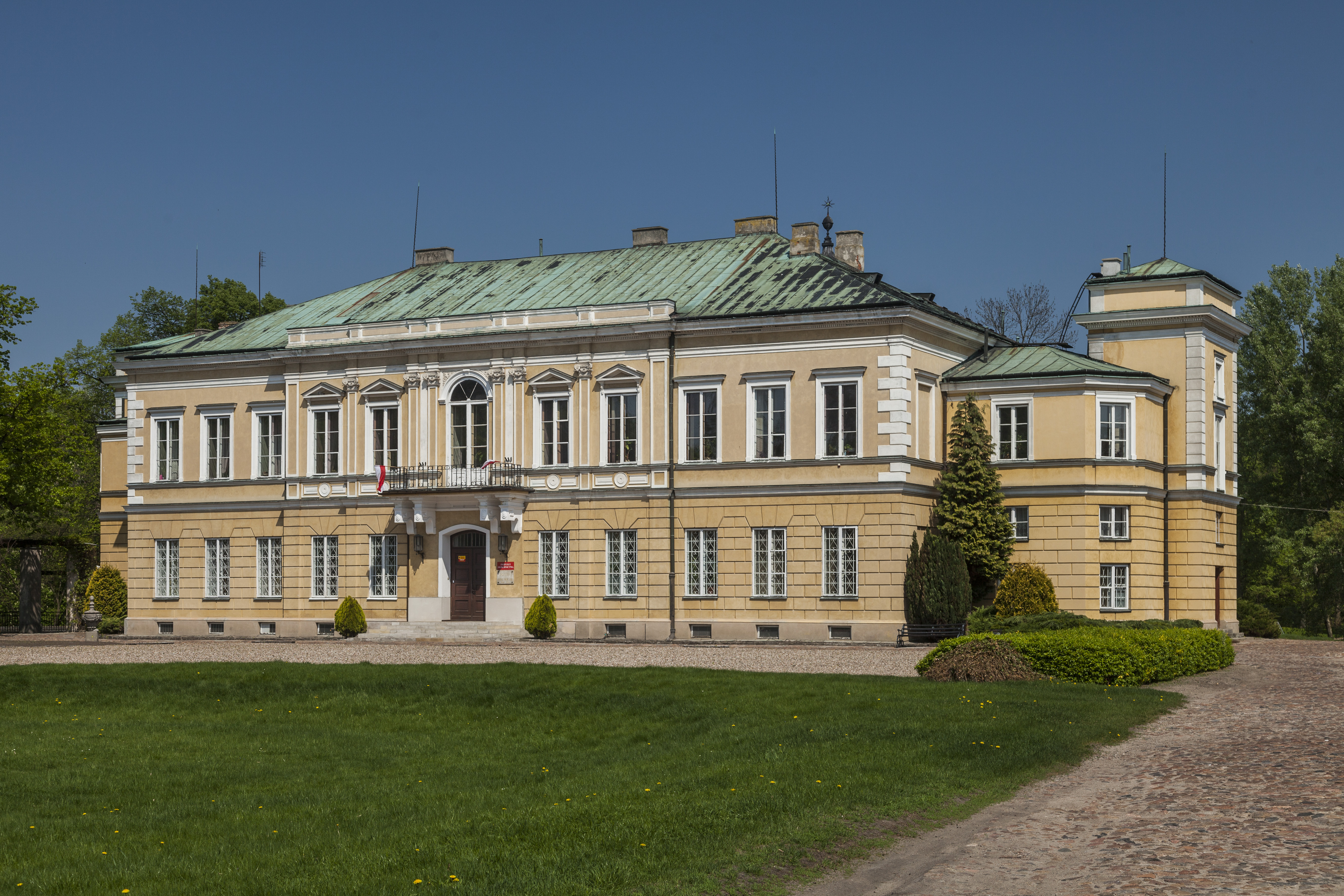
Pałac prymasowski

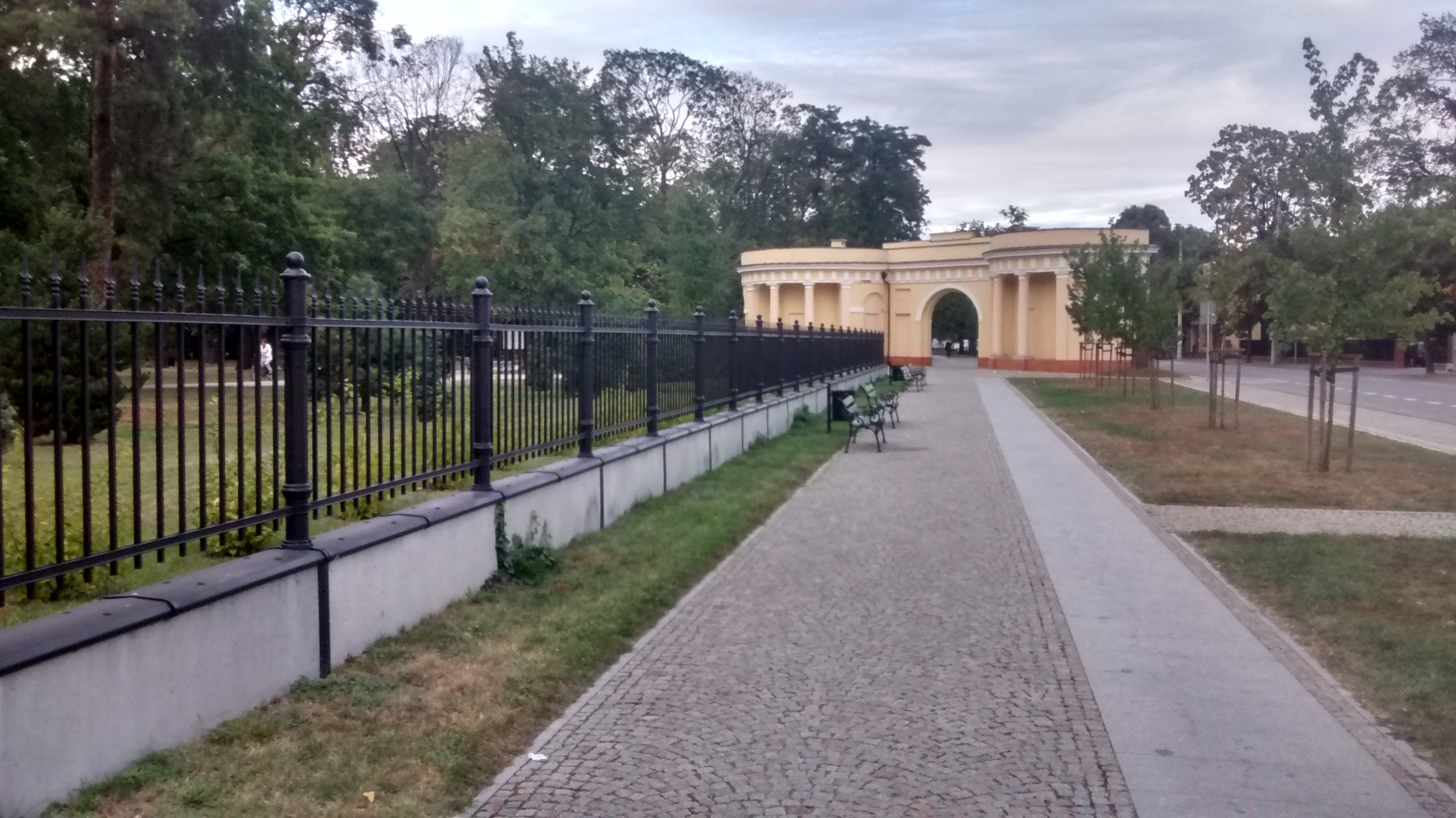
Brama Pałacowa

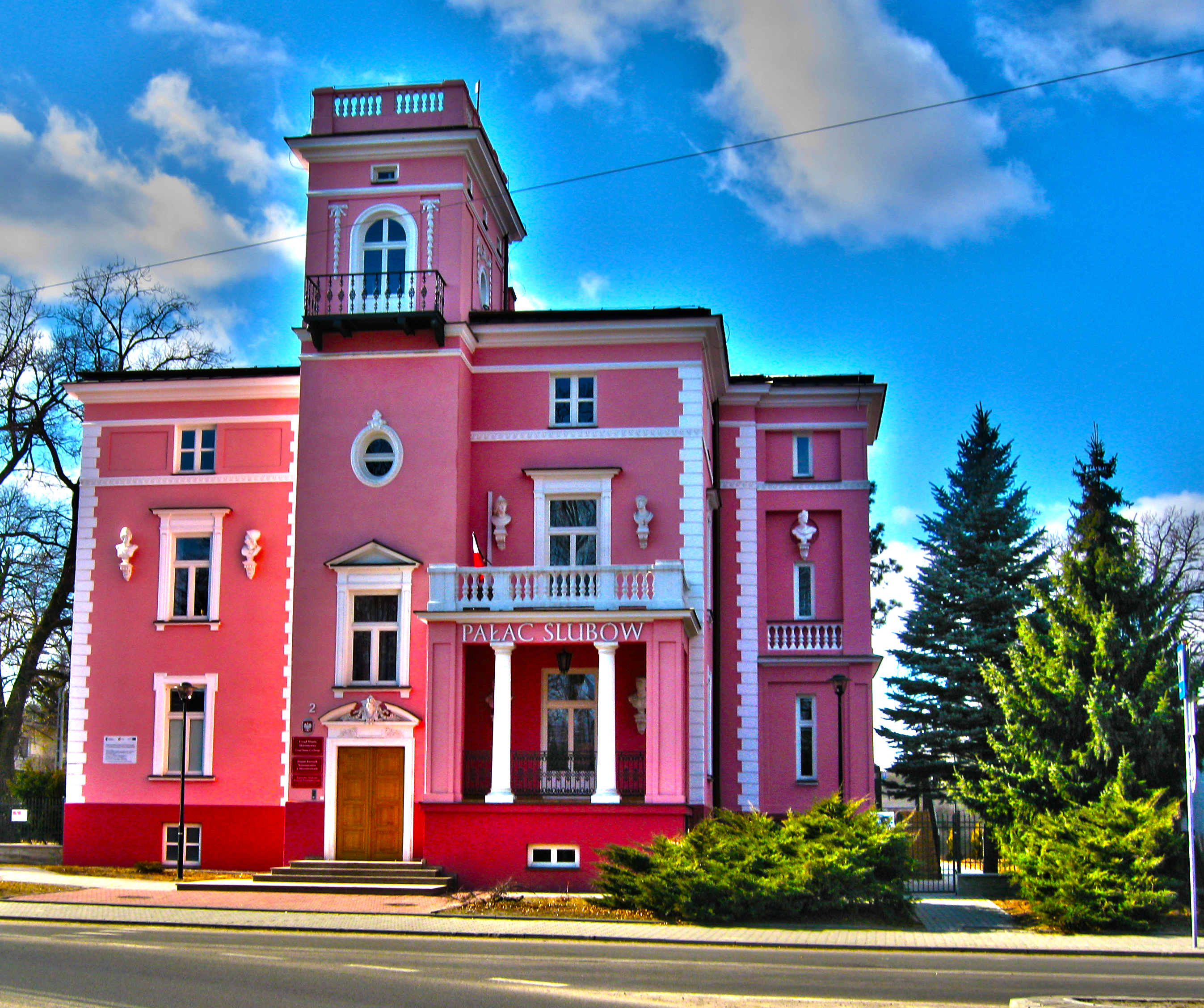
Willa Kozłowskich – budynek Urzędu Stanu Cywilnego

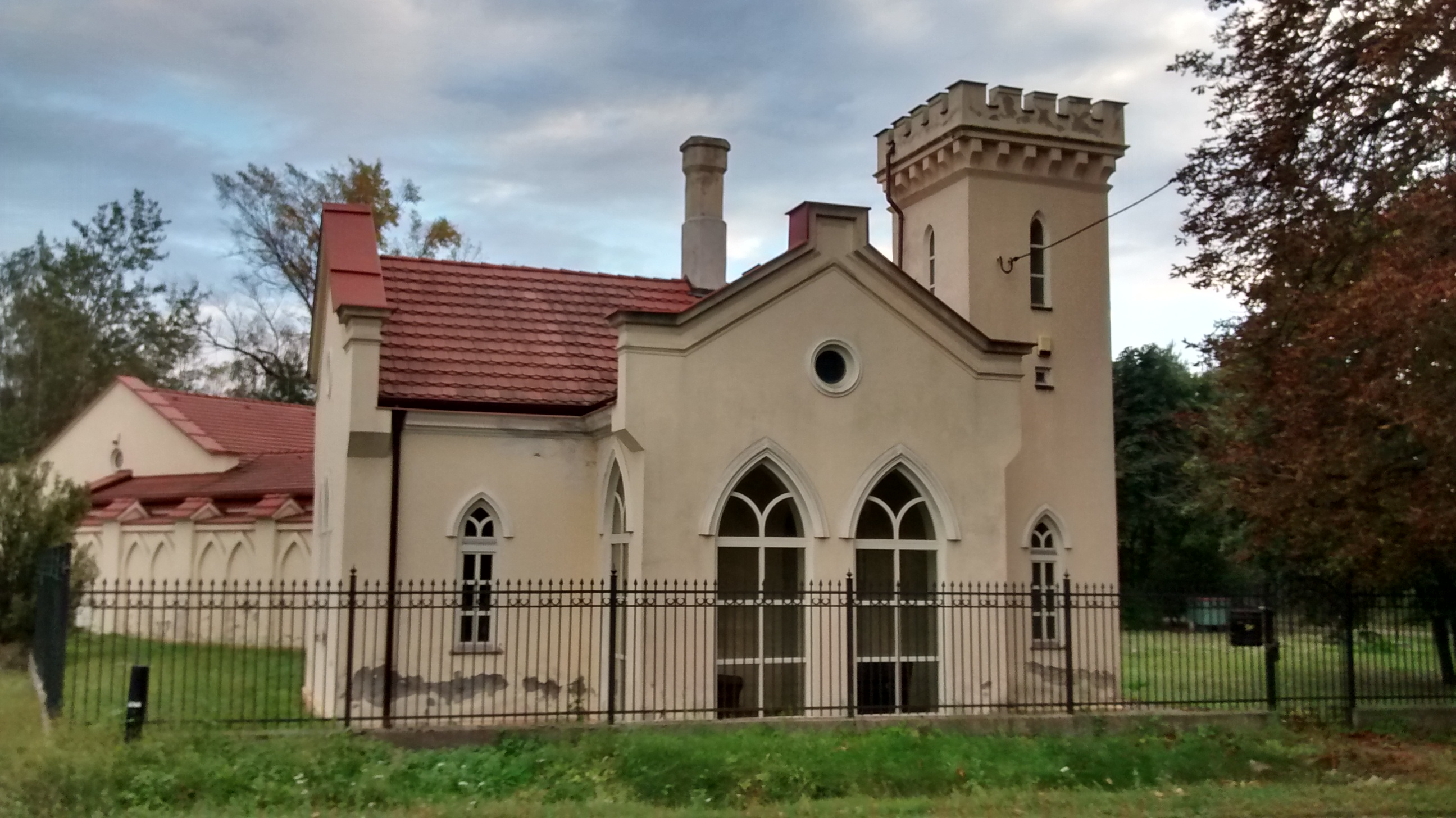
Pałacyk Łowczego wybudowany w 1820 r.

- Ratusz wybudowany w zwartym ciągu kamienic na miejscu dawnego drewnianego ratusza w 1847 roku.
- Domy przy Rynku z końca XIX i początku XX wieku[63].
- Zespół pałacowo-parkowy, w tym:
  - Pałac arcybiskupów gnieźnieńskich (pałac prymasowski) wybudowany w 1619 roku, przebudowany w 1780.
  - Park pałacowy położony po obu stronach rzeki Łupi; jego początki sięgają XV wieku, był później dwukrotnie przekomponowywany (w stylu barokowym pod koniec XVIII wieku, ogród angielski w XIX w.).
  - Klasycystyczna Pałacowa Brama Wjazdowa, parkowa z dwoma kordegardami wybudowana w latach 1779–1780.
  - Willa „Aleksandria”, zwana także pałacykiem Sabadiany, z 1841 roku, według projektu Adama Idźkowskiego, rozbudowana w XX w.
- Dworek Modrzewiowy przy ul. św. Floriana, w latach 1879–1889 dom Konstancji Gładkowskiej, dziś Izba Historii Skierniewic.
- Budynki koszarowe wojsk rosyjskich z końca XIX wieku przy ul. Batorego.
- Dworzec kolejowy Skierniewice, Kolei Warszawsko-Wiedeńskiej, wybudowany w 1875 według planów Jana Heuricha w stylu gotyku angielskiego z wnętrzami neoklasycystycznymi.
- Kompleks Parowozowni przy ul. Łowickiej 1, wzniesiony w 1845 roku jako jeden z ważniejszych obiektów technicznych pierwszej na ziemiach polskich linii kolejowej: Drogi Żelaznej Warszawsko-Wiedeńskiej.
- Willa Kozłowskich z 1890 roku, przebudowana w 1910, przy ulicy Piłsudskiego. Dziś siedziba Urzędu Stanu Cywilnego w Skierniewicach oraz Regionalna Akademia Twórczej Przedsiębiorczości.
- Dom Sejmikowy (siedziba starostwa powiatowego) przy ul. Konstytucji 3 Maja, budowany w latach 1922–1927. (Oddzielny artykuł)
- Kościoły:
  - Kościół pw. św. Stanisława przy ul. Rawskiej wraz z cmentarzem św. Rocha, wybudowany w 1720 roku, najstarszy z zachowanych kościołów w Skierniewicach.
  - Kościół pw. św. Jakuba Apostoła przy ul. Senatorskiej, wzniesiony w 1781 na miejscu dawnego kościoła gotyckiego. Budynek plebanii budowany od 1924 do 1931 roku.
  - Kościół pw. Wniebowzięcia Najświętszej Maryi Panny na placu Jana Pawła II wzniesiony jako cerkiew prawosławna w latach 1899–1903 jako kościół garnizonowy dla stacjonujących wojsk cesarskich.
- Cmentarze:
  - żydowski przy ul. Granicznej,
  - żydowski przy ul. Strobowskiej,
  - rzymskokatolicki św. Rocha przy kościele św. Stanisława

### Niezachowane historyczne obiekty
- Cerkiew św. Aleksego w Skierniewicach

### Znaleziska archeologiczne
W trakcie przebudowy parku miejskiego w Skierniewicach, w czerwcu 2013 r. zostały odkryte ślady średniowiecznej osady koło restauracji „Finezja” i koło Instytutu Ogrodnictwa.
Źródło:.

## Park Miejski

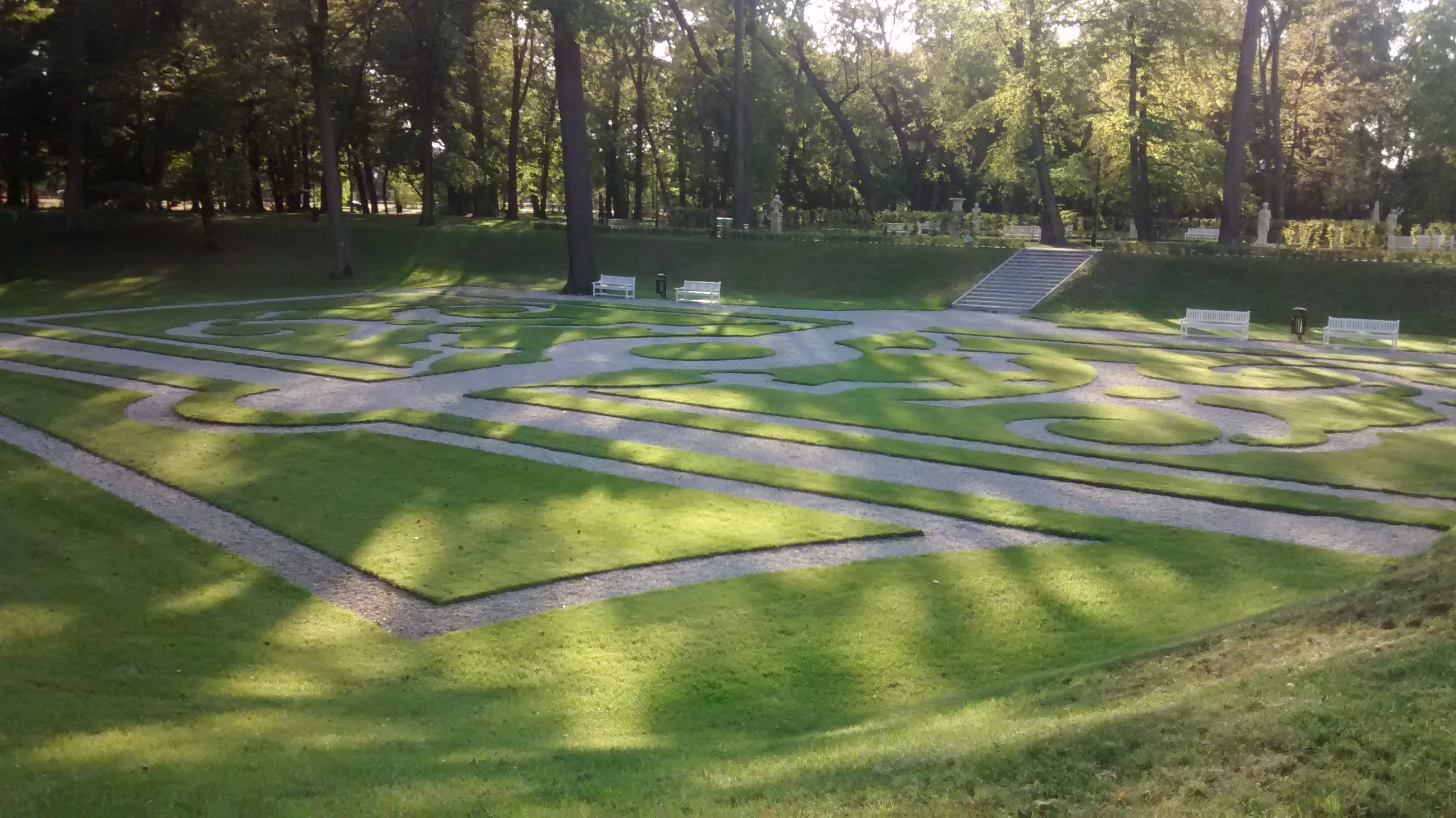
Park Miejski (wrzesień 2016)

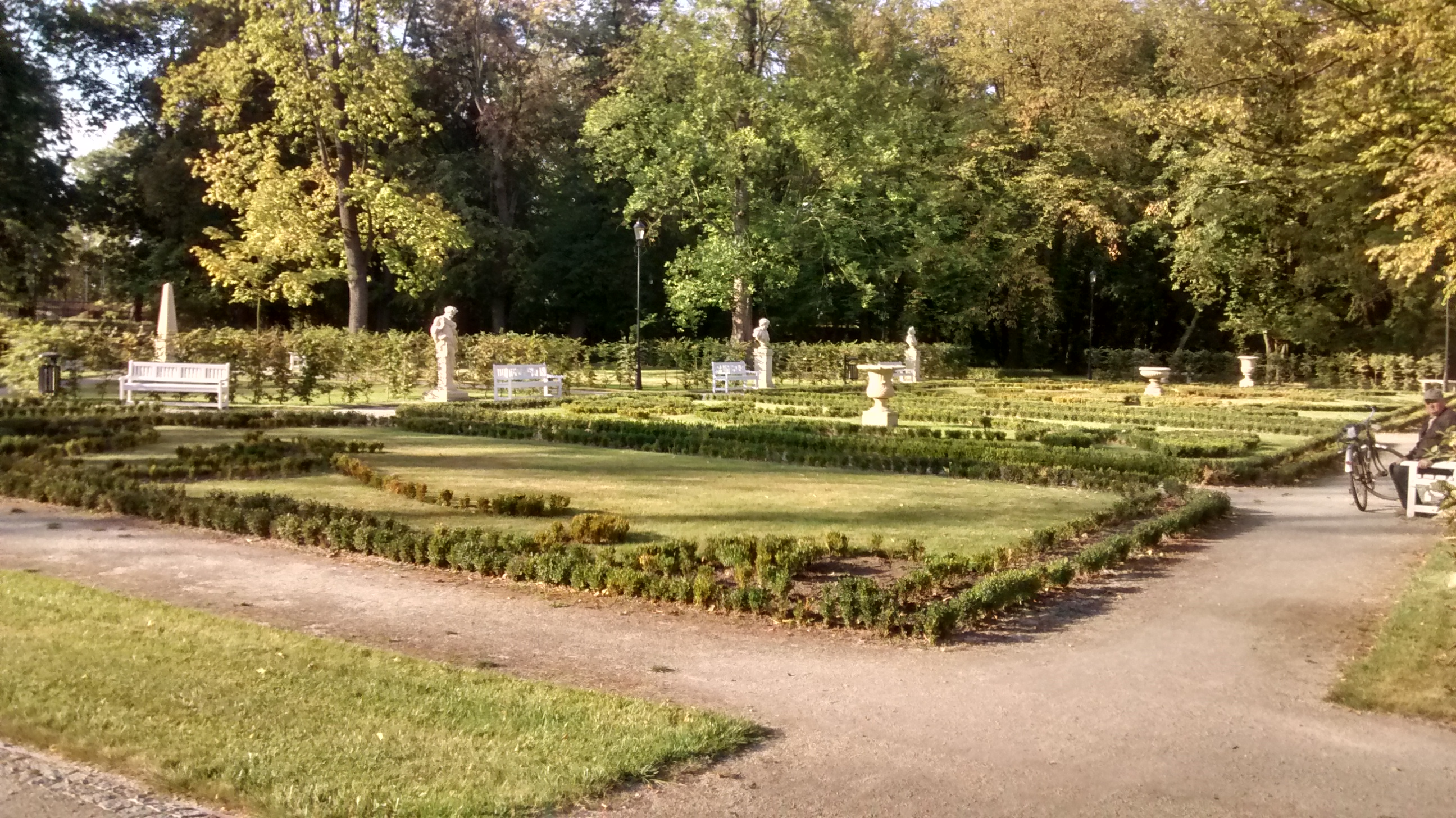
Park Miejski w Skierniewicach

Miejski Park położony w środkowej części miasta po obu stronach rzeki Skierniewka (Łupia). Początki parku sięgają XIV wieku. Początkowo był to ogród przy dworze arcybiskupów. W parku znajdowały się kaskady, groty, altany, cztery sadzawki i tarasy nad brzegiem rzeki za czasów abpa A.K.Ostrowskiego. Skierniewicki park upiększył Ignacy Krasicki, upodobniając go do parków w Smolanach. W XVIII wieku przy pałacu prymasowskim istniała oranżeria z drzewkami pomarańczowymi, ogród włoski, sady oraz winnice. W latach 1830–1845 ogrody i park gruntownie przebudowano, tworząc park krajobrazowy. Z parkiem stykają się jedne z najważniejszych zabytków miasta Skierniewic: Pałac Prymasowski, Pałacowa Brama Wjazdowa, Willa Aleksandria. W parku znajdowała się muszla koncertowa (zlikwidowana w 2013 r.) i restauracja zlikwidowana na początku lat 90. XX wieku.
Powierzchnia parku wynosi 42 hektary. Oficjalne otwarcie Parku Miejskiego po rewitalizacji odbyło się 16 września 2014 z udziałem ówczesnego prezydenta RP Bronisława Komorowskiego. Park jest oświetlony i posiada cztery kładki oraz jedną wysepkę w południowej części parku.

## Kultura

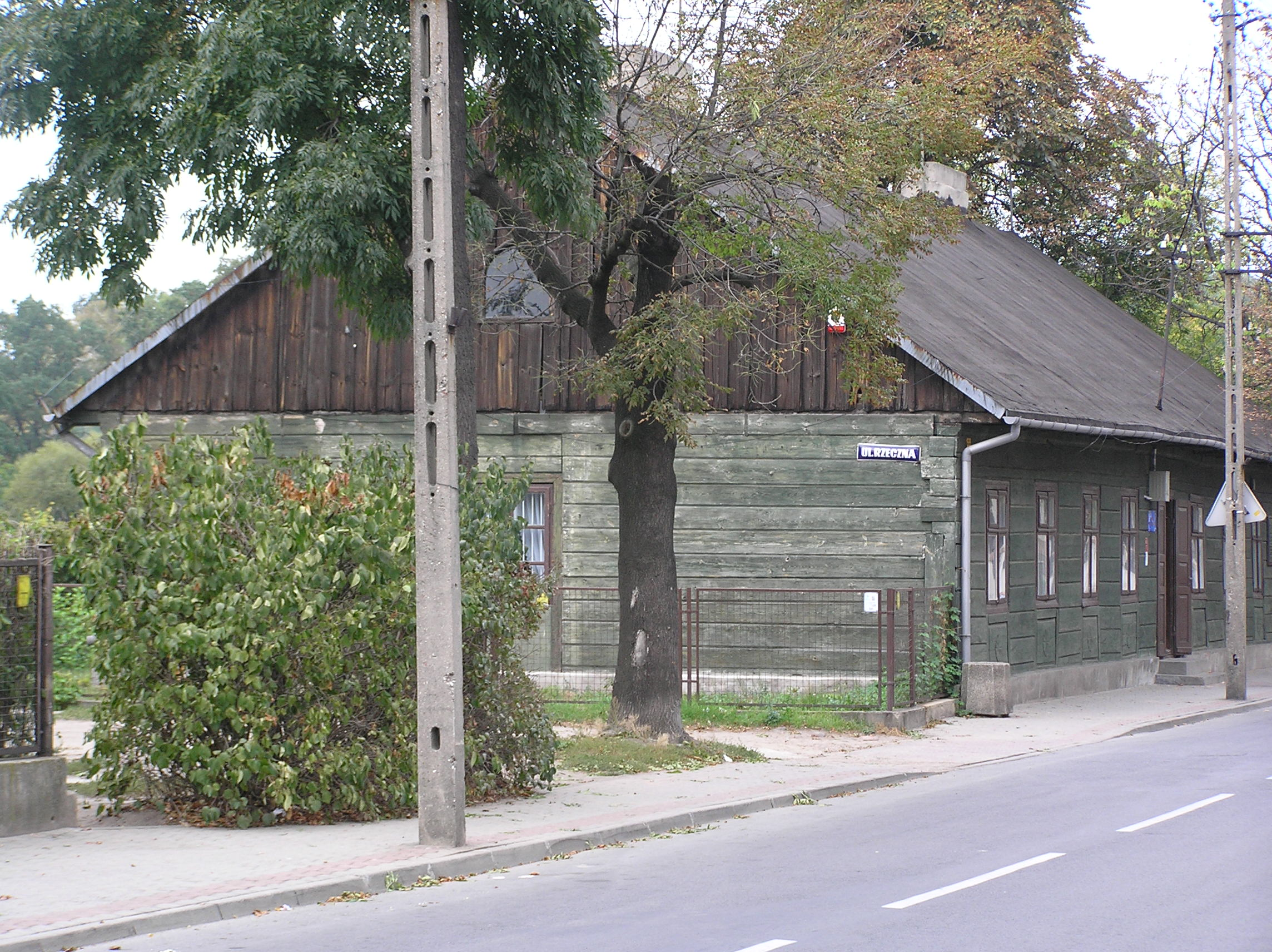
Izba Historii Skierniewic, dworek gdzie mieszkała Konstancja Gładkowska, młodzieńcza miłość Fryderyka Chopina

Skierniewice to ośrodek kulturalny, pełen różnego rodzaju imprez muzycznych, teatralnych, literackich i plastycznych. Tu co roku odbywa się kilkanaście festiwali i przeglądów.

### Muzea

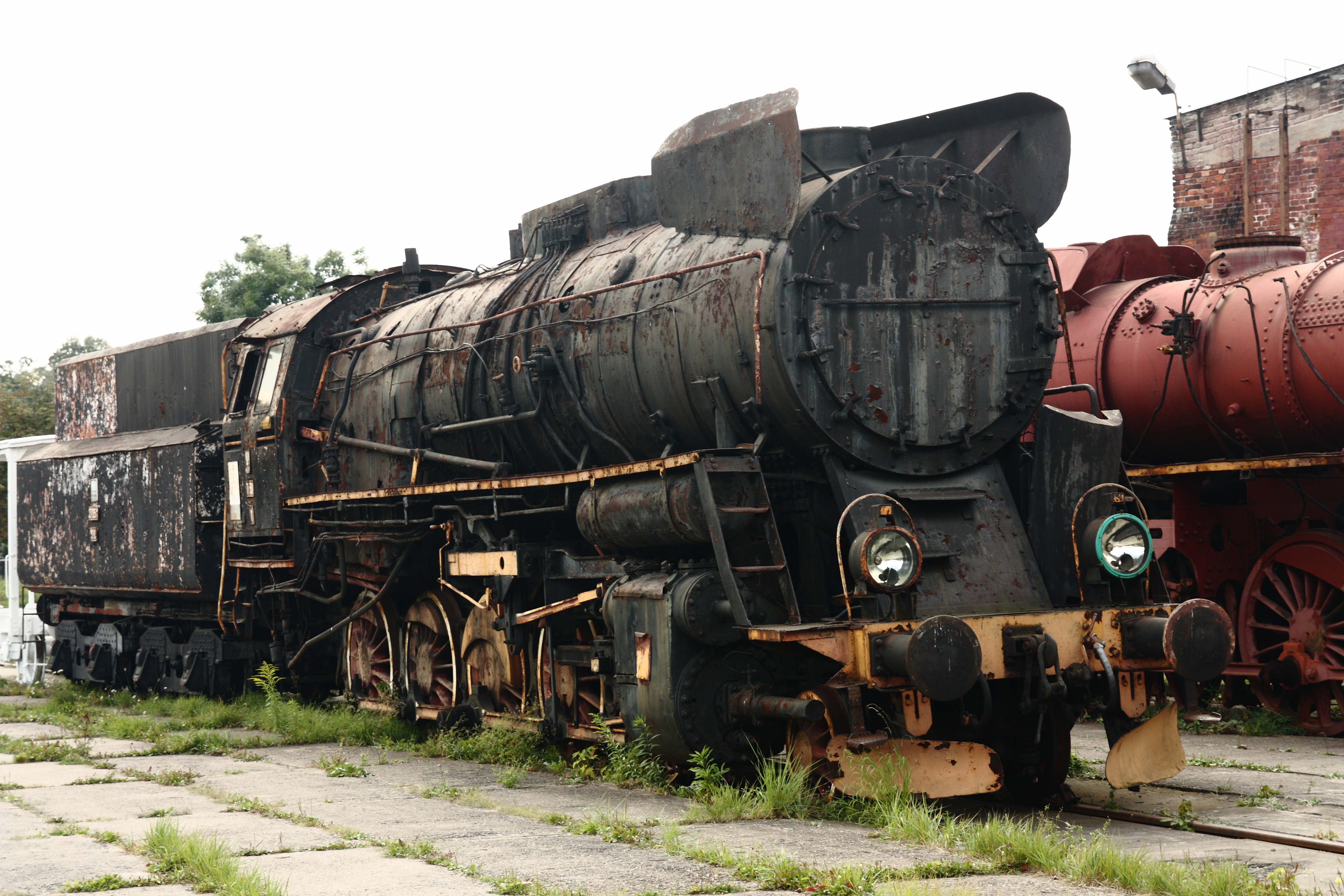
Parowóz Ty51-1 na terenie zabytkowej Parowozowni Skierniewice

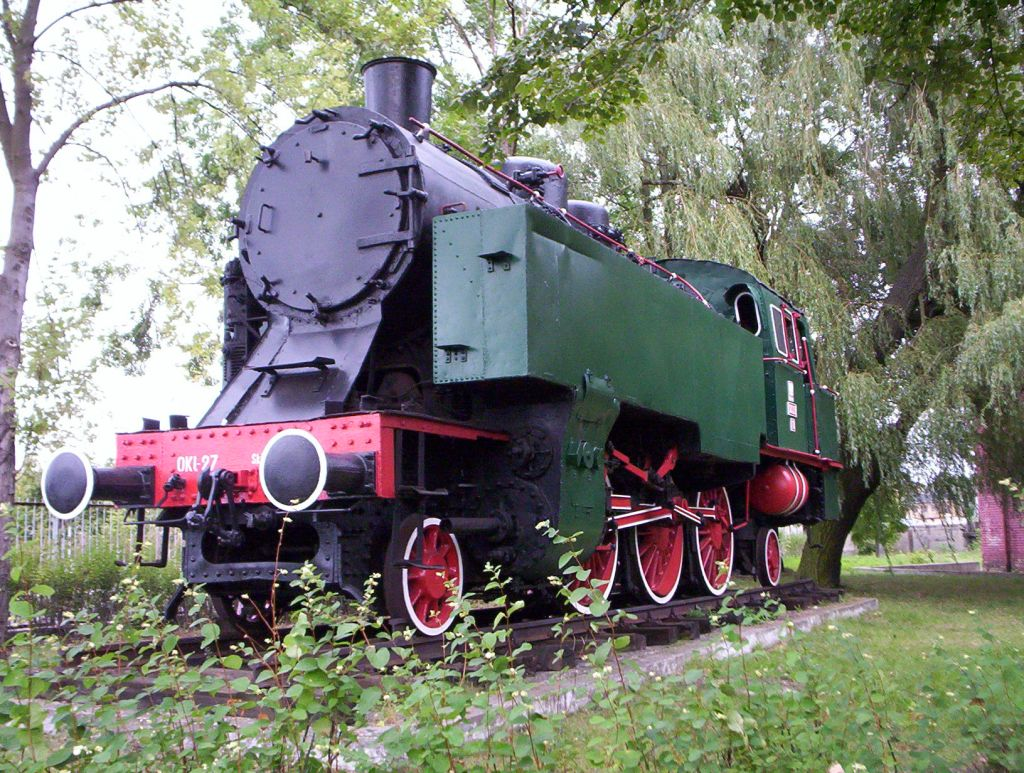
Parowóz OKl27-10 – pomnik przed skierniewicką parowozownią

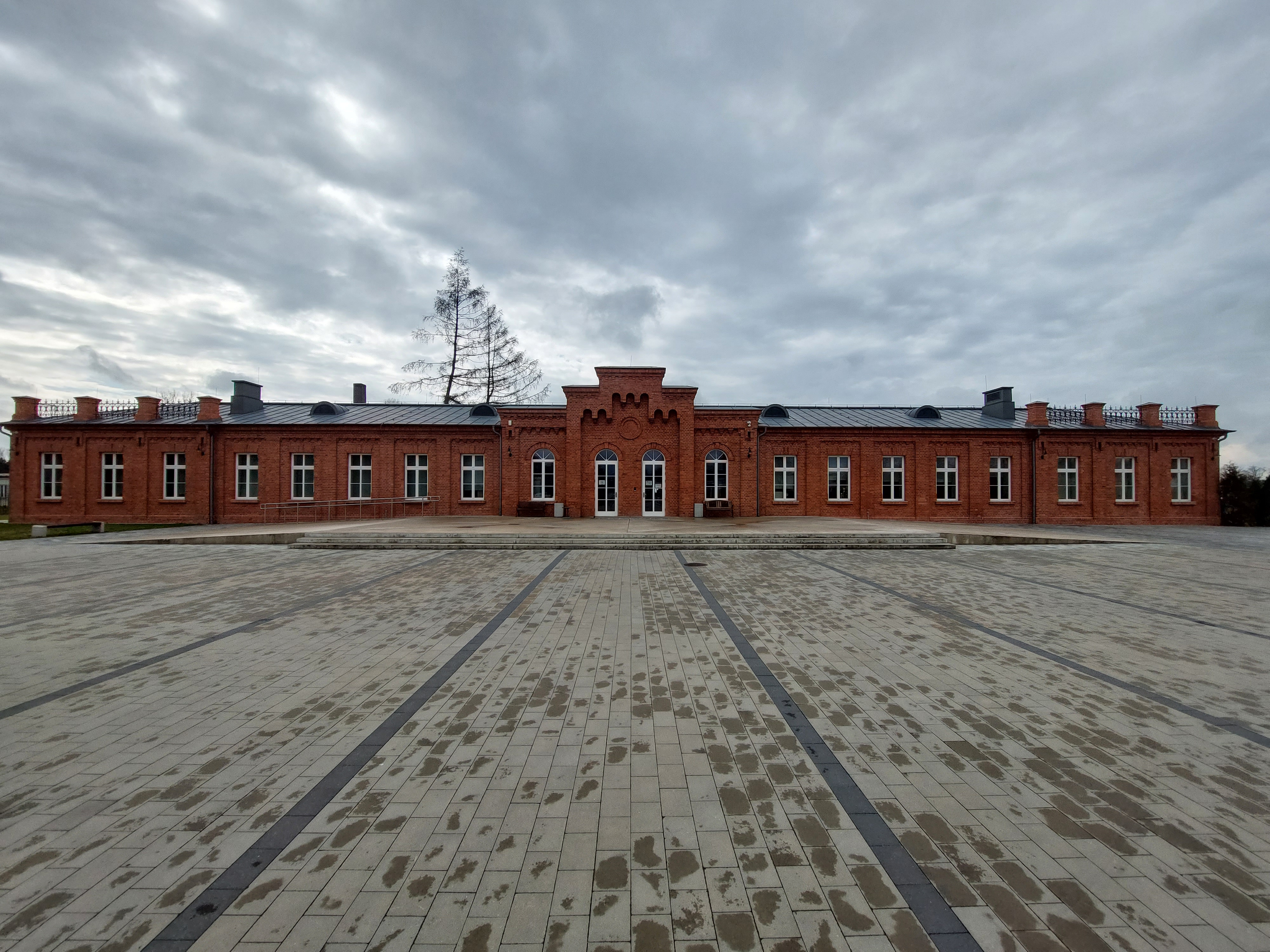
Muzeum Historyczne Skierniewic

W mieście znajduje się kilka muzeów.
- Muzeum Historyczne Skierniewic im. Jana Olszewskiego
- Izba Historii Skierniewic
- Polskie Stowarzyszenie Miłośników Kolei – Parowozownia Skierniewice
- Stowarzyszenie Tradycji 26 Skierniewickiej Dywizji Piechoty

### Towarzystwa Kulturalne
- Towarzystwo Przyjaciół Skierniewic – oddzielny artykuł
- Towarzystwo Przyjaciół Skierniewic i Okolic działające w latach 1936–1938

### SŚKOiW

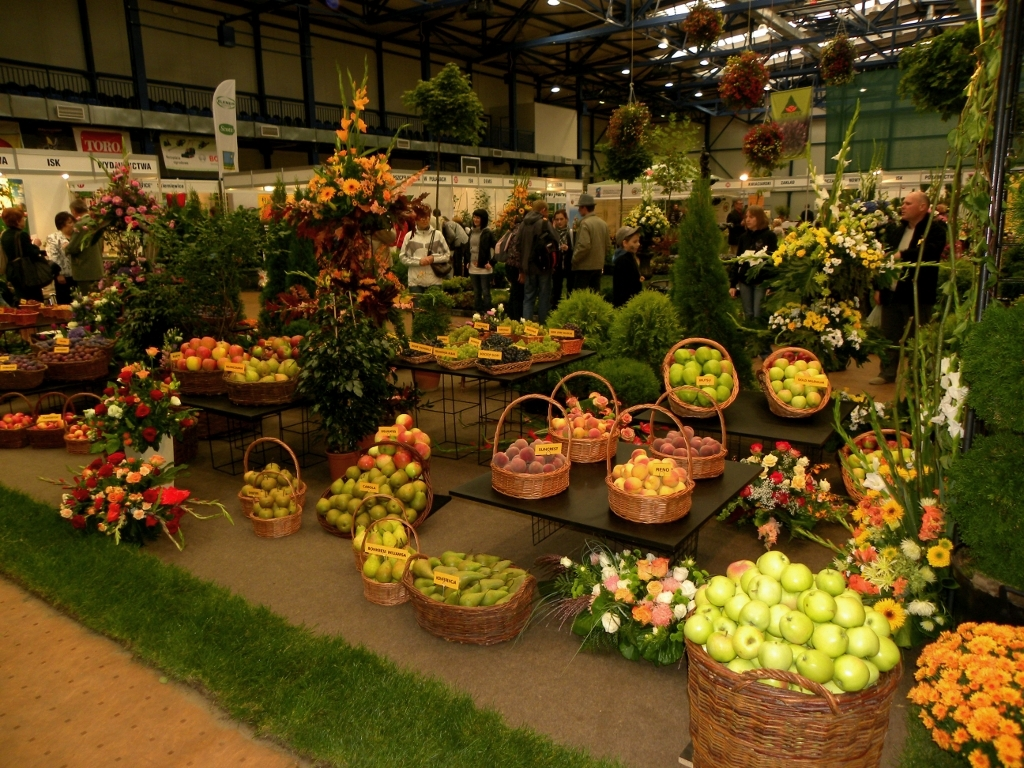
Skierniewickie Święto Kwiatów, Owoców i Warzyw

Skierniewickie Święto Kwiatów, Owoców i Warzyw – Ogólnopolskie Święto obchodzone od 24 września 1977 roku.

### Festiwale
- Rock May Festival

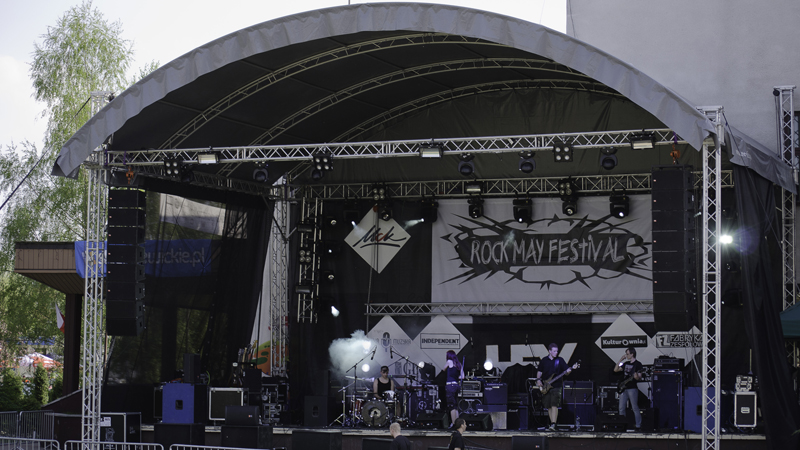
Rock May Festival w Skierniewicach

- Maj Syty Fest – festiwal muzyki alternatywnej
- Festiwal Muzyki Romantycznej
- Festiwal Muzyki Organowej i Kameralnej
- konwent fanów SkierCon[66] - festiwal fantastyki

### Chóry
- Chór „Amabile” przy kościele Św. Jakuba.
- Chór „Cantores Cordis Jesu” przy parafii Najświętszego Serca Pana Jezusa.

### Zespoły muzyczne
- Błękitni – polska grupa muzyczna
- Green Craft
- Drugi Tydzień

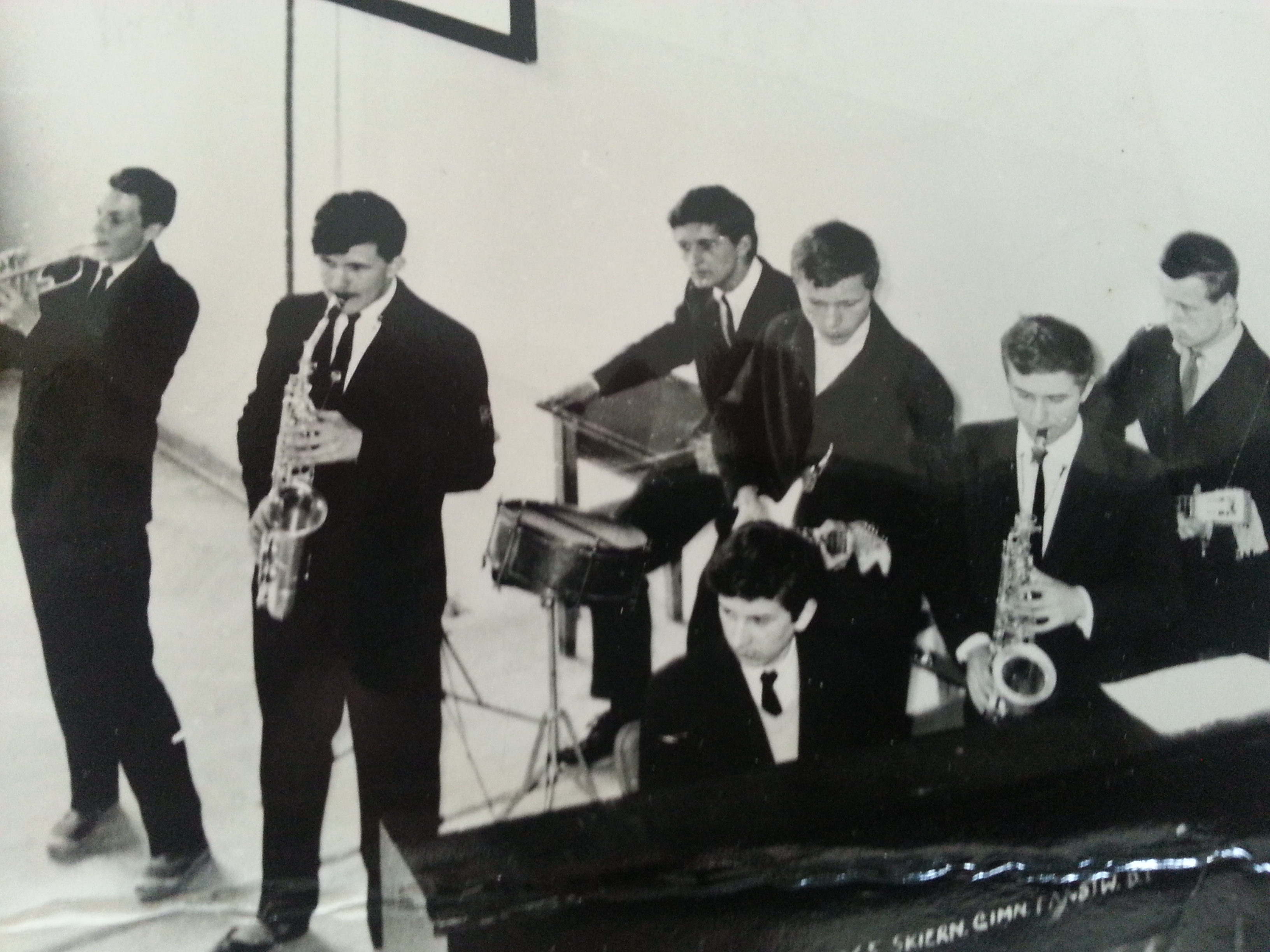
Grupa muzyczna Błękitni (1965 rok)

- W latach 1968–1985 funkcjonowały zespoły muzyczne Od A do Z, A4, Mieszczanie, Grupa Pająk, Echa Podziemia.

### Teatry i kina
- Kinoteatr Polonez

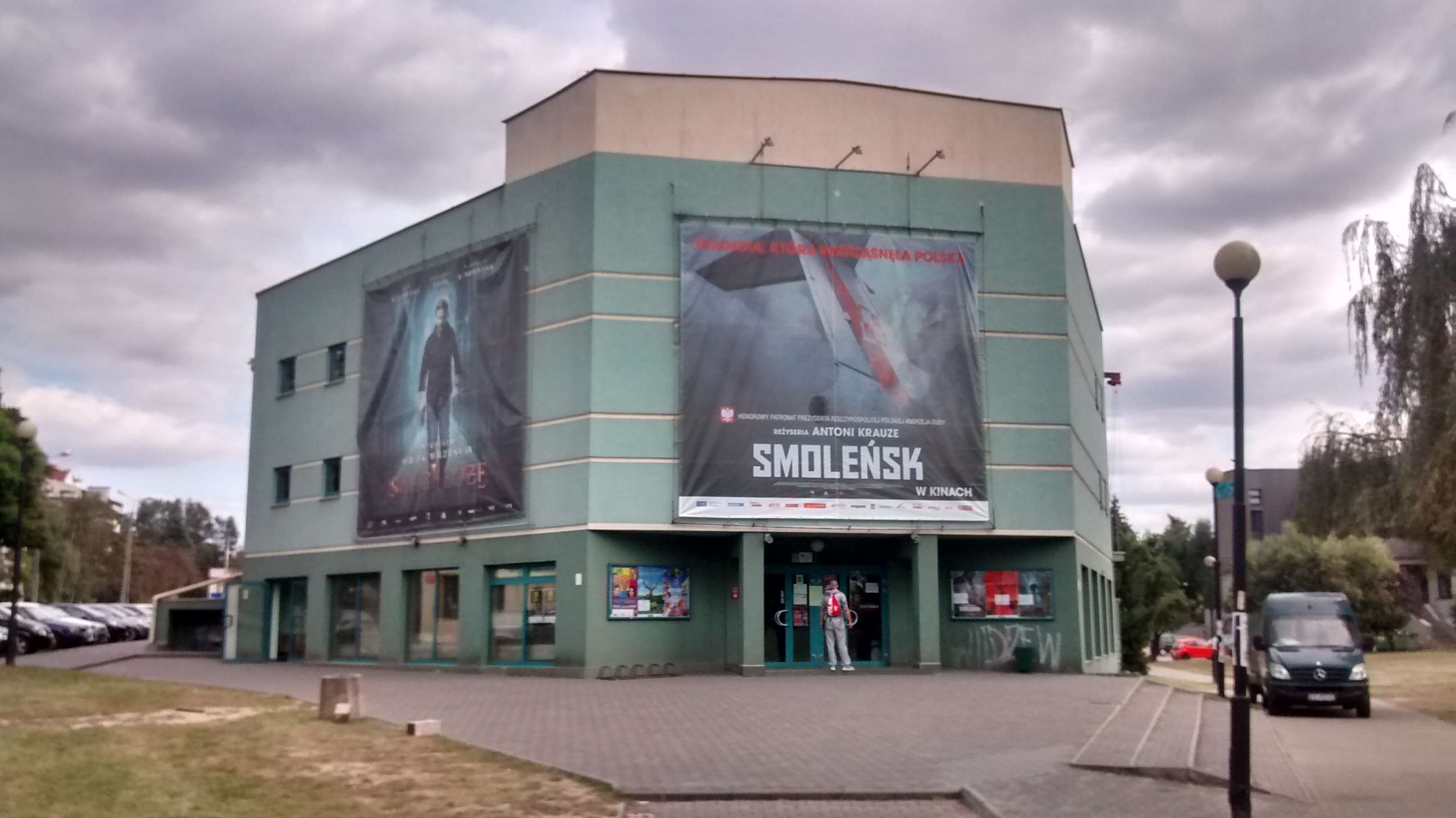
Kinoteatr Polonez

- Teatr Żydowski (zlikwidowany w 1909 r.)[67]
- Amfiteatr
- Kino Stolica – Pierwsze powojenne kino przy ul. Senatorskiej zamknięte i zlikwidowane na początku lat osiemdziesiątych XX wieku.

W okresie międzywojennym (1918–1939) istniały prywatne kina:
- Kino Kultura
- Kino „Muza”
- Kino Satyr
- Kino Oaza

Kina znajdowały się przy ul. Senatorskiej, w budynku starego dworca kolejowego oraz w Domu Sejmikowym.
Istniało jeszcze jedno kino przy jednostce wojskowej dostępne również dla mieszkańców Skierniewic.

### Działalność kulturalna
W mieście funkcjonuje kilka ośrodków kultury.
- Centrum Kultury i Sztuki w Skierniewicach
- Klub Oaza
- Klub Konstancja
- Klub Zacisze
- Klub Zgoda
- Klub Ustronie
- Klub ARA

W latach 1975–1998 w mieście działał Wojewódzki Dom Kultury (WDK), późniejszy Miejski Ośrodek Kultury.

## Promocja miasta
Od 1977 roku miasto Skierniewice promuje się poprzez Skierniewickie Święto Kwiatów Owoców i Warzyw oraz przez dwa instytuty: Instytut Sadownictwa i Kwiaciarstwa, Instytut Warzywnictwa.
Miasto promuje się hasłem: Stolica Nauk Ogrodniczych.

## Tężnia Solankowa
Tężnia Solankowa w Skierniewicach, oddana do użytku w lipcu 2023 roku na osiedlu Widok pomiędzy ulicami Szarych Szeregów i Wańkowicza.
Tężnia zbudowana z drewna metodą ciesielską bez użycia gwoździ, ponieważ woda solankowa powoduje bardzo szybką korozję metalu. 
Wymiary tężni wynoszą 10 metrów długości i 5 metrów szerokości.
W tężni powstaje specyficzny mikroklimat, który przypomina powietrze nad morzem. Bogaty w mikroelementy m.in. w dolegliwościach układu oddechowego.

## Sport i rekreacja

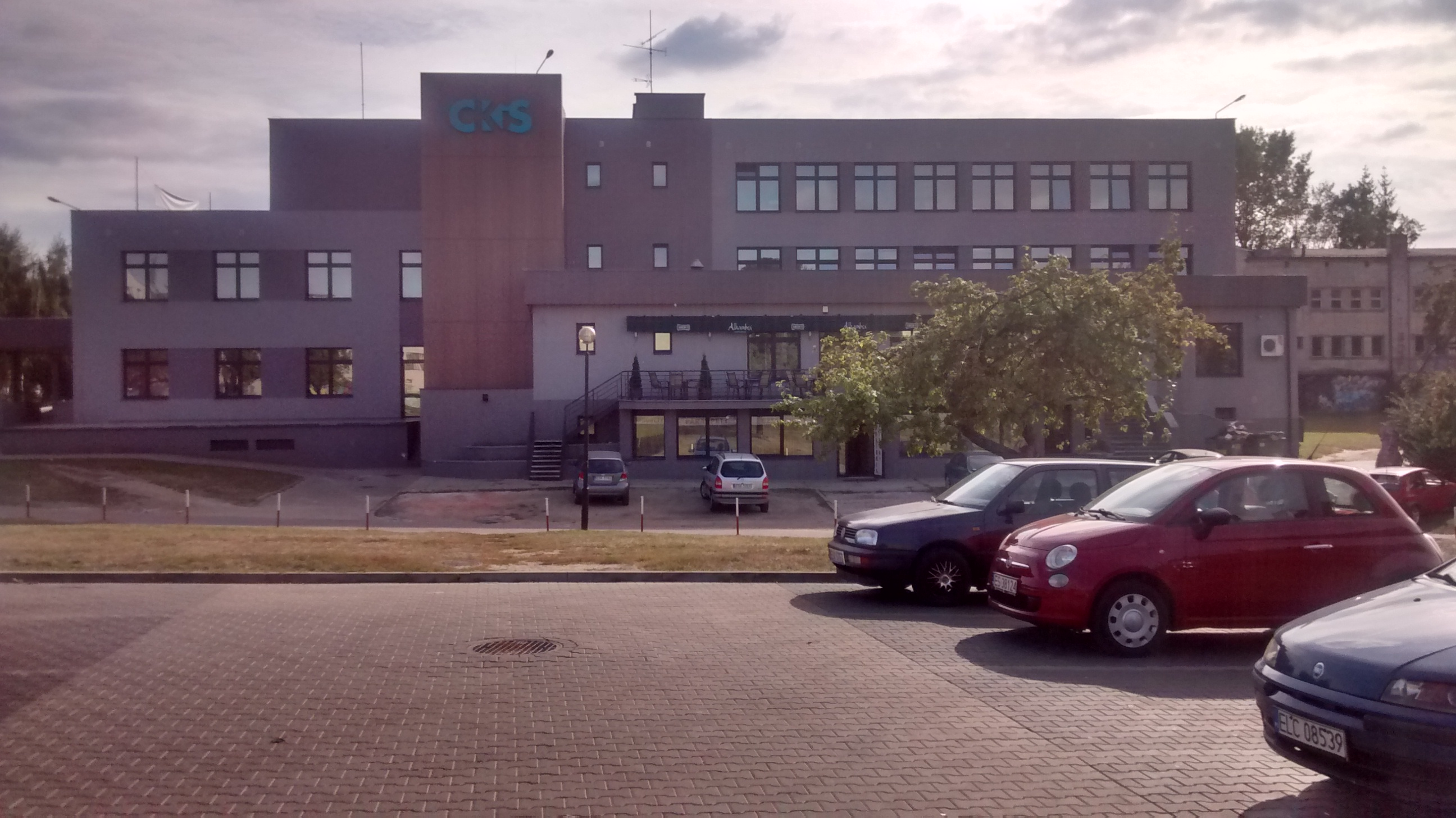
Budynek Centrum Kultury i Sztuki

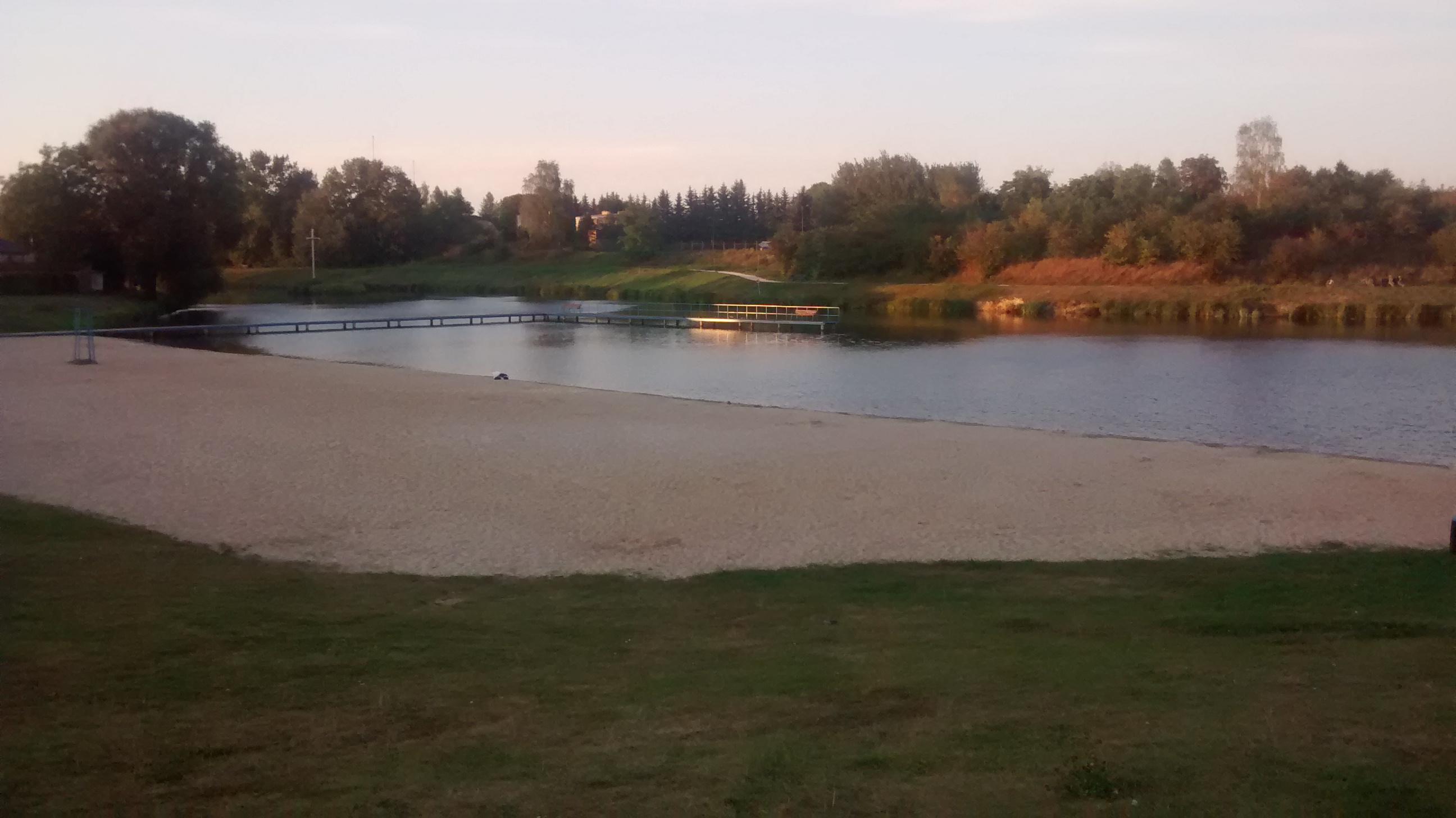
Plaża nad Zalewem Zadębie (wrzesień 2016)

W Skierniewicach znajdują się trzy hale sportowe, dwa stadiony miejskie, dwa skateparki, duży zalew, basen kryty, a także korty tenisowe na os. Widok. W okresie zimowym funkcjonuje lodowisko, które mieści się przy ulicy Bolesława Prusa 6A, natomiast w okresie letnim nad zalewem „Zadębie” organizowane są różnego rodzaju imprezy takie jak maraton, siatkówka plażowa, kajakarstwo. W Skierniewicach odbyła się pierwsza Polska edycja łącząca Karate i Judo pod hasłem " Sztuki Walki Nas Łączą - Budo".
Poniżej lista budowli przeznaczonych do sportu i rekreacji:
| - Stadion MKS Unia - Stadion MLKS Widok - Stadion do hokeja na trawie - Hala sportowa nr 1 - Hala sportowa nr 2 - Hala sportowa nr 3 | - Kort tenisowy na Osiedlu Widok - Kort tenisowy przy ul. Pomologicznej - Zbiornik Wodny Zadębie - Basen kryty (Pływalnia miejska Nawa) - Skatepark na osiedlu Widok - Skatepark nad zalewem |

### Kluby sportowe
| - MLKS Sorento Zadębie Skierniewice – piłka nożna - UMKS Unia Skierniewice – piłka nożna - MKS Ósemka Skierniewice koszykówka (II liga) - MLKS Widok Skierniewice – piłka nożna - MMKS Wojownik Skierniewice – judo - Vis Skierniewice – siatkówka - Legion Skierniewice – tenis stołowy | - KS Piątka Skierniewice – szachy - Nawa Skierniewice – pływanie - Skierniewicki Klub Karate Kyokushinkai - MMA Skierniewice - Kolarski Klub Sportowy Sprint Skierniewice - MKS Ósemka – klub koszykówki |

### Siłownie plenerowe

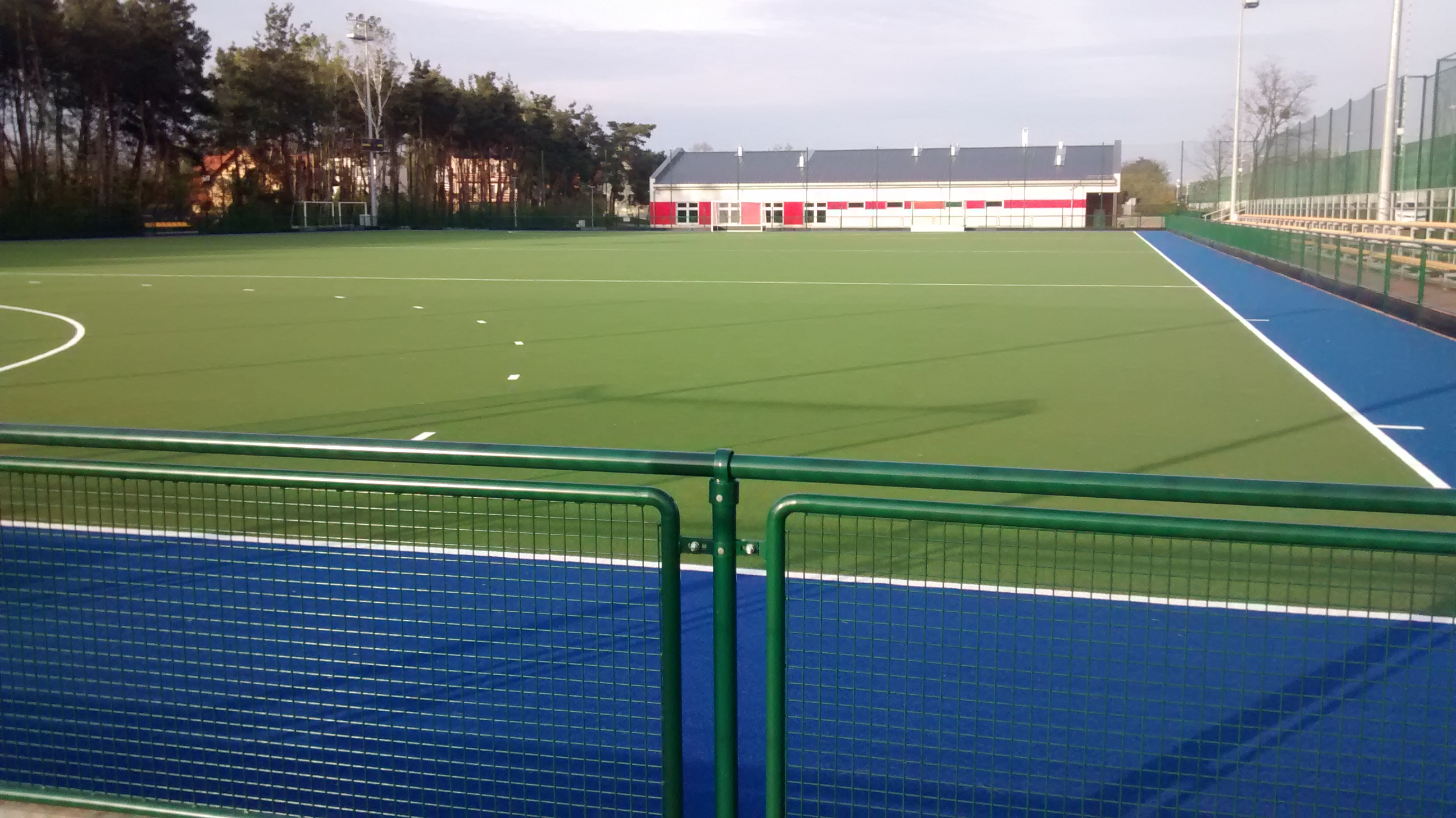
Stadion hokeja na trawie w Skierniewicach

Miasto posiada dziesięć siłowni plenerowych usytuowanych przy ulicach:
- Konopnickiej
- Konwaliowej
- Podkładowej
- Podmiejskiej
- Podrzecznej
- Północnej
- Rawskiej
- Sikorskiego
- Szarych Szeregów
- Sobieskiego

### Place zabaw
W mieście istnieje 13 placów zabaw dla dzieci i młodzieży.
- Osiedle Widok: ul. Tetmajera, Szarych Szeregów, Iwaszkiewicza
- Osiedle Rawka: ul. Domarasiewicza, Sulińskiego
- Osiedle Zadębie: ul. Siostry F. Kowalskiej, Konwaliowa, Sikorskiego
- Osiedle Makowska: ul. W. Sikorskiego
- Centrum: ul. Mszczonowska, Sobieskiego, Kopernika, Żwirki.

Źródło: Place zabaw UM Skierniewice

### Ośrodek Sportu i Rekreacji

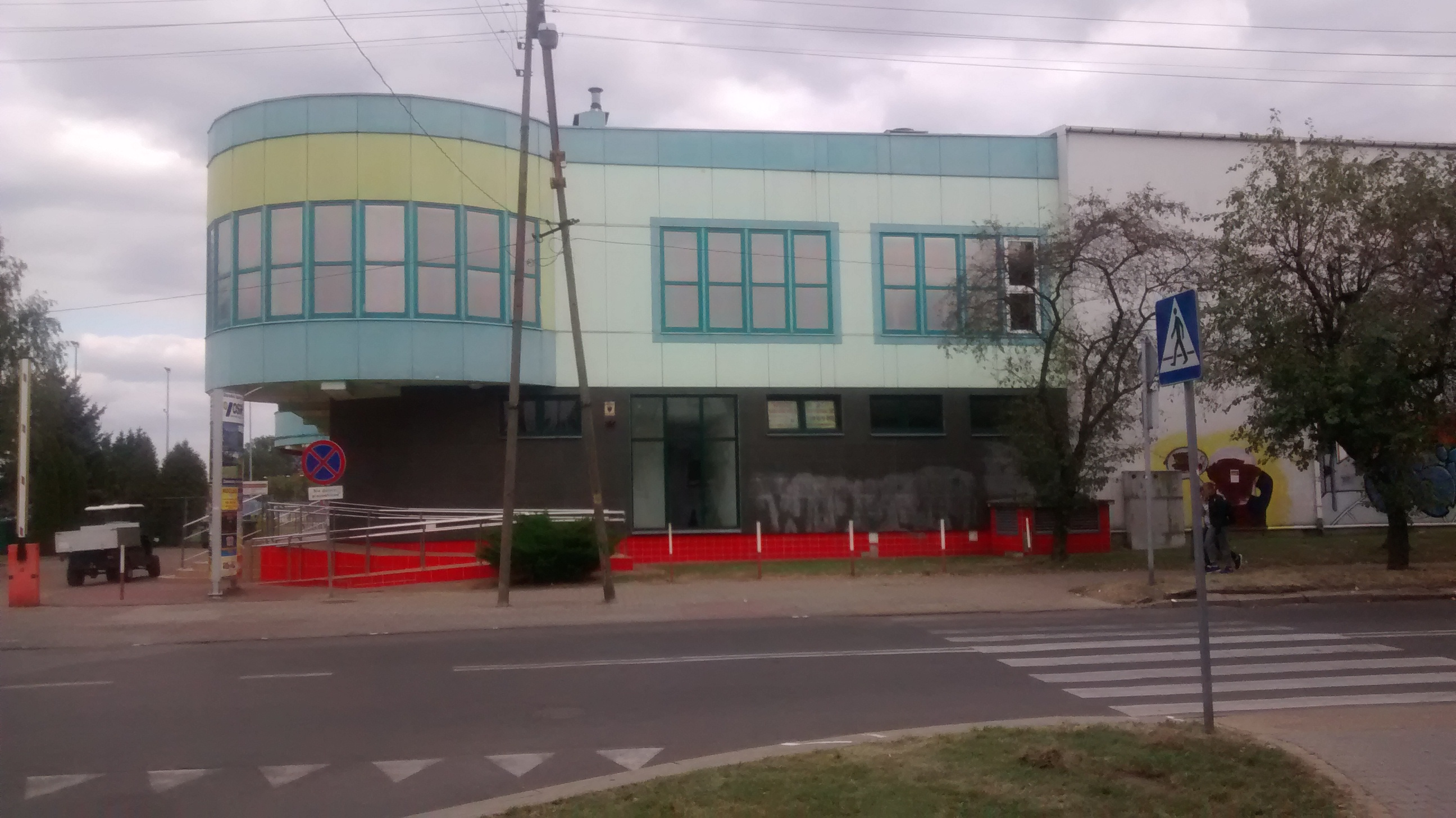
Ośrodek Sportu i Rekreacji przy ul. Pomologicznej

Ośrodek Sportu i Rekreacji w Skierniewicach posiadający liczne obiekty sportowe na terenie miasta.

### Ścieżki rowerowe
W granicach miasta funkcjonuje około 15 km ścieżek rowerowych prowadzonych w pasach drogowych (poza jezdnią). Układ ścieżek rowerowych jest w dużej mierze wynikiem realizacji i modernizacji układu drogowego.

### Informacja turystyczna
Informacja turystyczna Skierniewic znajduje się w Urzędzie Miasta Skierniewic oraz w Bibliotece Miejskiej przy ul. Mszczonowskiej 43a.

## Bulwar Przyjaźni

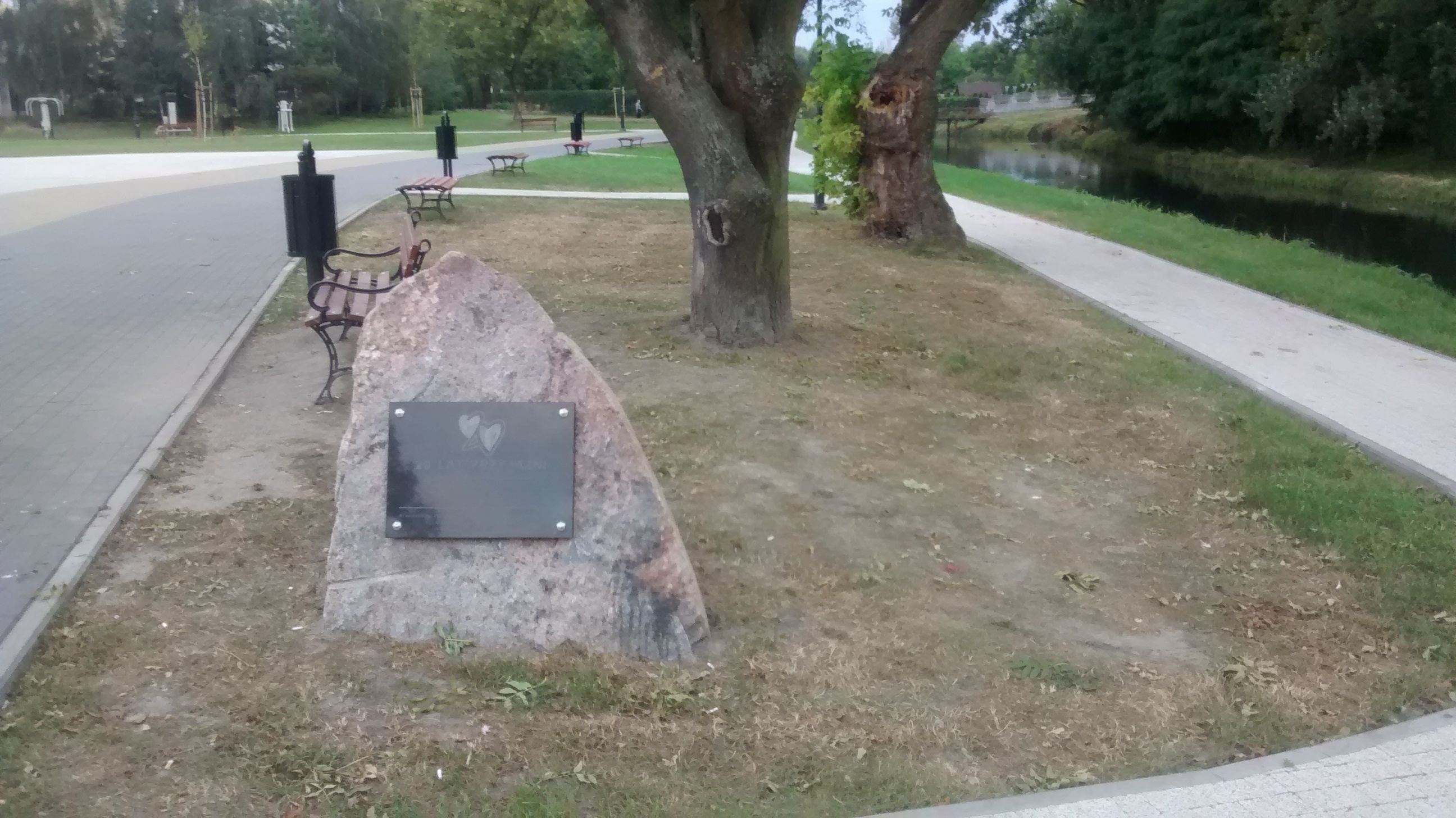
Bulwar Przyjaźni

Bulwar Przyjaźni – ścieżka pieszo rowerowa o długości ponad czterech kilometrów łącząca Park Miejski z Zalewem Zadębie. Bulwar położony wzdłuż Rzeki Łupia. Przy ul. Rzecznej powstała siłownia na dworze obok kościoła Św. Jakuba. Wzdłuż bulwaru zamontowane oświetlenie. Bulwar będzie posiadał 36 miejsc parkingowych w tym dwa dla osób niepełnosprawnych.
Nazwa Bulwar Przyjaźni nosi nazwę w rocznicę podpisania „aktu zbratania” z francuskim miastem Chatelaillon-Plage.

## Szlaki rowerowe i piesze
W mieście i okolicach Skierniewic istnieje kilka szlaków i ścieżek rekreacyjnych rowerowych i pieszych.
- Szlak starych dworków zaczynający się w Skierniewicach, przebiegający przez dzielnice Rawka oraz przez miejscowości Puszcza Mariańska, Doleck, Stara Rawa, Trzcianna. Długość ścieżki rowerowej wynosi około 61 km.
- Szlak „Ptaki okolicy Skierniewic” – Szlak zaczyna się w Skierniewicach, następnie prowadzi do Lipiec Reymontowskich, Rogowa, kończy się w Skierniewicach. Długość szlaku wynosi około 48 km.
- Szlak „Śladami Władysława Reymonta” – Skierniewice, Lipce Reymontowskie, Rogów, Słupia, Godzianów, Skierniewice. Długość szlaku wynosi około 57 km.
- Szlak Skierniewice, Rawka dworzec kolejowy, Nieborów. Długość szlaku wynosi około 20 km. Szlak prowadzi przez Bolimowski Park Krajobrazowy.
- Szlak łącznikowy – długość około 20 km. Szlak zaczyna się w Strobowie (ptasi azyl), Żelazna, Zapady.
- Ścieżka piesza zaczynająca się od dworca kolejowego Skierniewice Rawka do Radziejowic przez Budy Grabskie, Leśniczówkę Bolimowską (tartak), Żyrardów, Radziejowice. Długość ścieżki wynosi około 44 km.
- „Szlak walk nad Rawką” – szlak pieszy zaczynający się od miejscowości Kamion prowadzący przez Budy Grabskie do Bolimowa. Trasa piesza prowadzi przez Bolimowski Park Krajobrazowy. Na szlaku można zobaczyć bunkry, wykopy, pozostałości po II wojnie światowej.

## Media lokalne

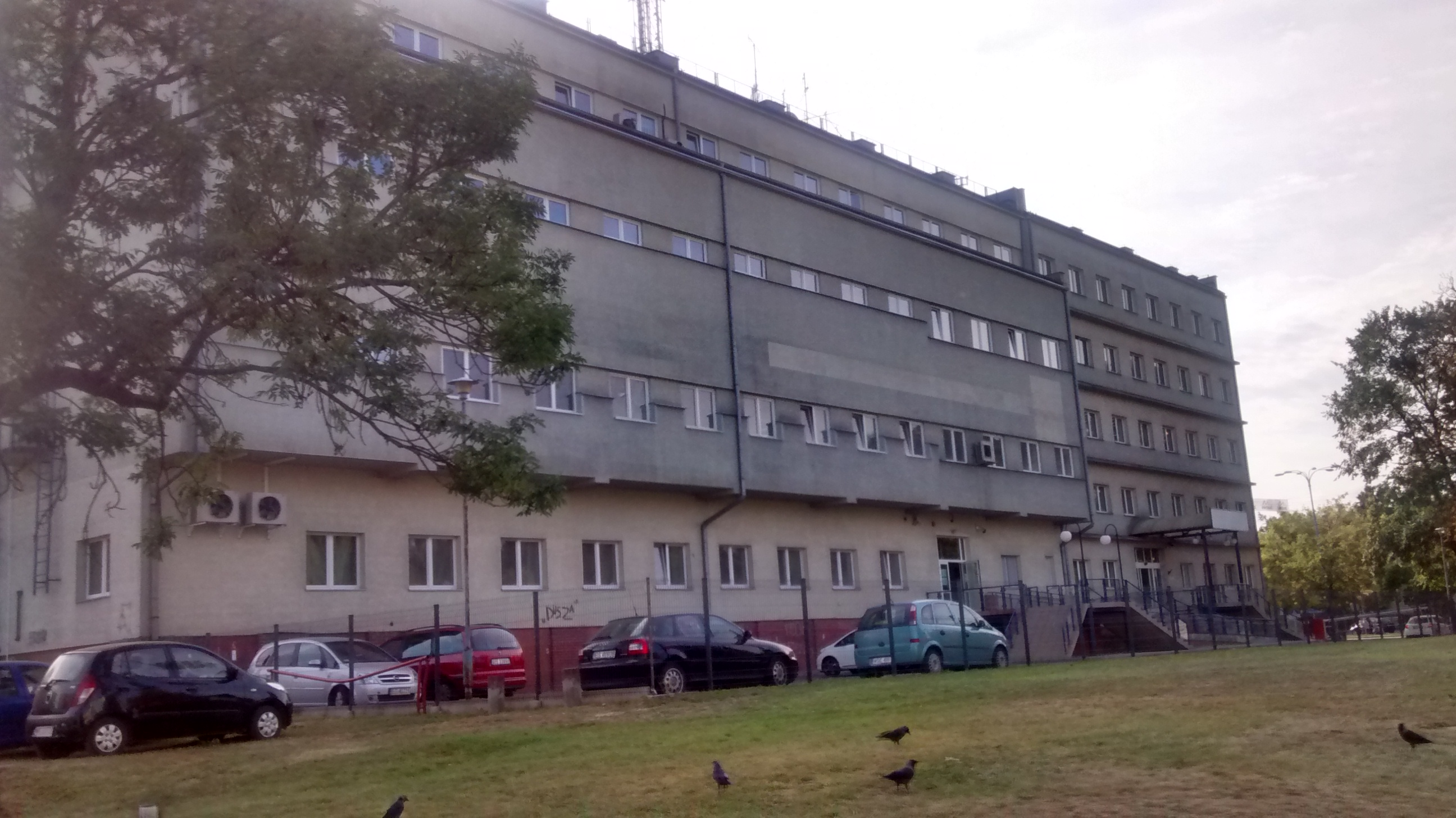
Budynek Telekomunikacji Orange (dawniej Telekomunikacji Polskiej)

### Radio

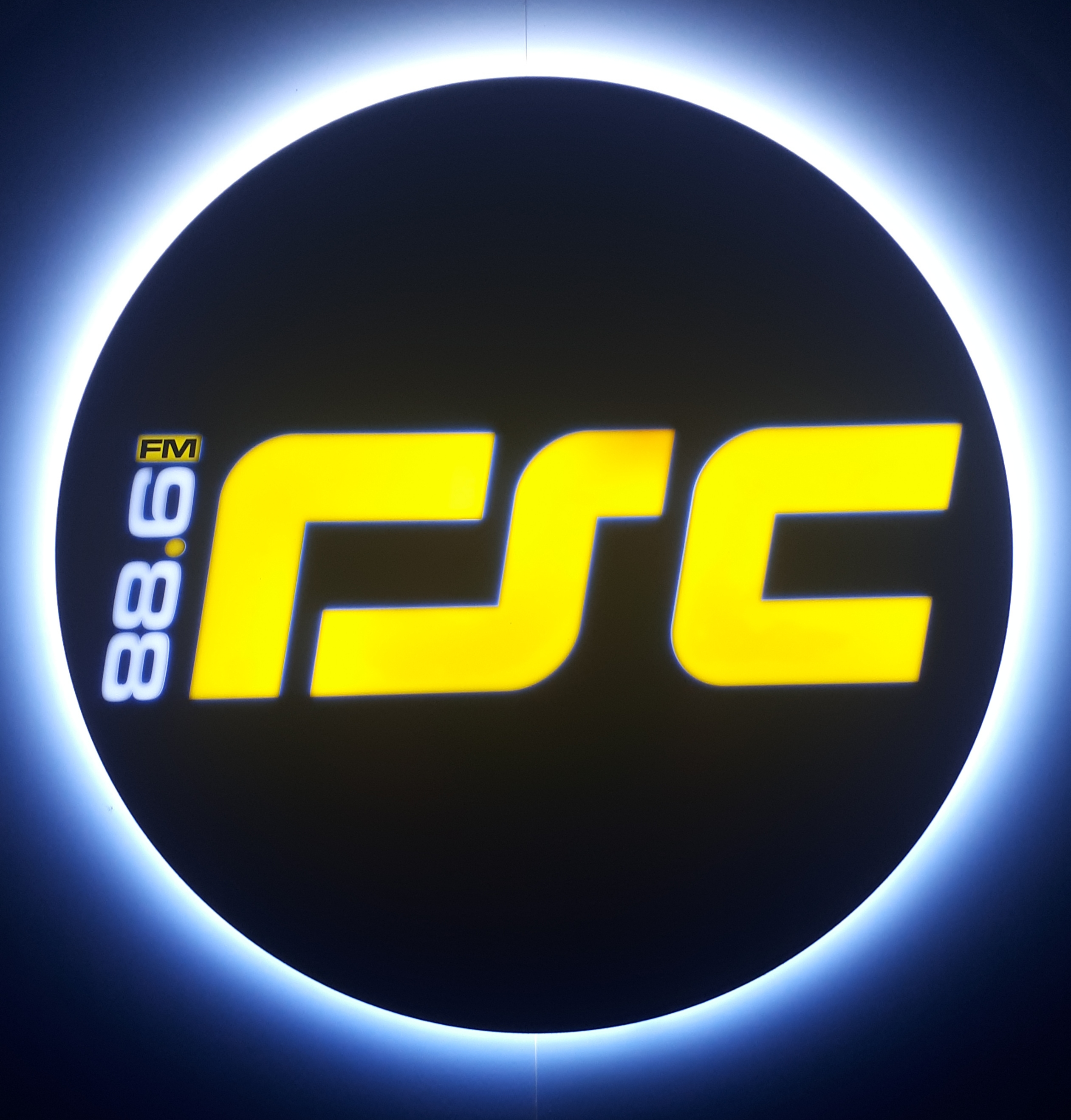
Radio RSC

- Radio RSC – skierniewicka rozgłośnia radiowa – częstotliwość 88,6 FM[76].
- Radio Victoria „Między Łodzią a Warszawą” – regionalna rozgłośnia, która ma swoją lokalną redakcję przy ulicy Sienkiewicza w Skierniewicach; częstotliwość 96,7 FM[77].
- Radio Niepokalanów – katolicka rozgłośnia radiowa działająca w byłym woj. skierniewickim. Jeden z nadajników znajduje się w Skierniewicach-Bartniki; częstotliwość 98,6 FM[78].

### Gazety lokalne

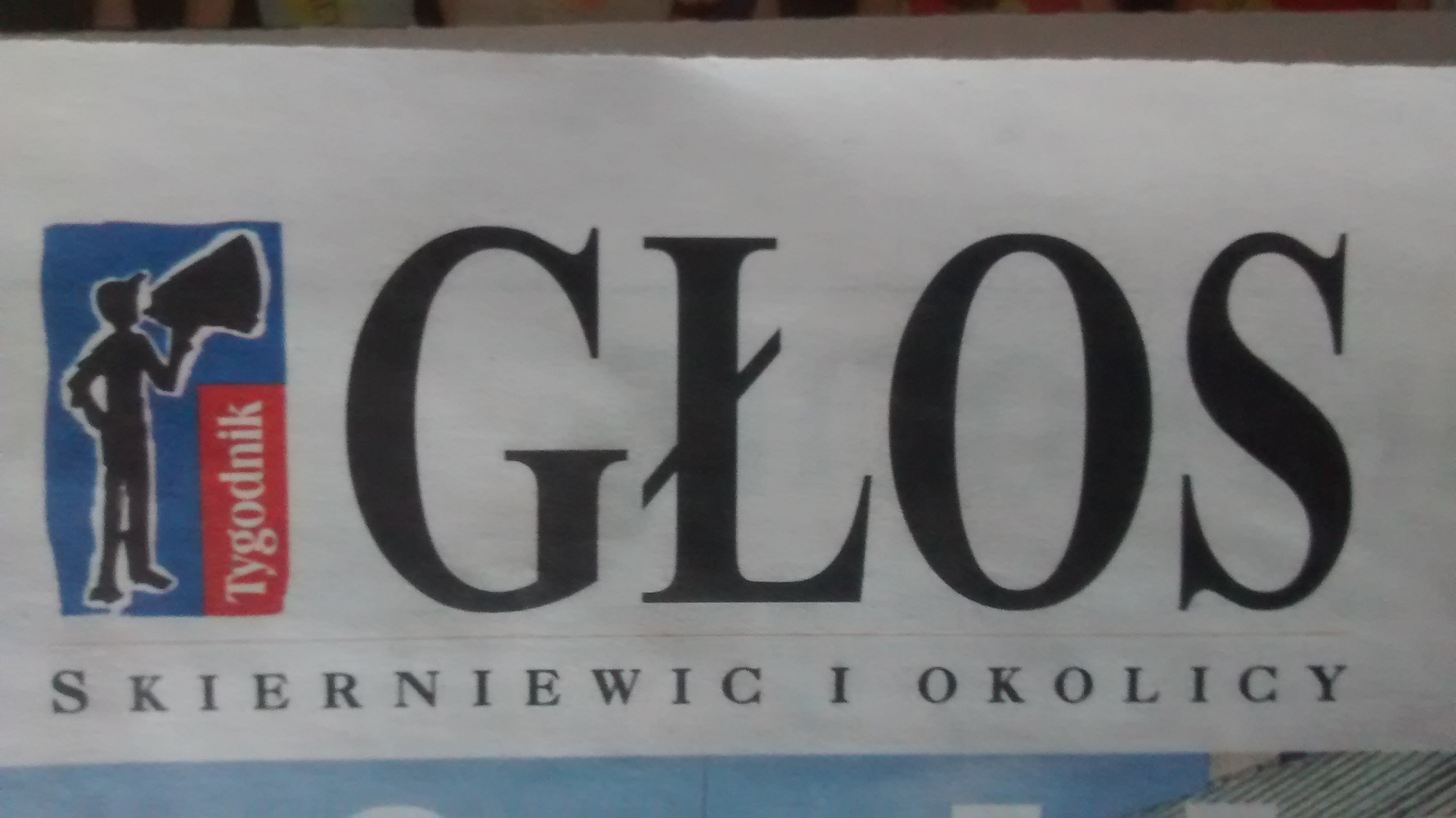
Głos Skierniewic i okolicy – gazeta lokalna

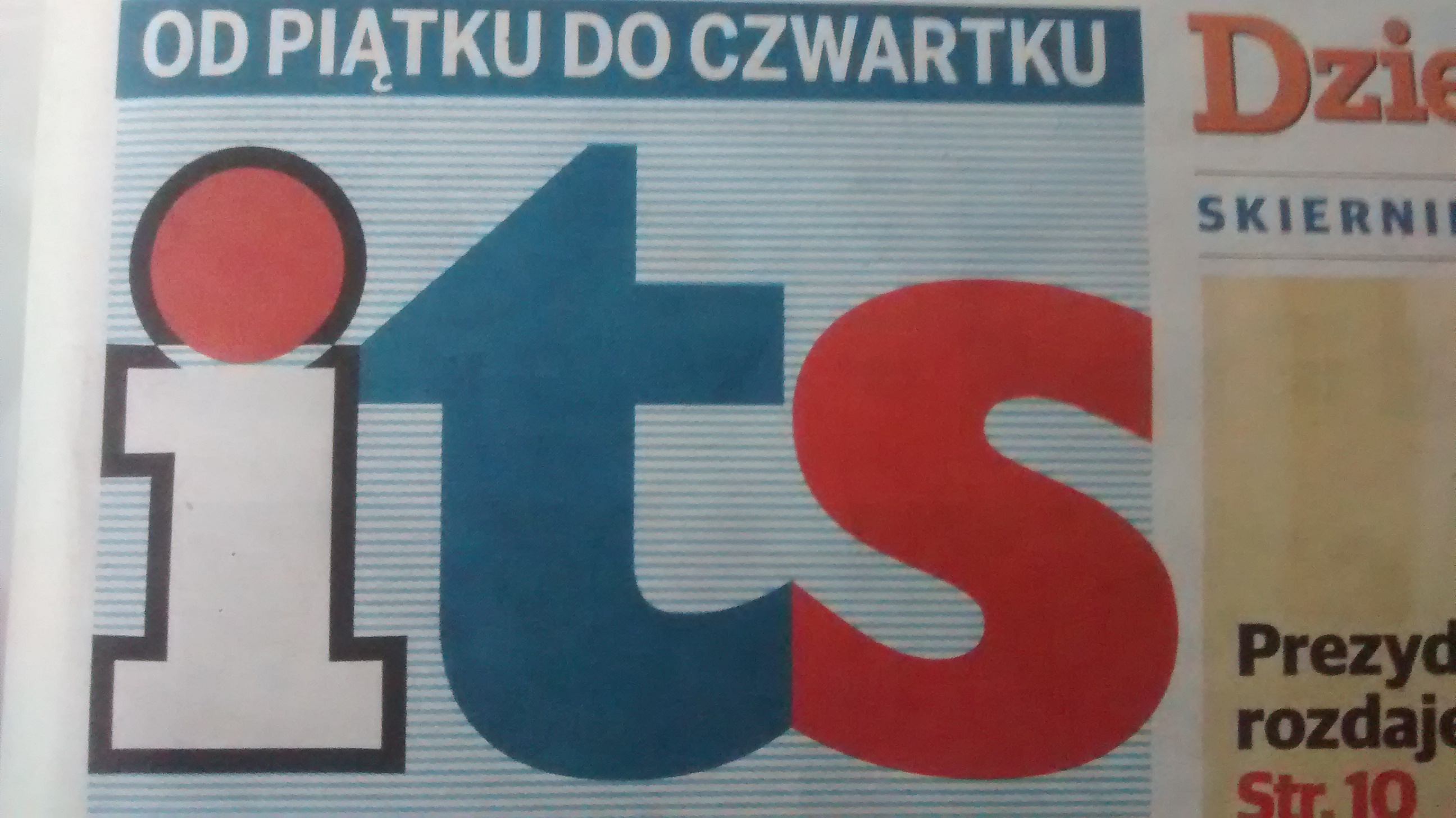
Informator Tygodniowy Skierniewic – gazeta lokalna

- ITS (Informator Tygodniowy Skierniewic)
- Gazeta Skierniewicka
- Głos Skierniewic i okolicy[79]
- Twój Kurier Regionalny[80]

W latach 1930–1939 wychodziły nieregularnie dwie gazety lokalne:
- Gazeta Skierniewicka
- Głos Skierniewic i Okolicy

W obydwu gazetach poruszano sprawy lokalne nie pomijając problemów miasta i jego mieszkańców.
Ukazywał się również Dziennik Urzędowy Starostwa Powiatowego publikując urzędowe wiadomości lokalne.

### Portale internetowe
- skierniewice.naszemiasto.pl
- skierniewice24.pl
- eglos[82]
- iskierniewice[83]
- infoskierniewice[84] – serwis o M. Skierniewice i powiecie skierniewickim
- Niezależny Portal Internetowy - Webiko Skierniewice

## Religia

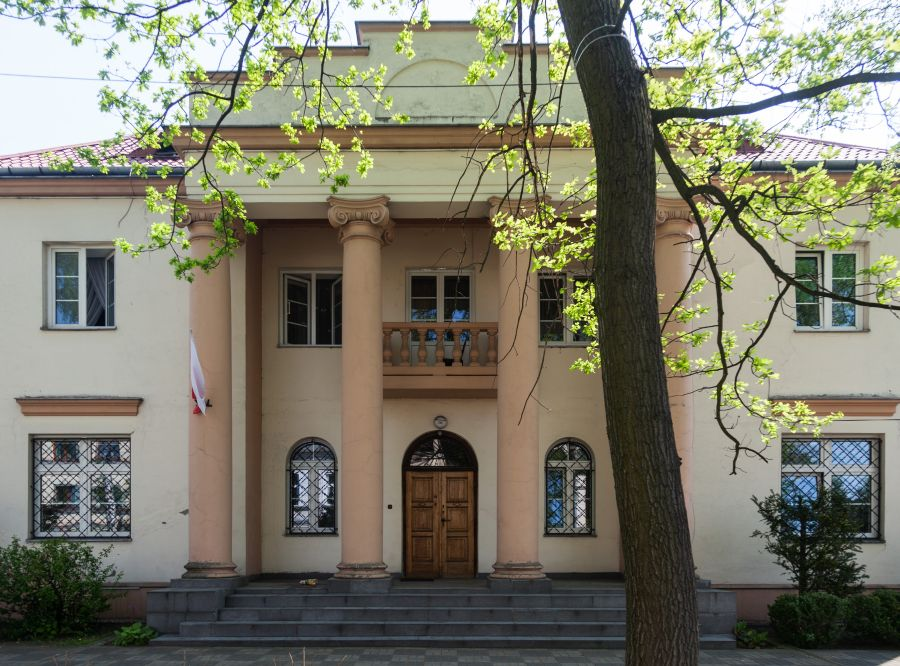
Dom parafialny Św. Jakuba kościoła Świętego Jakuba

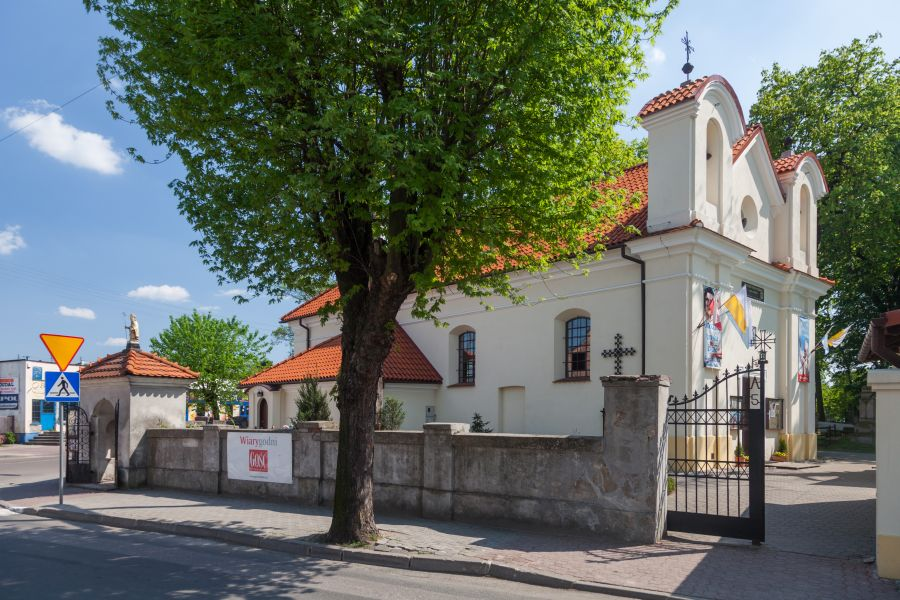
Kościół parafialny św. Stanisława BM

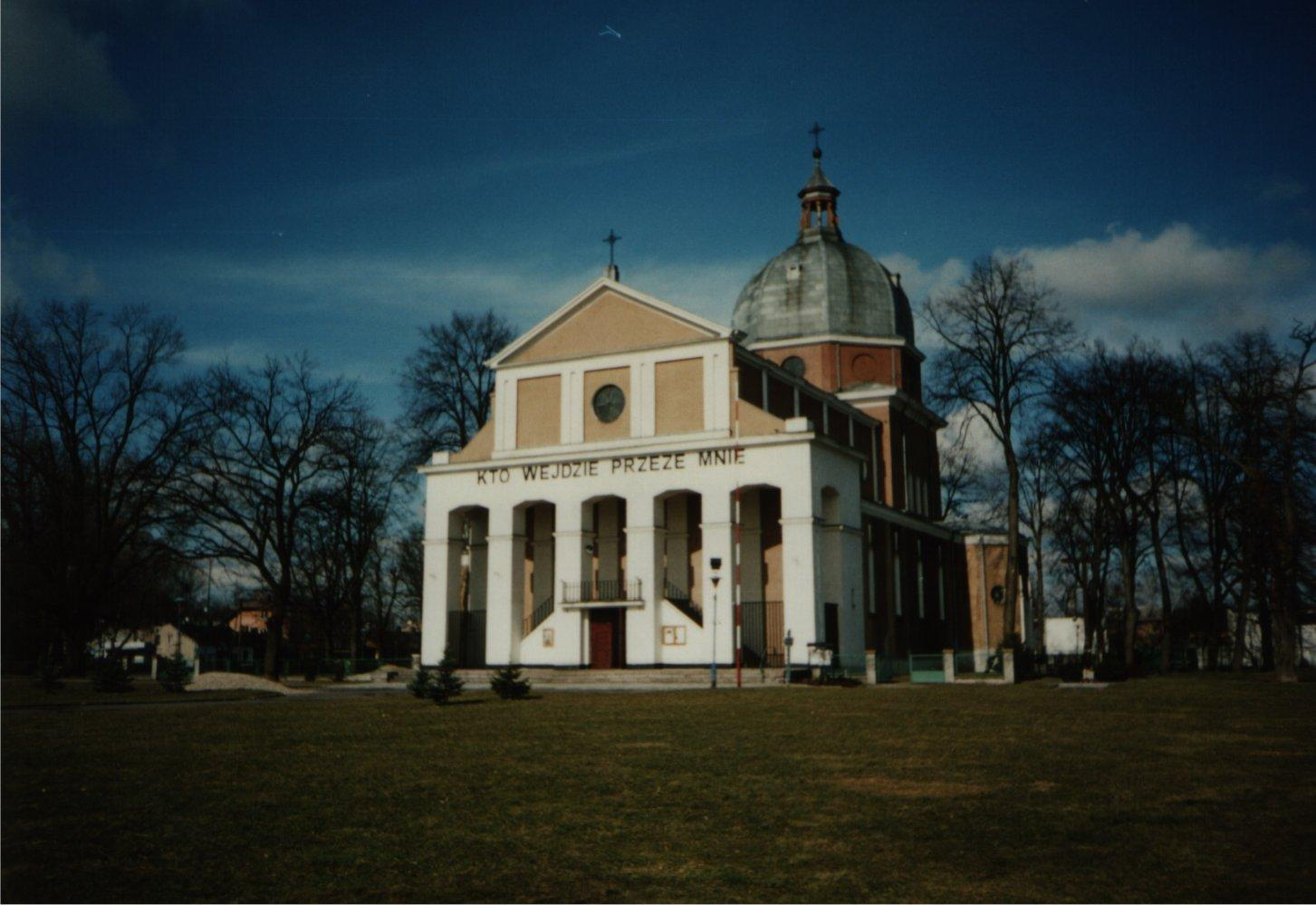
Kościół garnizonowy (dawna cerkiew)

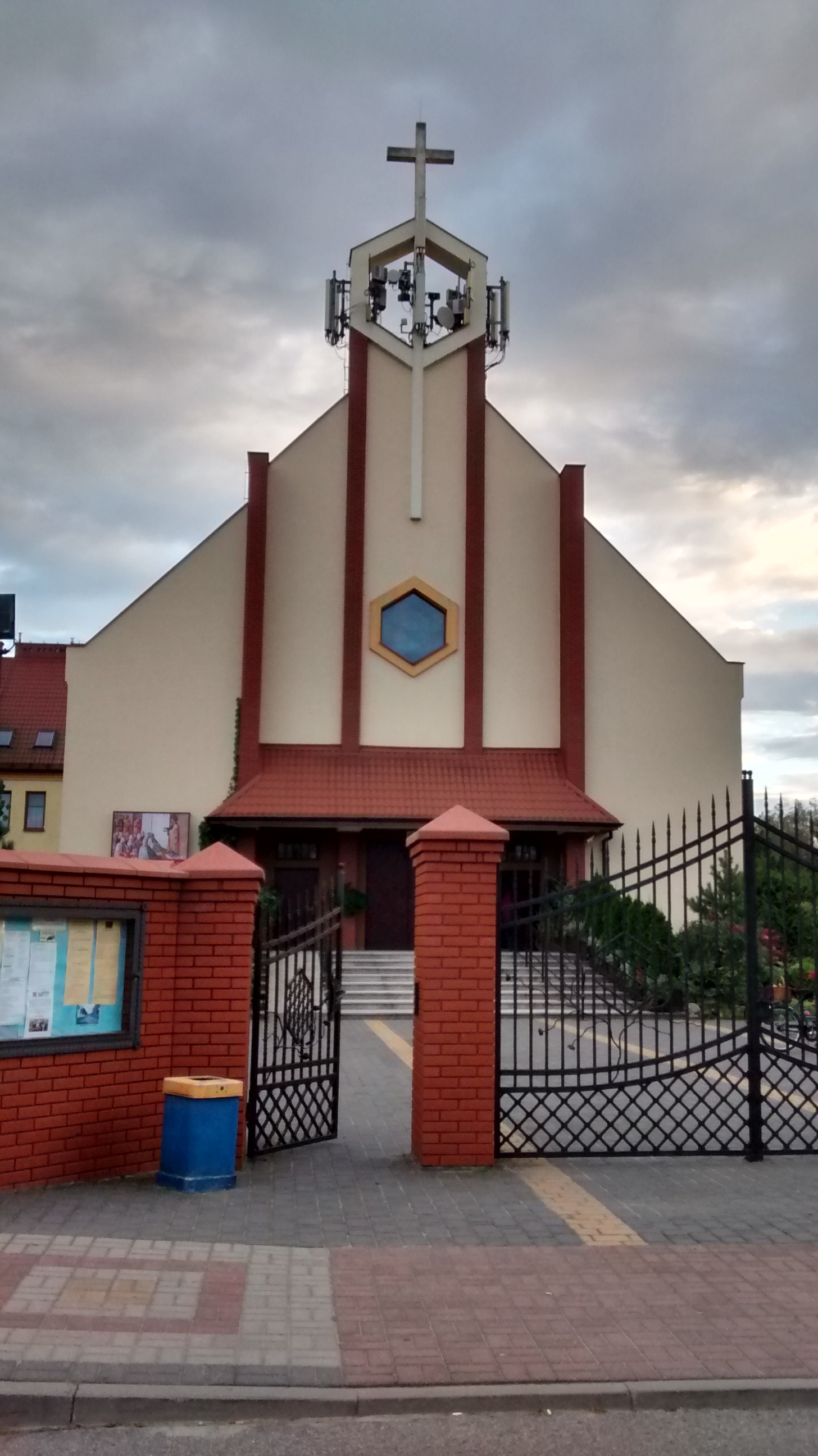
Kościół Miłosierdzia Bożego w dzielnicy Zadębie

### Wspólnoty wyznaniowe
Na terenie miasta działalność religijną prowadzą:
- Kościół rzymskokatolicki:
  - parafia św. Józefa Oblubieńca NMP[85]
  - parafia Najświętszego Serca Pana Jezusa[85]
  - parafia św. Jakuba Apostoła (kościół Świętego Jakuba)[86]
  - parafia św. Stanisława BM (kościół św. Stanisława)[85]
  - parafia Miłosierdzia Bożego[85]
  - parafia Niepokalanego Serca Najświętszej Maryi Panny[85]
  - parafia wojskowa Wniebowzięcia Najświętszej Maryi Panny (kościół Wniebowzięcia Najświętszej Maryi Panny)[87]
  - Siostry Apostolinki[88]
- Kościół greckokatolicki:
  - placówka duszpasterska w Skierniewicach[89]
- Kościół Boży w Chrystusie:
  - Zbór „Agape”[90]
- Świadkowie Jehowy:
  - zbór Skierniewice (Sala Królestwa na ul. Sienna 7A)[91].

### Cmentarze

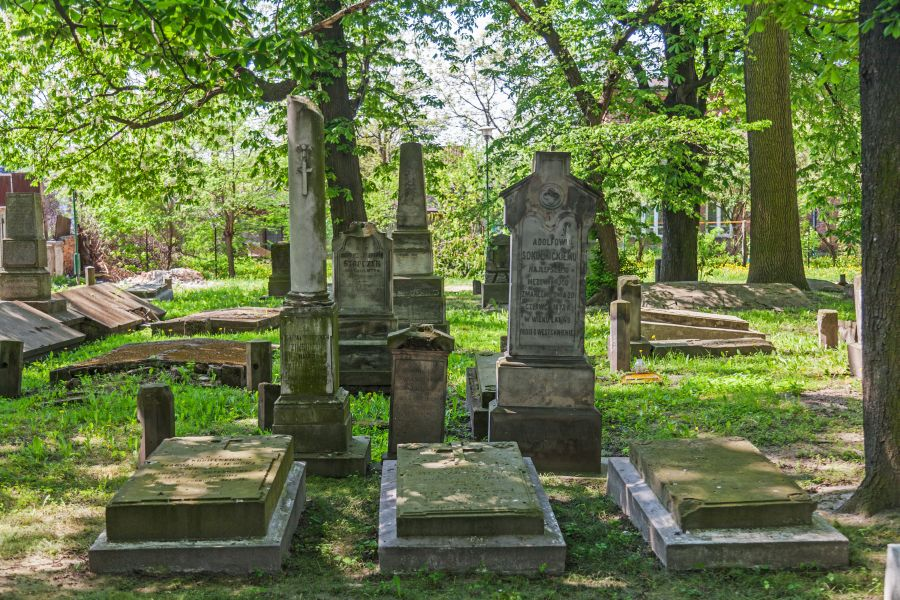
Zabytkowy cmentarz św. Rocha

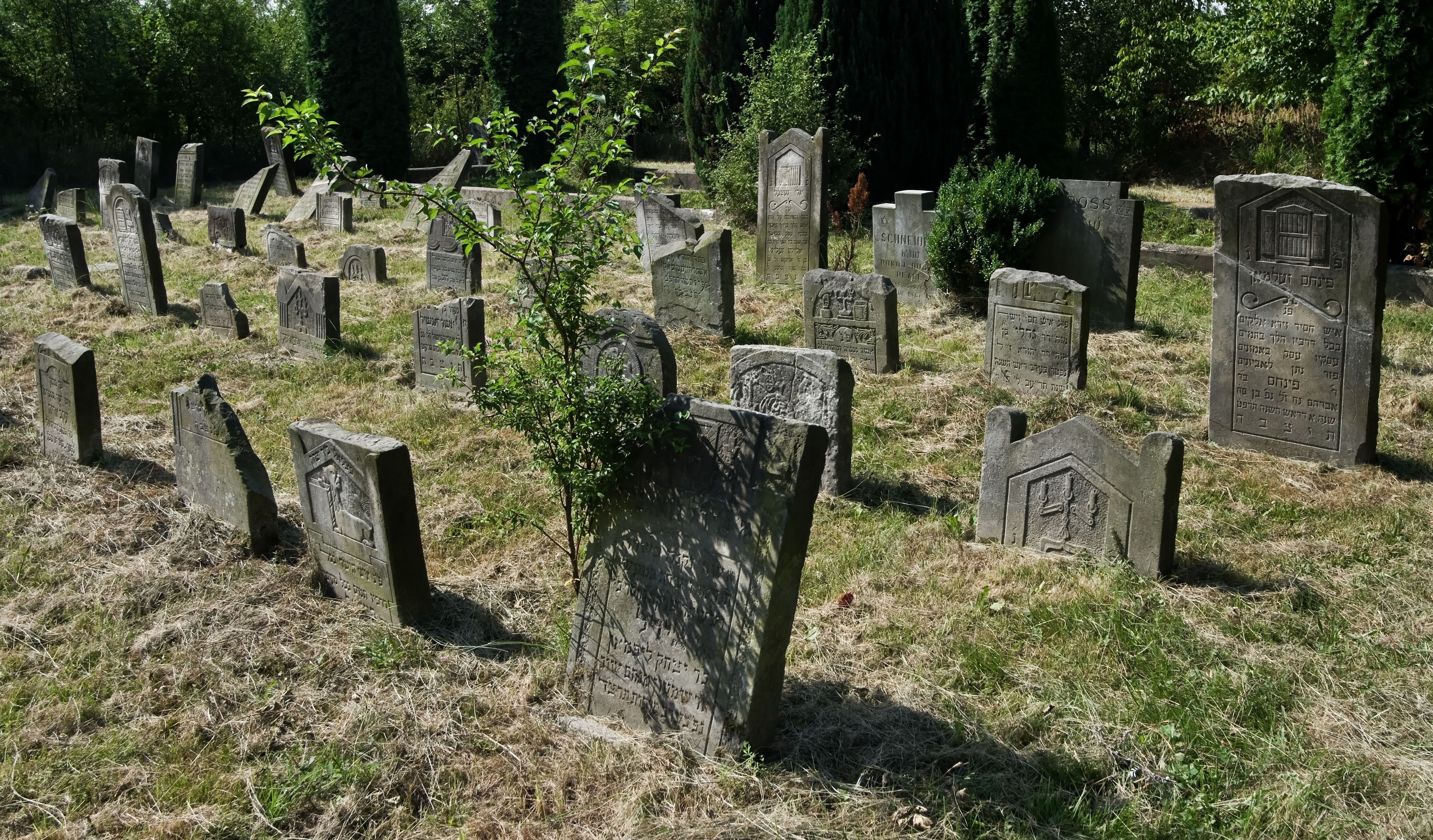
Zabytkowy nowy cmentarz żydowski

W Skierniewicach znajduje się 7 cmentarzy. Są to cmentarze zabytkowe, komunalne, parafialne, bądź innych wyznań.
Najstarszy cmentarz w Skierniewicach pochodził z XV w. i mieścił się pomiędzy kościołem św. Jakuba, a dworcem arcybiskupim. W XV w. Skierniewice miały też drugi cmentarz, przy drodze na Rawę Maz.
Wykaz cmentarzy istniejących do dziś:
- Cmentarz Św. Józefa ul. Kozietulskiego
- Miejski Cmentarz Komunalny ul. Strobowska
- Cmentarz Skierniewice – Rawka
- Cmentarz Św. Rocha przy parafii Św. Stanisława
- Cmentarz wielowyznaniowy „Strzelba” – nieczynny ul. Strobowska
- Cmentarz Żydowski ul. Graniczna
- Stary cmentarz żydowski w Skierniewicach

## Skierniewiczanie

### Honorowi Obywatele miasta Skierniewic
| - Stanisław Teofil Rybicki - Szczepan Pieniążek - Emil Chroboczek - Artur Wittenberg - Tadeusz Sułkowski - Andrzej Bronisław Kulczycki - Anna Olszewska | - Władysław Strakacz - ks. biskup Józef Zawitkowski - Stefan Binder - Włodzimierz Marian Kamiński - Marszałek Józef Piłsudski - ks. kardynał Józef Glemp - Ryszard Kaczorowski, prezydent RP na uchodźstwie w latach 1989–1990 |

### Zasłużeni dla Miasta Skierniewic
Osoby uhonorowane tytułem zasłużonego dla Miasta Skierniewice według dat:
- Andrzej Matysek 29.12.1995
- Karol Zwierzchowski 29.12.1995
- Alicja Wittenberg 29.12.1995
- Stanisław Niwicki 29.12.1995
- Gabriel Nowosadko 29.12.1995
- Marie Francoise Bodin 22.12.1997
- Marc Bodin 22.12.1997
- Tadeusz Zwierzchowski 22.12.1997
- Zbigniew Żółtowski 22.12.1997
- Anna Sacharko-Drózd 19.08.1999
- Józef Holewiński 19.08.1999
- Czesław Lisek 19.08.1999
- Stanisław Kaczyński 19.08.1999
- Tadeusz Górecki 20.06.2000
- Wincenty Jastrzębski 20.06.2000
- Wacław Medyński 20.06.2000
- Ignacy Olczakowski 20.06.2000
- Danuta Binder 12.02.2004
- Maria Czyżykowska – Karczewska 12.02.2004

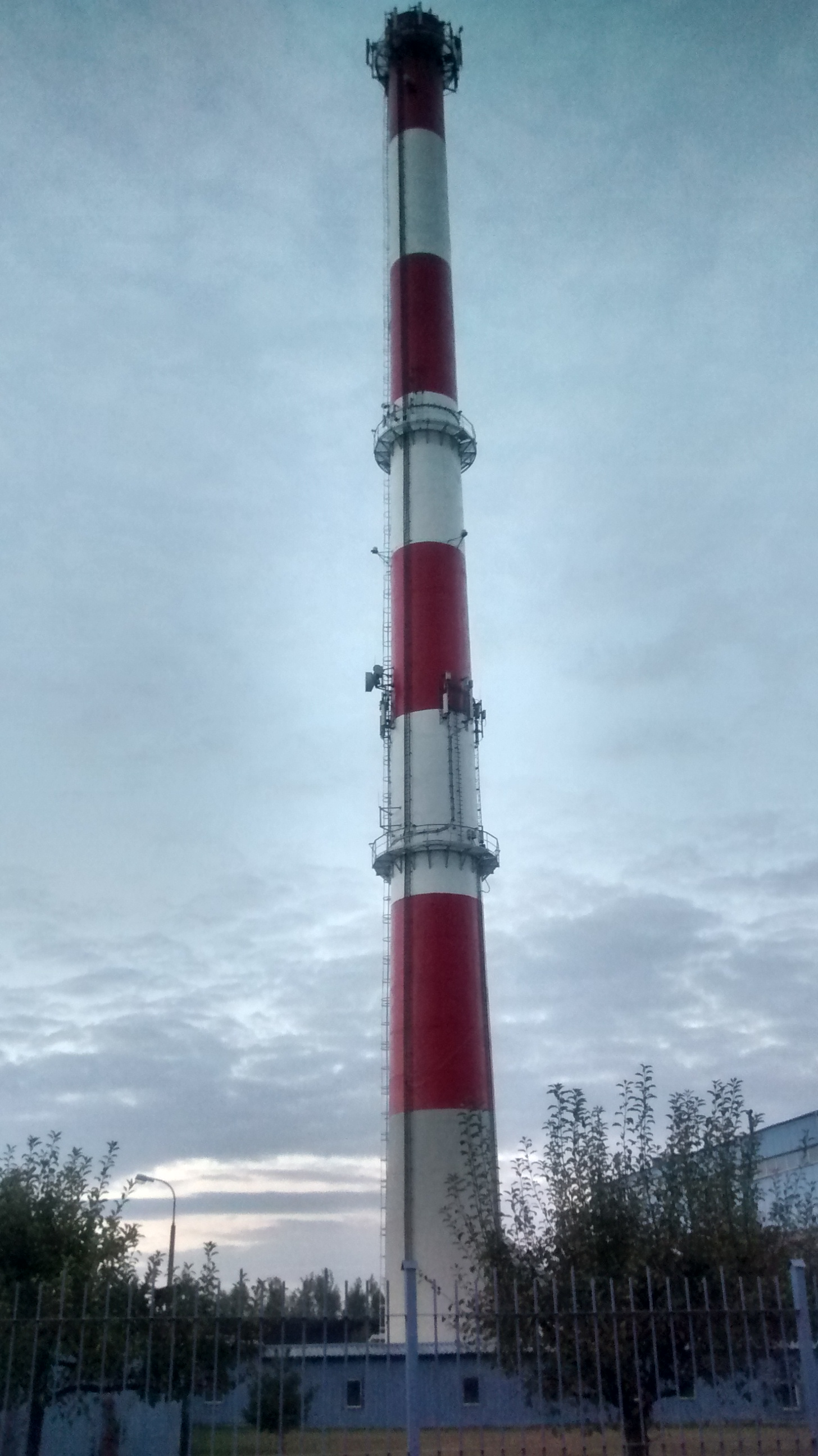
Komin Energetyki Cieplnej w Skierniewicach

- Bogusław Zawierucha 19.02.2010
- Andrzej Krokowski 27.01.2012
- Czesław Owczarek 24.10.2014
- Wiesława Maciejak 19.02.2017[94]
- Tadeusz Roszkowski 19.02.2017[94]
- Kazimierz Figat 17.02.2022[23][95]

## Polityka
Prezydenci miasta od 1990 r.
| Lp. | Imię i nazwisko      | Okres pełnienia funkcji |
| --- | -------------------- | ----------------------- |
| 1.  | Włodzimierz Binder   | od 1990 do 1998         |
| 2.  | Jan Bogdan Darnowski | od 1998 do 1999         |
| 3.  | Ryszard Bogusz       | od 1999 do 2006         |
| 4.  | Leszek Trębski       | od 2006 do 2014         |
| 5.  | Krzysztof Jażdżyk    | od 2014                 |

## Prezydenci, burmistrzowie, naczelnicy 1918–2006
Prezydenci, burmistrzowie i naczelnicy miasta Skierniewic w latach 1918–1989
- Stanisław Krzysztofowicz 1918–1919
- Czesław Strzelecki 1919–1919
- Maurycy Kisielnicki 1919–1920
- Ignacy Macherski 1920–1921
- Józef Madziara 1921–1922
- Stanisław Cygański 1922–1924
- Kazimierz Jaworowski 1924–1927
- Ignacy Macherski 1927–1931
- Franciszek Filipski 1931–1944
- Artur Wittenberg 1944–1945
- Aleksander Sadowski 1945–1946
- Jan Zajączkowski 1946–1948
- Wacław Medyński 1948–1948
- Stanisław Łopatko 1948–1949
- Stanisław Banasiak 1949–1950
- Wacław Młynarczyk 1950–1953
- Władysław Brodowski 1953–1954
- Franciszek Popielski 1954–1961
- Marceli Sztuka 1961–1964
- Sylwester Hermanowski 1964–1968
- Jerzy Szymczak 1968–1973
- Jerzy Siatkowski 1973–1974
- Marian Lipiński 1974–1975
- Tadeusz Zakrzewski 1975–1981
- Wincenty Jastrzębski 1981–1983
- Grzegorz Plak 1983–1986
- Lucjan Markowski 1986–1989
- Józef Kowalczyk 1989–1990
- Włodzimierz Binder (1990–1998)
- Jan Bogdan Darnowski (1998–1998)
- Ryszard Bogusz (1998–2006)
- Leszek Trębski (2006–2014)
- Krzysztof Jażdżyk (2014–)

## Miasta i gminy partnerskie
| Miasto                  | Państwo  | Początek współpracy            |
| ----------------------- | -------- | ------------------------------ |
| Gera                    | Niemcy   | 1976                           |
| Châtelaillon-Plage      | Francja  | 1990 (1994 – Akt Zbratania)    |
| Purgstall an der Erlauf | Austria  | 1988                           |
| Szentes                 | Węgry    | 2004                           |
| Náměšť na Hané          | Czechy   | 2005                           |
| Łubnie                  | Ukraina  | 2007 – oświadczenie intencyjne |
| Levice                  | Słowacja | 2004                           |